# Genocidios en la historia

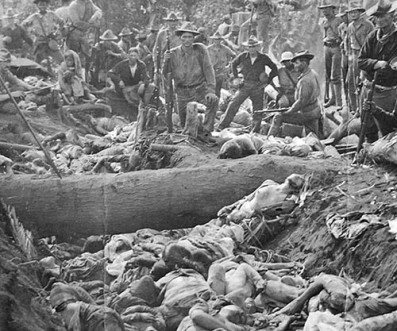
Genocidio anglo-estadounidense sobre población Filipina en torno a 1900.

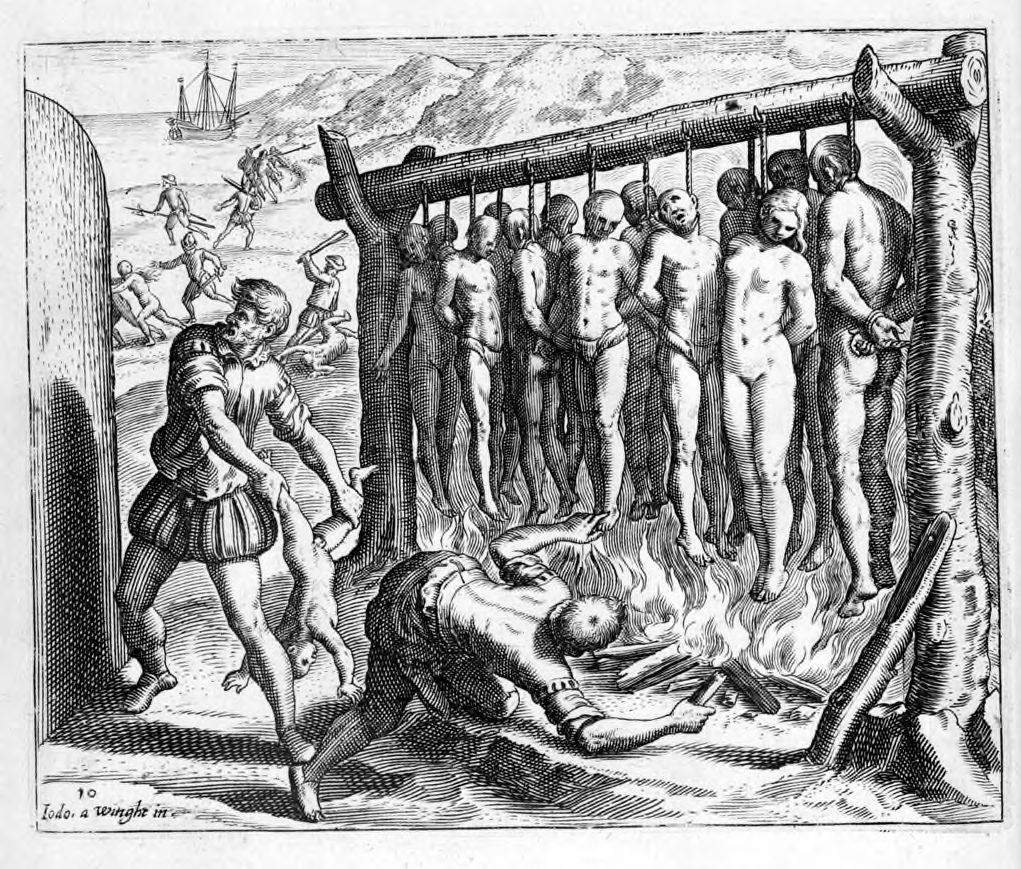
Una ilustración del siglo XVI diseñada por Theodor de Bry para el libro de Bartolomé de las Casas Brevisima relación de la destrucción de las Indias, mostrando el genocidio durante la llamada Conquista del "Nuevo Mundo".

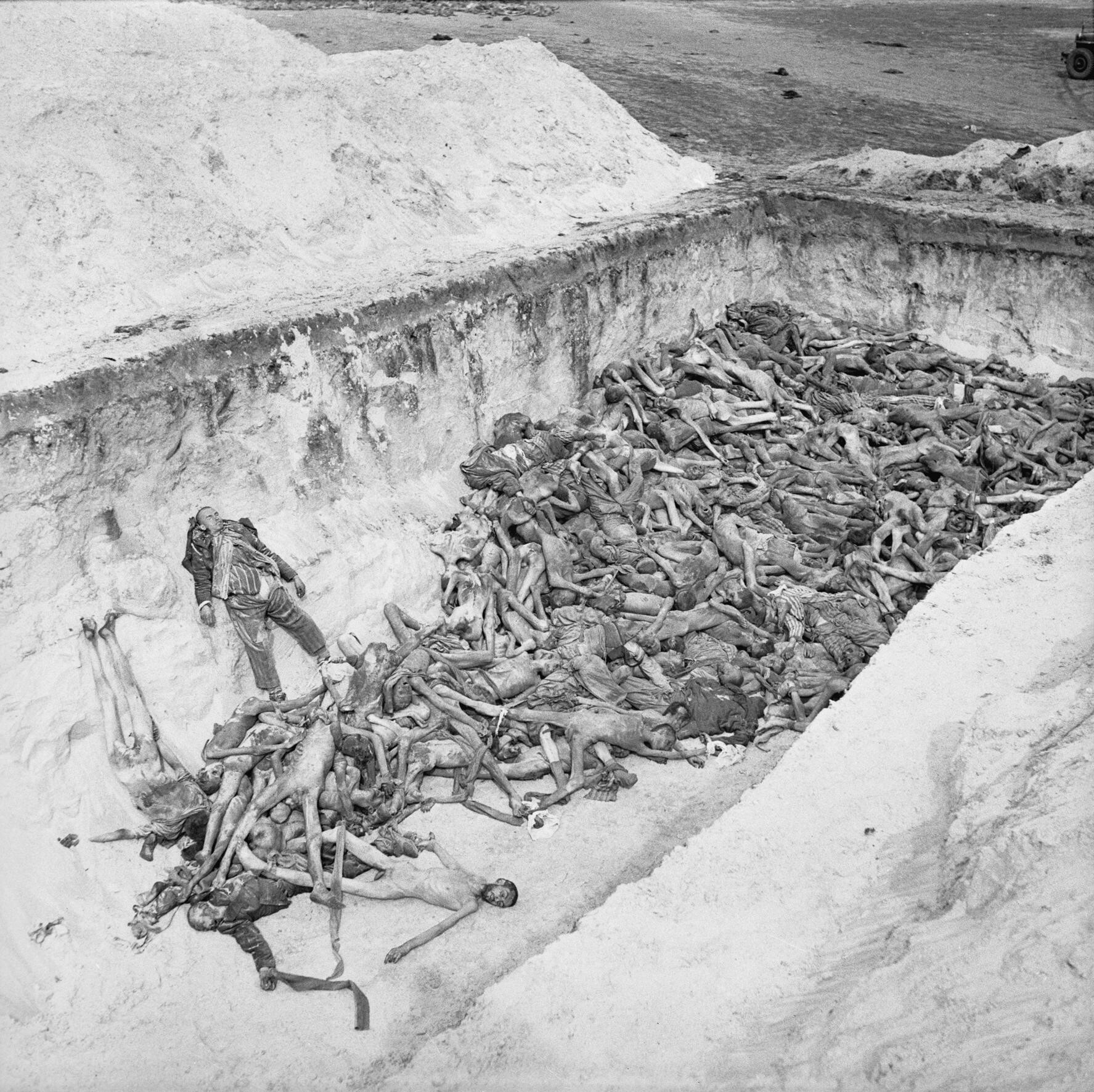
Genocidio judío en el campo de exterminio de Bergen-Belsen

El término genocidio hace referencia a la destrucción sistemática y deliberada de un grupo étnico, racial o nacional, ya sea de todo el grupo o de una parte de este, por una o varias razones. El término tuvo su aparición en 1944 y fue utilizado por el jurista polaco Raphael Lemkin. Éste se encuentra definido en el artículo 2 de la Convención para la Prevención y la Sanción del Delito de Genocidio (CPSDG) de 1948 como "cualquiera de los siguientes actos cometidos con la intención de destruir, de manera total o parcial, un grupo nacional, étnico, racial o religioso, tales como: la matanza de miembros del grupo; lesiones graves a la integridad física o mental de los miembros del grupo; sometimiento intencional del grupo a condiciones de existencia y acarrear su destrucción física, total o parcial; medidas destinadas a impedir los nacimientos en el seno del grupo; traslado por fuerza de niños del grupo a otro grupo."

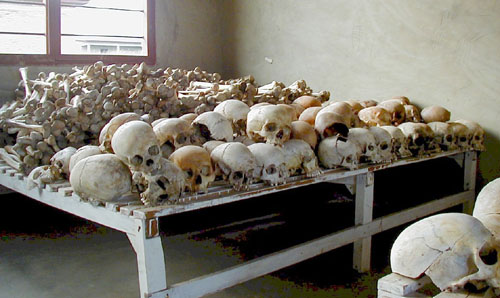
Cráneos apilados de víctimas del Genocidio de Ruanda.

El preámbulo de la Convención para la Prevención y la Sanción del Delito de Genocidio (CPSDG) establece que "el genocidio es un delito de derecho internacional, contrario al y los fines de las Naciones Unidas y que el mundo civilizado condena" y que "en todos los periodos de la historia el genocidio ha infligido grandes pérdidas a la humanidad."
Determinar qué eventos históricos constituyen un genocidio y cuáles son meramente delitos o son causados por comportamientos inhumanos, no es una cuestión clara de diferenciar. En casi todos los casos donde ha habido acusaciones de genocidio, diversos partidarios han discutido los detalles y la interpretación de los hechos, en ocasiones llegando al punto de tener diferentes versiones de lo acontecido.

## Otras definiciones
Legalmente, un genocidio no es definido como cualquier conflicto armado que la Corte Penal Internacional así lo designe. Muchos de los conflictos que han sido catalogados como genocidios por los medios de comunicación, no han sido designados como tal legalmente.
M. Hassan Kakarr estableció que la definición debe de incluir grupos políticos o cualquier grupo que sea definido así por el perpetrador. Él prefiere la definición de Chalk y Jonassohn: "Genocidio es una forma de asesinato en masa de un solo lado, en el cual el estado u otro tipo de autoridad intenta destruir un grupo definido por el perpetrador."
Algunos críticos de la definición internacional argumentaron que la definición fue influenciada por Joseph Stalin al excluir grupos políticos.
De acuerdo con Rudolph Rummel, la palabra genocidio tiene múltiples significados. El significado más común es que: es un asesinato realizado por un gobierno debido a que la gente pertenece a un grupo nacional, étnico, racial o religioso determinado. El significado legal es dado por la (CPSDG). Éste incluye acciones como prevenir nacimientos o trasladar por la fuerza a niños a otro grupo. Rummel creó el término democidio para incluir violaciones a grupos políticos.
Los actos pueden incluir asesinatos en masa, deportaciones en masa, democidios, privación de alimentos u otras necesidades básicas, muerte por enfermedades infecciosas o una combinación de éstos, aunque exista o no evidencia documental de los perpetradores para destruir un pueblo. Los ejemplos enlistados no necesariamente constituyen un genocidio por definición legal.

### Genocidio vs Otro tipo de asesinatos en masa
Algunas personas abogan por una definición amplia de la palabra genocidio, que esencialmente solo significa el asesinato premeditado de civiles. Esto ya está cubierto por los crímenes de lesa humanidad que se refieren al exterminio.
Otro tipo de asesinatos en masa son las limpiezas étnicas, en las cuales un grupo étnico expulsa por la fuerza a otro grupo étnico del lugar que están habitando y posteriormente, lo comienzan a poblar. Algunas veces matan a los miembros del grupo étnico que están expulsando con el fin de buscar la pureza étnica. Algunos genocidios involucran la limpieza étnica, pero no todas las limpiezas étnicas son genocidios. Algunos hechos son debatibles sobre si constituyen un genocidio o una limpieza étnica. La limpieza étnica técnicamente no es un genocidio, a menos que haya un intento expreso de destruir, ya sea por completo o una parte del grupo étnico que está siendo expulsado, por lo que algunos podrían argumentar que la tierra está fuertemente ligada con la identidad nacional y separar a un grupo étnico de su lugar histórico podría constituir un tipo de genocidio cultural. La limpieza étnica es también un crimen de lesa humanidad.
Por otro lado, también están los crímenes de guerra. Los crímenes de guerra no necesariamente conllevan al asesinato en masa, aunque algunos si los han llevado a cabo, como el "Holocausto Asiático" hecho por el Imperio de Japón, y pueden incluir situaciones como la violación a tratados de paz y el uso ilegal de armas.
Algunos ejemplos de asesinatos en masa de civiles durante la guerra incluyen:
- El Holocausto asiático por el Imperio japonés
- La destrucción de Afganistán durante la invasión soviética
- El desabasto de comida y otras atrocidades durante la guerra civil de Nigeria

La esclavitud es un crimen de lesa humanidad, pero no es considerado un genocidio. Hay ejemplos sobre la realización de trabajos forzados que tenían como objetivo ejecutar a los judíos durante el holocausto, por la política de exterminio, a través del trabajo implementada por la Alemania nazi. Pero en general, la esclavitud no es considerada un genocidio. Sin embargo, algunos trabajos que les eran designados a los esclavos mataron a millones de personas debido a las condiciones inhumanas y a las capturas de las personas durante la guerra que se convertían en esclavos. Un ejemplo particular sobre esto es el comercio atlántico de esclavos y el comercio árabe de esclavos que también hacen referencia al nombre de Maafa o el holocausto negro.
Algunas hambrunas, como las que han tenido lugar en regímenes comunistas y coloniales, son realizadas a propósito como el caso de holodomor, por lo que en ocasiones también son aplicadas en genocidios y holocaustos. Algunos ejemplos de estas hambrunas son:
- La gran hambruna China
- La hambruna soviética de 1932-1933
- La Hambruna en Bengala de 1943 bajo el Imperio británico
- Hambrunas que ocurrieron bajo el imperialismo japonés, como la hambruna vietnamita de 1945
- La gran hambruna irlandesa
- La hambruna de Corea del Norte

## Antes de la Primera Guerra Mundial
De acuerdo con Adam Jones, si un grupo dominante de personas tiene pocas cosas en común con un grupo marginado de personas, es más fácil para el grupo dominante definir al otro grupo como subhumano. Como resultado, el grupo marginado podría ser etiquetado como una amenaza que debe de ser eliminada. Jones continúa diciendo: "La dificultad (como Frank Chalk y Kurt Jonassohn señalaron en su estudio) es que los registros históricos que existen son ambiguos y poco confiables. Mientras que la historia, hoy en día es generalmente escrita con lealtad a los hechos "objetivos", la mayoría de lo anterior se enfoca en elogiar el patrón del escritor (normalmente el líder) y enfatizar la superioridad de sus propios dioses y creencias religiosas."
Chalk y Jonassohn: "Históricamente y antropológicamente las personas siempre han tenido un nombre para ellos mismos. En muchos casos, ese nombre significa "el pueblo" para ajustar a los propietarios de ese nombre y dejar fuera a todas las demás personas quienes son consideradas de menor calidad de alguna manera. Si las diferencias entre el pueblo y la otra sociedad, son particularmente grandes en términos de religión, idioma, usos, costumbres y así sucesivamente, entonces aquel pueblo que fue visto como menos humanos será considerado: pagano, salvaje o incluso animal."

### Antes de 1490
Algunas hipótesis sugieren que la violencia genocida pudo haber causado la extinción de los Neandertales, éstas han sido apoyadas por diversos autores incluyendo a Jared Diamond y Ronald Wright. Sin embargo, diversos estudiosos han construido ideas alternativas sobre por qué los Neandertales se extinguieron, puesto que no hay un consenso en la comunidad científica sobre lo que pudo haber causado su desaparición.
Los estudiosos de la antigüedad diferenciaron entre el genocidio y el homicidio en razón de género, en el que mataban a los hombres adultos, pero los niños (particularmente niñas) y mujeres adultas eran incorporados en el grupo que los conquistaba. Jones menciona: "Chalk y Jonassohn proporcionan una amplia selección de los acontecimientos históricos como la depredación completa del Imperio Asirio en la primera mitad del primer milenio A.C. La destrucción de Melos por Atenas durante la Guerra del Peloponeso (siglo 5 A.C.), que es considerada un homicidio en razón de género, descrito por Tucídides en su diálogo de los melios.
Ben Kiernan ha catalogado la destrucción de Cartago al final de la tercera guerra púnica (149-146 A.C) como "el primer genocidio".

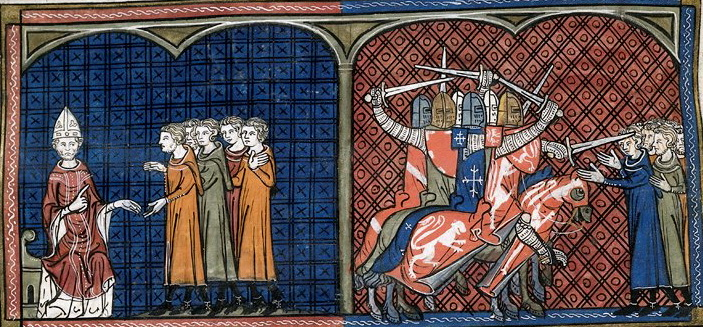
El papa Inocencio III excomulgando a los albigenses (izquierda), y una masacre de albigenses realizada en las Cruzadas.

Un estudio del año 2010, menciona que un grupo de anasazi, en el suroeste de Estados Unidos, murió en un genocidio que tuvo lugar alrededor del año 800 A.C.
Raphael Lemkin, el creador del término 'genocidio', se refirió a la cruzada albigense (1209-1220) ordenada por el papa Inocencio III en contra de la población cataro herética de la región francesa de Landguedoc como "uno de los genocidios más concluyentes en la historia religiosa".
Citando a Eric Margolis, Jones observa que en el siglo 13 los ejércitos mongoles liderados por Gengis Kan eran asesinos genocidas quienes eran conocidos por erradicar naciones enteras. Él ordenó la exterminación de los mongoles Tata, así como de todos los hombres Kankalis en Bukhara que fueran "más altos que una rueda" mediante una técnica llamada medición contra el eje. Rosanne Klass se refiere a las reglas de los mongoles de Afganistán como "genocidio".
Del mismo modo, el conquistador turco-mongol Tamerlán fue conocido por su extrema brutalidad y sus conquistas estuvieron acompañadas por masacres genocidas. William Rubinstein escribió: "En Asiria (1393–4), Tamerlán mató a todos los cristianos que encontró, incluyendo a todos los de la ciudad cristiana de Tikrit y la destrucción de la iglesia asiria del oriente. Sin embargo, de manera imparcial Tamerlane también sacrificó musulmanes chiíes, judíos y paganos." El cristianismo en Mesopotamia se limitó en gran medida, a aquellas comunidades asirias en el norte que habían sobrevivido a las matanzas. Tamerlán también llevó a cabo masacres de gran escala de los cristianos en Georgia y Armenia, así como de árabes, persas y turcos.
Los textos antiguos chinos registraron que el General Ran Min ordenó la exterminación de las tribus Wu Hu, especialmente el pueblo de Jie, durante la Guerra Wei-Jie en el siglo cuatro D.C. Las personas que tenía ciertas características raciales como la nariz con puente alto y barbas muy pobladas fueron asesinadas; de acuerdo con los informes un total 200,000 personas murieron.

### 1490-1914

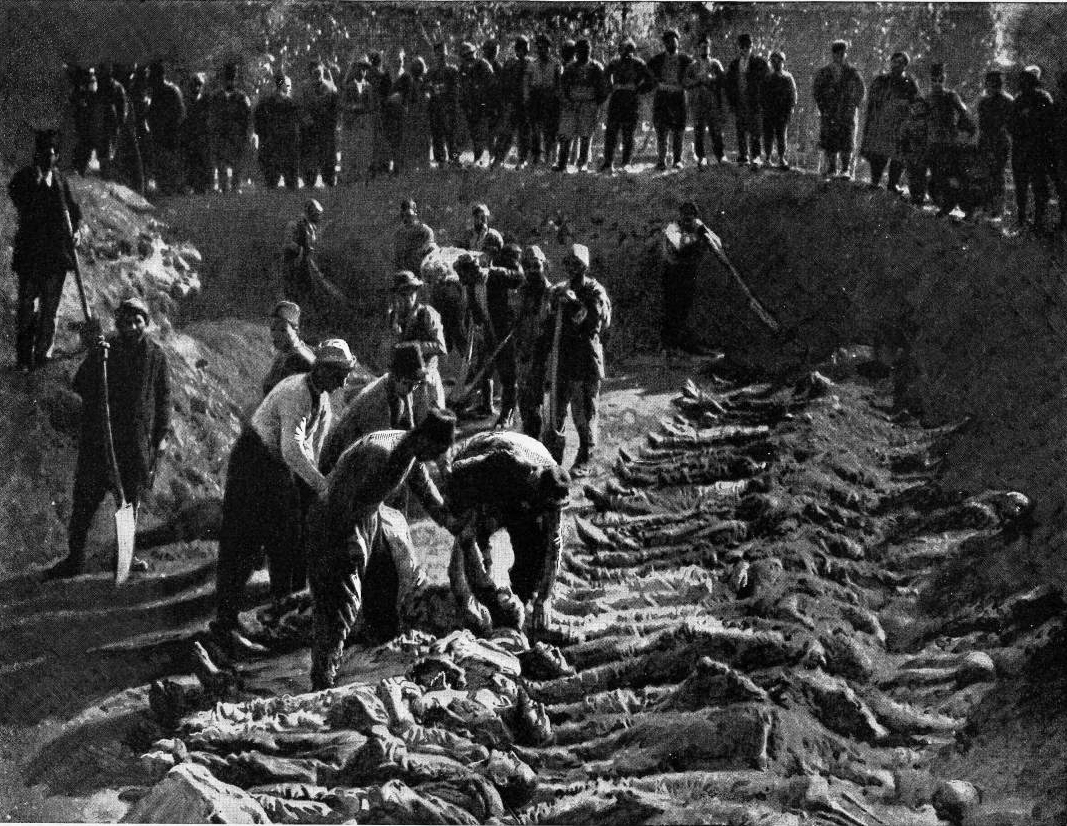
Las masacres hamidianas se refieren a las matanzas de armenios por parte del Imperio Otomano a mediados de 1890, con un total de 80,000 a 300,000 muertes.

### África

#### Congo
El Estado Libre del Congo en el centro de África estaba controlado por Leopoldo II de Bélgica, quien extrajo una gran cantidad de recursos naturales mediante la realización de trabajos forzados hechos por los nativos. Durante su régimen hubo entre 10 y 15 millones de muertes entre la población del Congo. Homicidios deliberados, castigos abusivos y la explotación en general fueron las principales causas de las muertes. Como en la colonización del continente Americano, aparecieron nuevas enfermedades que eran desconocidas en la región, lo que también provocó un considerable número de muertes. Debido a que el principal motivo de las muertes, era obtener ganancias económicas, hay un debate sobre si el término genocidio esta bien utilizado en este hecho histórico. Sin embargo, Robert Weisbord escribió en el Journal of Genocide Research en el año 2013, que el intento de eliminar una parte de la población es suficiente para clasificarlo como genocidio de acuerdo a la Convención de las Naciones Unidas. Los informes de las atrocidades llevaron a un escándalo internacional a principios del siglo 20 y el Rey Leopoldo se vio obligado en 1908 por el gobierno de Bélgica a ceder el control de la colonia a una administración civil.

#### Reino Zulú
Entre 1810 y 1828, el Reino Zulú bajo el gobierno de Shaka Zulú devastó gran parte de lo que hoy conocemos como Sudáfrica y Zimbabue. Los ejércitos de Zulú, tenían como objetivo no solamente vencer a los enemigos, sino también causarles la destrucción total. Aquellos exterminados incluían prisioneros de guerra, mujeres, niños e incluso perros. Se estima que el rango de número de muertos está entre 1 y 2 millones de personas.

#### África del Sudoeste Alemana
Los pueblos de Herero y Nama, actualmente Namibia, sufrieron una persecución genocida entre los años de 1904 y 1907 mientras sus tierras estaban bajo el control colonial de África del Sudoeste Alemana. Un gran porcentaje de la población murió en una campaña de tierra quemada liderada por el general alemán Lothar von Trotha. Un estimado de 10,000 personas del pueblo de Nama murieron, mientras que del pueblo de Herero murieron entre 60,000 y 100,000 personas.

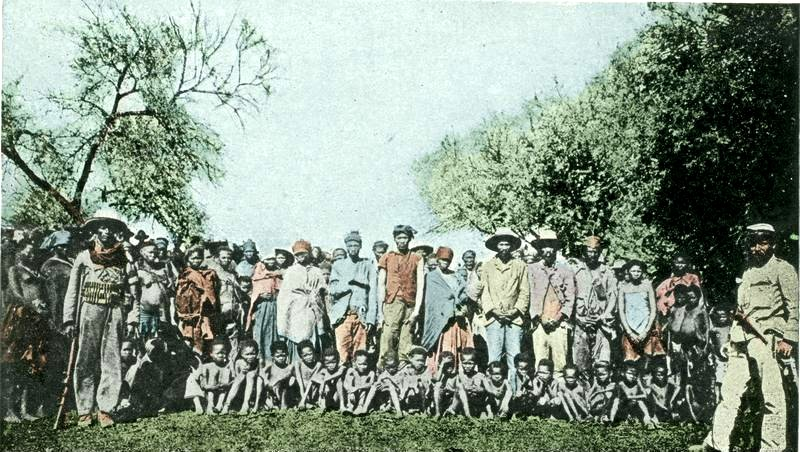
Prisioneros del genocidio herero y namaqua, 1899

Una copia de la Orden de Exterminio de Trotha sobrevive en el Archivo Nacional de Botsuana. La orden establece "cada herero, con o sin una arma, con o sin ganado, será disparado. No aceptaré mujeres y niños, los llevaré de regreso con su gente (a morir en el desierto) o serán disparados también." Olusoga y Erichsen escribieron: "Se trata de un documento único: una declaración escrita explícita de un intento por cometer un genocidio."

### América
Si bien parte del número de bajas en la población fue debido a las enfermedades, las intenciones y los hechos despiadados, tal como describe Bartolomé de las Casas, no pueden dejarse de lado. De acuerdo a, Colón escribió de los nativos, “Nos trajeron loros, bolas de algodón, lanzas y otras cosas que intercambiaron por las cuentas de vidrio, ellos harían buenos sirvientes. Con cincuenta hombres podríamos subyugarlos a todos y hacer que hagan lo que queramos".  
Bartolomé describe en "Historia de las Indias" a los habitantes como personas no meramente pacíficas, pues combatían entre tribus de vez en cuando, el número de bajas eran pequeño, considerando que dichos encuentros eran a causa de agravantes puntuales y no por órdenes de reyes o capitanes. 

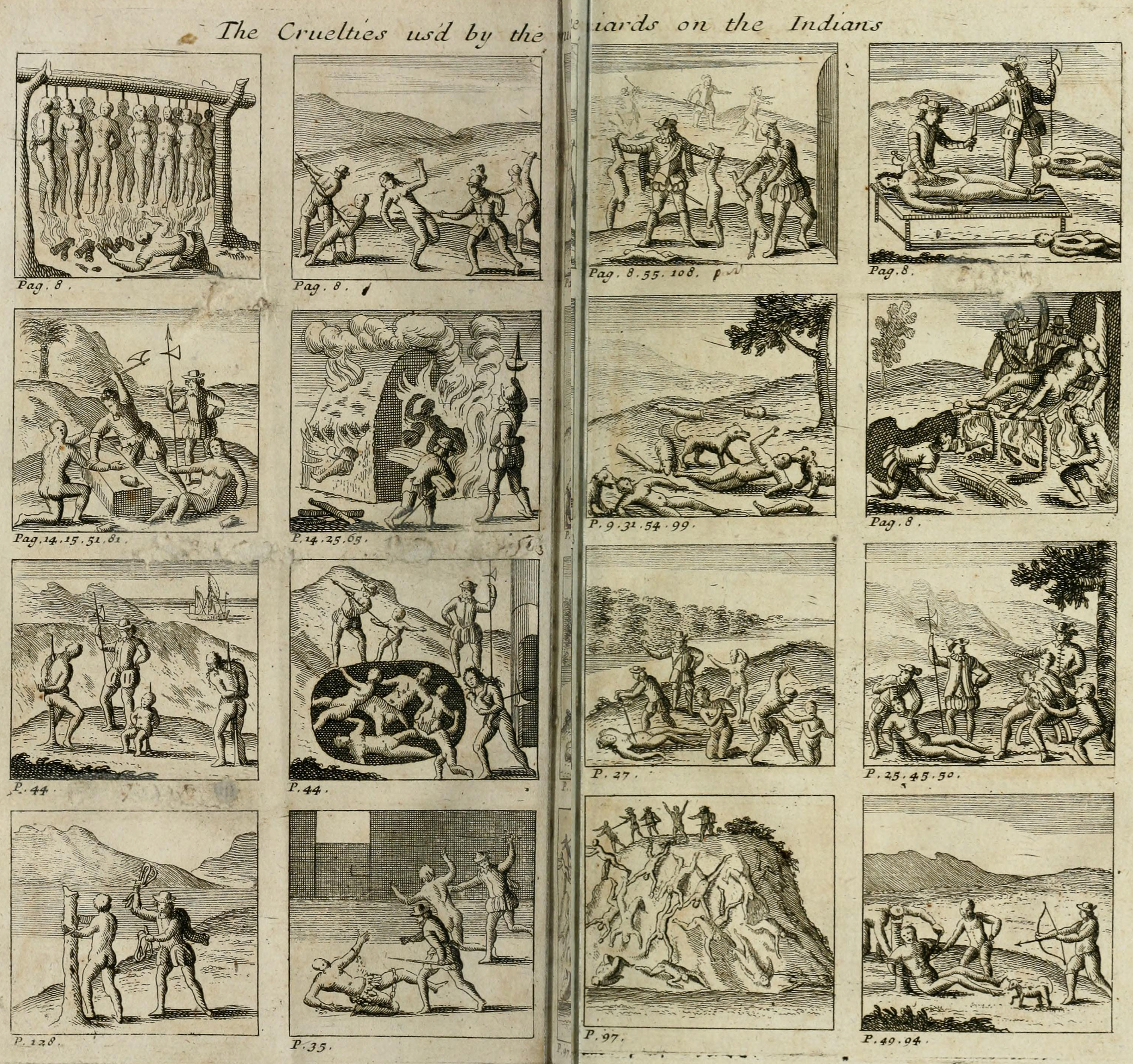
Crueldades españolas por Bartolomé de las Casas

En el tomo 2 del mismo libro "Historia de las Indias", vale la pena citar, “Innumerables testimonios... Prueban el pacífico y templado de los nativos...pero nuestro trabajo era exasperar, devastar, matar y destruir; No es de extrañar que si intentaron matarnos a uno de nosotros de vez en cuando ... el almirante, es cierto, era tan ciego como los que le seguían, y estaba tan ansioso por complacer al rey que cometió crímenes irremisibles contra los indios ...", seguido de la mención de atrocidades cometidas por mencionar unos ejemplos.
Cuando Bartolomé de las casas llegó a la española (lo que ahora es Haití y República dominicana) en 1508, las casas escribió, "Había 60,000 personas viviendo en esta isla, incluyendo los indios, así que de 1494 a 1508, más de tres millones de gente había perecido a causa de la guerra, la esclavitud y las minas.

Desde la década de 1490, cuando Cristóbal Colón llegó a América hasta el final del siglo 19, la población indígena americana disminuyó de manera constante, de una población que se ha calculado en más o menos 50 millones de habitantes, llegó a 1.8 millones, lo que significaría una disminución del 96% a lo largo de 400 años. El estudio histórico de estos hechos ha comprobado que las epidemias fueron la principal causa de muerte de la población nativa de América. Después del primer contacto con europeos y africanos, la muerte del 90 al 95% de la población nativa de América fue causada por las enfermedades del Viejo Mundo como la viruela y el sarampión. Algunas estadísticas indican que la viruela tuvo una tasa de mortalidad entre el 80% y 90% de la población nativa americana. Solo en Brasil, la población indígena disminuyó de la época colonial de 3 millones de personas a 300,000 (1997). 

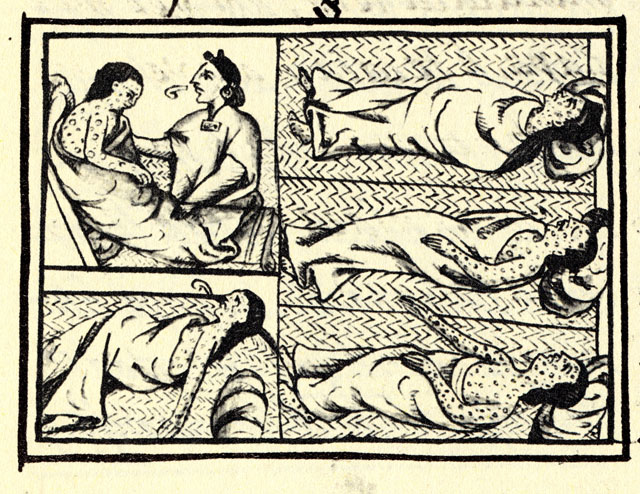
Dibujo acompañando al texto del Libro XII del siglo 16 del Códice Florentino (1540–1585), mostrando Nahuas en el periodo de la conquista de México con viruela.

Las estadísticas de cuantas personas estaban viviendo en el continente americano cuando llegó Cristóbal Colón varían mucho; los estudiosos del siglo 20 estimaron un rango de entre 8.4 millones a 112.5 millones de personas.
En la conquista de México-Tenochtitlan las tropas de Hernán Cortés que se aliaron a la mayoría de los tlaxcaltecas (en un acto de venganza y rencor, acabaron con la vida de 150.000 aztecas, de entre los que no distinguieron hombres de mujeres o niños. Definiendo el mismo Cortés así: ” Nunca he visto una raza tan despiadada ni a seres humanos tan inmisericordes”.

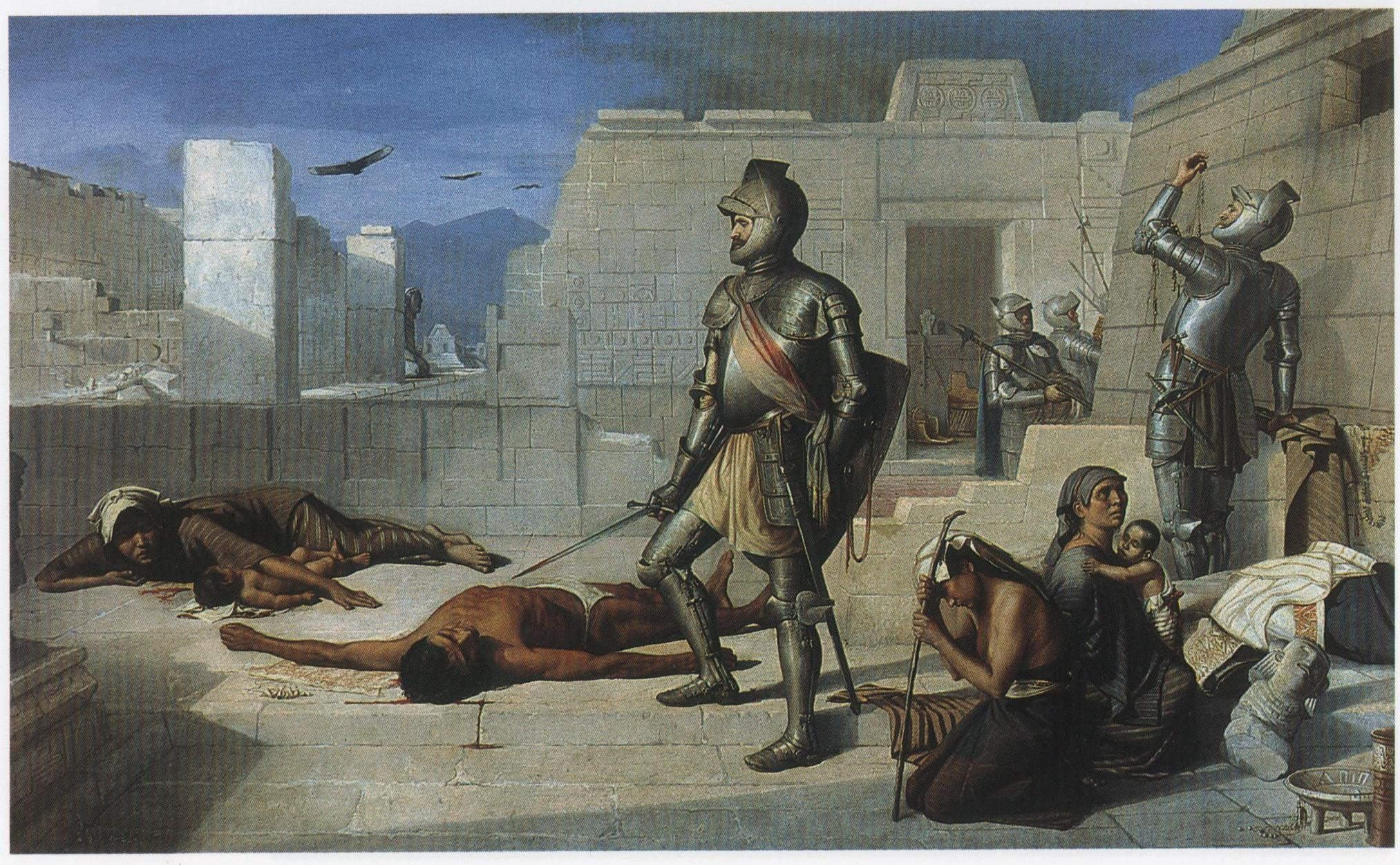
Masacre de Cholula

Caso singular entre los documentados fue el protagonizado por el comandante británico Jeffrey Amherst, quien autorizó el uso internacional de las enfermedades como un arma biológica en contra de la población indígena durante el Asedio de la fortaleza Pitt. Mantas de viruela expuestas eran dadas como regalo en la fortaleza de Pitt, esto fue parte de uno de los casos más famosos documentados de armas biológicas y no se sabe que tan exitoso fue el uso de ésta en contra de la población.
Debido a la gran mortandad que se dio en la población indígena americana y al suceder esta durante el proceso de conquista y de la colonización europea, esto ha dado pie diferentes interpretaciones, así en general los historiadores discrepan sobre si el genocidio, definido como un crimen de intención, describe con precisión la experiencia de la colonización. El historiador Stanfford Poole, escribió: "Hay otros términos para describir lo que sucedió en el hemisferio occidental, pero genocidio no es uno de ellos. Es un buen término propagandístico en una era donde las consignas y gritos han sustituido la reflexión y el aprendizaje, pero utilizarlo en este contexto es degradar tanto la palabra como los hechos que ocurrieron con los judíos y los armenios, sólo por mencionar dos de las principales víctimas de este siglo." El politólogo Guenter Lewy, rechaza la etiqueta de genocidio y ve la despoblación de los nativos americanos "no como un crimen, pero una tragedia que implica un choque irreconciliable entre culturas y valores". Noble David Cook, escribió acerca de la leyenda negra y la conquista de América, "Hubo muy pocos españoles que mataron a esos millones de personas que han sido reportadas como muertas en el primer siglo después del contacto entre el viejo y nuevo mundo". Cook reconoció que "es imposible saber con precisión cada una de las causas del colapso de la sociedad amerindia. Deberíamos de preguntarnos; ¿Los españoles condujeron la muerte del 2% de los indios, el 5% del arcabuz, de los perros el 12%?... casi todas las fuentes mencionan que las epidemias hicieron la conquista y dominación extranjera mucho más fácil, no sólo para los españoles, sino para todos los estados europeos."
Por otro lado, el historiador David Stannard argumenta que la destrucción de los nativos americanos de 76 millones a solamente un cuarto de millón fue resultado de una combinación de "la llegada de nuevas enfermedades europeas y la violencia" a través de los dos continentes durante cuatro siglos, y fue el genocidio más grande de la historia. De acuerdo con el antropólogo Russell Thornton, para los nativos americanos "la llegada de los europeos marcó el inicio del gran holocausto, a pesar de que no fue en los hornos, como los judíos. Los fuegos que consumieron a los indios de América del norte, fueron las fiebres recién traídas de Europa, los destellos de los colonos y las armas de los soldados, los estragos de las llamas de los pueblos y campos quemados por la política de tierra quemada en venganza de los europeos-americanos". David Quammen comparó las prácticas de la colonización americana hacia los nativos americanos con Australia y su población aborigen, denominando a ambos genocidios. Algunos autores, incluyendo a Davi Cesarani, han argumentado que las políticas del gobierno de Estados Unidos en el cumplimiento del llamado Destino Manifiesto constituyeron un genocidio.

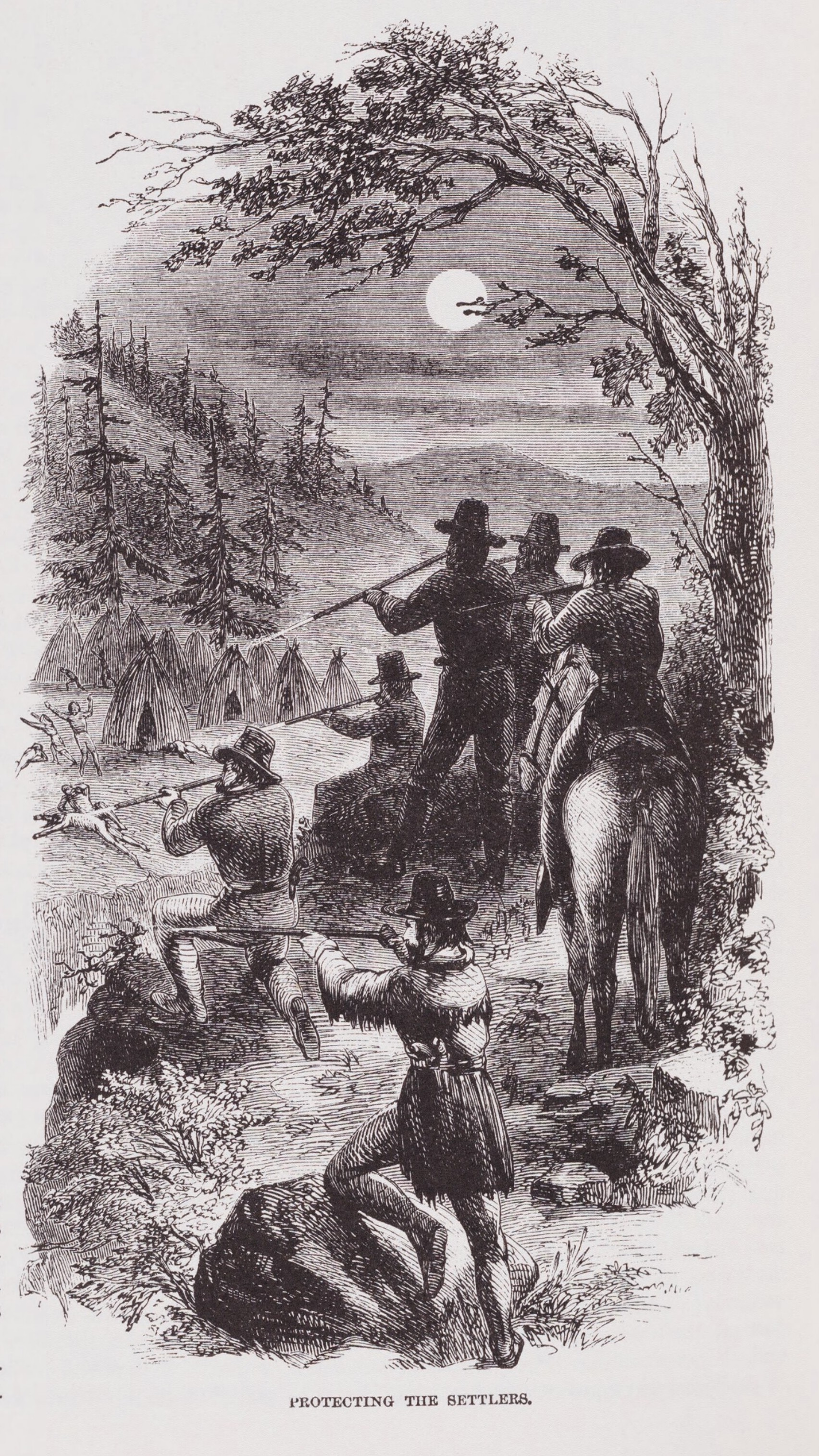
Matanza de Indígenas Yuki en Round Valley, California.

Varios trabajos sobre el tema fueron publicados en el año de 1992, los cuales coincidieron con el aniversario número 500 de la llegada de Cristóbal Colón a América. En 2003, el Presidente de Venezuela Hugo Chávez impulsó a los latinoamericanos a no celebrar el día de la raza. Chávez culpó a Colón de encabezar "la invasión y el genocidio más grande de la historia de la humanidad."
Hay quienes sostienen que no se ha encontrado evidencias empíricas de que hubiera un genocidio español en América, este genocidio se sustenta en una leyenda negra, sabemos que hubo uno de los mayores mestizajes de la historia de la humanidad y una sociedad de Castas con personas tan famosas como: Alonso Tito Atauchi, Melchor Carlos Inca, Inca Garcilaso de la Vega Mariano Moreno, Manuel Belgrano, Juan Francisco Seguí, Juan Francisco Tarragona, Remedios de Escalada de San Martín, José Gaspar Rodríguez de Francia, Juan Antonio Álvarez de Arenales, José Evaristo Uriburu, José Félix Uriburu, Victoria Ocampo, Bernardo de Irigoyen, Carlos Saavedra Lamas, Manuel Quintana, Francisco Solano López, Joaquín Samuel de Anchorena, Julio César Saguier, Adolfo Bioy Casares, Che Guevara y un largo etc.
También argumentando que existió grandes alianzas con pueblos nativos que permitieron la conquista y unificación de toda América, y que actualmente no se han encontrado ni una sola fosa común de ningún genocidio realizado por los españoles, si se ha encontrado fosas comunes precolombinas de sacrificios Incas y Aztecas. De esta manera, enfatizando las epidemias como única causa de muerte, no se puede sostener la idea de un genocidio, ya que causado por  enfermedad ya que no está dentro de la definición de genocidio según la Real Academia Española, que define el Genocidio como: "Exterminio o eliminación sistemática de un grupo humano por motivo de raza, etnia, religión, política o nacionalidad" El número de nativos muertos por la enfermedades fue significativo, existe porcentajes muy dispares sobre el número de nativos muertos, algunos autores indican la desaparición de los nativos en un 96%, este porcentaje podría aplicarse en Estados Unidos y Canadá, pero no se puede extrapolar a Hispanoamérica ni confundir con la conquista de Hispanoamérica, estos porcentajes y cifras no son creíbles, principalmente porque no existió ningún registro ni censo fiable de la población en el S.XV y XVI, siendo estos porcentajes totalmente especulativos, es decir, hoy casi quinientos años después un porcentaje tan bajo de nativos hubiera derivado en que las poblaciones serían completamente europea. Además de que no tiene en cuenta la moral católica de los Españoles que les prohibía el maltrato de los indios y esto lo podemos ver reflejado en las leyes de Burgos de 1512 donde se estableció los primeros derechos humanos de la historia, siendo el único país europeo que protegió a los nativos proporcionando una vida digna impulsado por el activismo de misioneros y religiosos españoles como Bartolomé de las Casas, protegiendo a los nativos americanos, prohibiendo la esclavitud y regulando el buen uso de las encomiendas como medio para enseñar la religión católica y los usos y costumbres españolas.
Para el Historiador del Derecho Bartolomé Clavero el genocidio en las Américas fue claro y necesita de una descolonización cultural de la historiografía y de la jurología europea y, en concreto, española, que permita vislumbrar históricamente su verdadero alcance.

#### Argentina
La conquista del Desierto fue una campaña militar dirigida por el general Julio Argentino Roca en los años de 1870, la cual estableció el dominio argentino sobre la Patagonia, en ese entonces habitada por población indígena, donde murieron más de 1,300 personas.

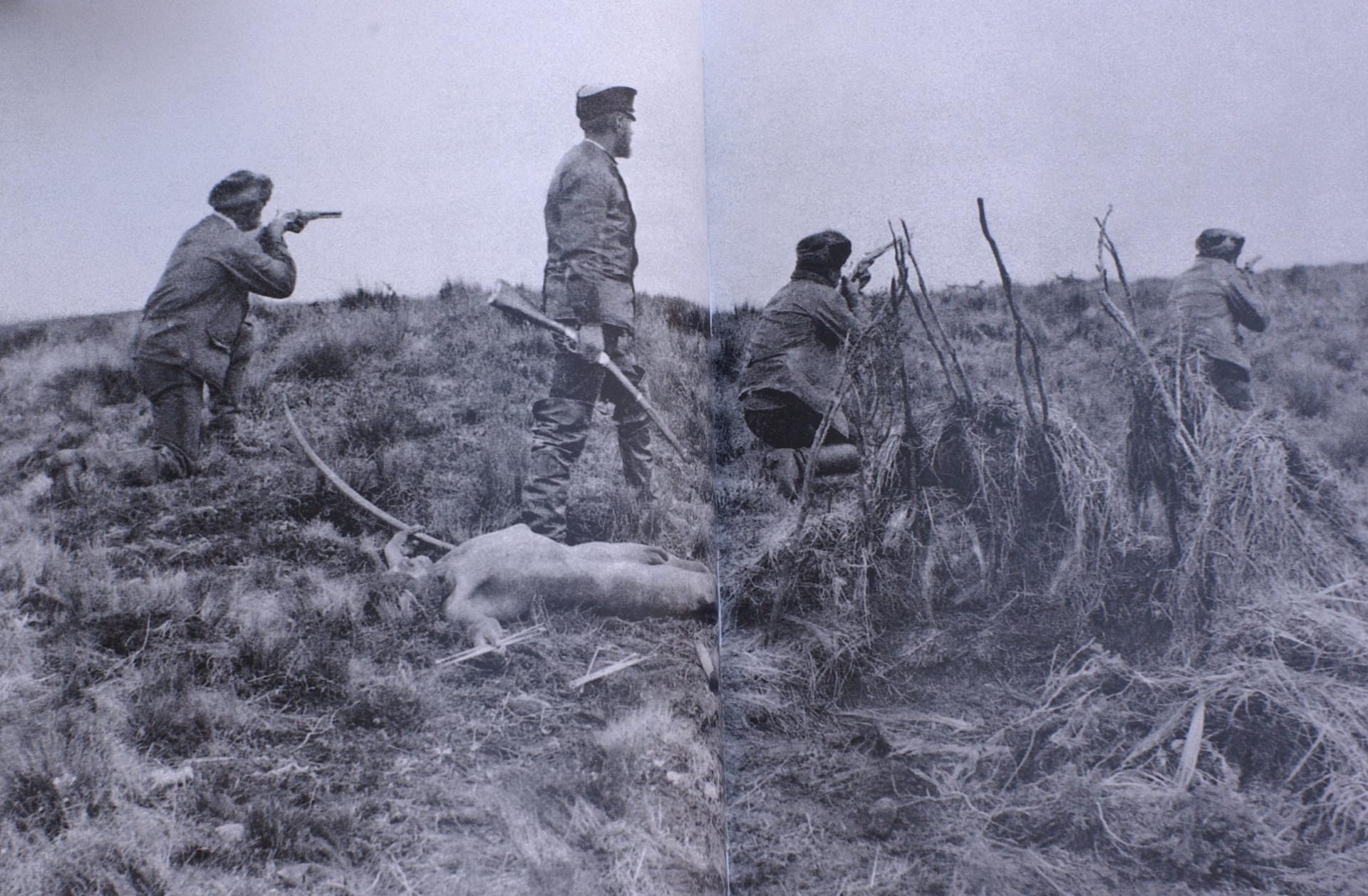
Julius Popper y el Genocidio Selk'nam

Fuentes actuales indican que fue un genocidio deliberado por el gobierno argentino. Otros percibieron la campaña como un intento de suprimir únicamente a los grupos de aborígenes que se negaron a obedecer al gobierno y llevaron a cabo ataques en contra de la población europea.
La masacre de Napalpí fue una matanza cometida por más de cien policías en la que resultaron asesinadas entre doscientas y setecientas personas pertenecientes a los pueblos qom y mocoví-moqoit, en 1924 en en cercanías de la reducción aborigen Napalpí, ubicada en el entonces territorio nacional del Chaco.
La masacre de Rincón Bomba, también conocida como el genocidio pilagá, fue un genocidio y crimen de lesa humanidad cometido por el estado Argentino bajo por el presidente Juan Domingo Perón, contra pueblos originarios de Argentina en 1947. Entre los crímenes perpetrados se incluyeron fusilamientos, desapariciones, torturas, violaciones, secuestro y reducción a trabajos forzados de cientos de personas, muriendo aproximadamente entre 750 y 1000 víctimas.

#### Haití
Jean-Jacques Dessalines, el primer gobernador de un Haití independiente, ordenó la matanza de la población criolla francesa de Haití, lo que culminaría con la masacre de Haití de 1804. De acuerdo con Philippe Girard, "cuando el genocidio había acabado, la población blanca de Haití era prácticamente inexistente."

#### México
La guerra de Castas de Yucatán (aproximadamente de 1847-1901) contra la población de origen europeo, llamados yucatecos, quienes tenían el control político y económico de la región. Adam Jones escribió: "Las atrocidades genocidas de ambos lados le costaron la vida a más de 200,000 personas."
En 1835, Don Ignacio Zúñiga, comandante de los presidios del norte de Sonora, afirmó que desde 1820 los Apaches habían matado en defensa propia, por lo menos a cinco mil colonos por haber tomado o robado las tierras donde habitaban. En 1835, el estado de Sonora ofreció una recompensa por las cabezas de los apaches. A comienzos de 1837, el estado de Chihuahua también ofreció una recompensa de 100 pesos por guerrero, 50 pesos por mujer y 25 pesos por niño.

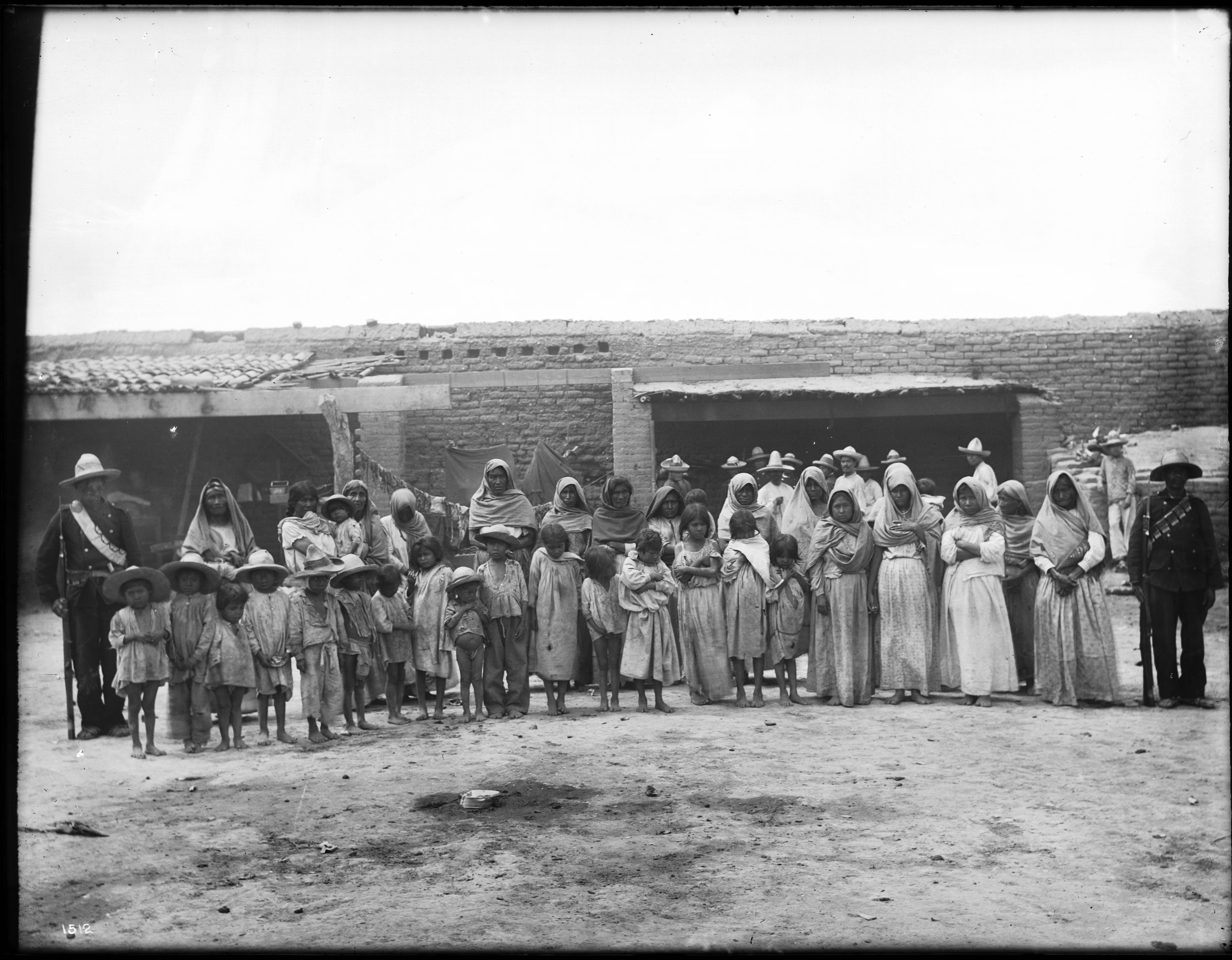
Un grupo de más de 30 mujeres y niños prisioneros Indígenas yaquis bajo custodia, Guaymas, Mexico, ca.1910.

La guerra del Yaqui fue el enfrentamiento armado entre el gobierno mexicano y el pueblo yaqui de Sonora entre las décadas de 1870 y 1880. Después de la Batalla de Mazocoba en 1900, en la que murieron alrededor de 400 combatientes yaquis y fueron capturados otros 800 hombres, mujeres y niños prisioneros, se definió la derrota yaqui. A partir de este momento comenzó la deportación de yaquis a Yucatán para someterlos a trabajos forzados en las haciendas henequeneras. Las deportaciones continuaron hasta 1908. En esa época los yaquis fueron esclavizados.

#### Paraguay
La Guerra de la Triple Alianza (1865-1870) lanzada por Imperio del Brasil, en alianza con el gobierno argentino de Bartolomé Mitre y el gobierno uruguayo de Venancio Flores, contra Paraguay. Los gobiernos de Brasil, Argentina y Uruguay firmaron un tratado secreto, conocido como el Tratado Secreto de la Triple Alianza.en el cual las "altas partes contratantes" se obligan solemnemente a no deponer las armas sino de común acuerdo, y mientras no hayan derrocado al actual gobierno del Paraguay, . . . 
En los 5 años de guerra la población paraguaya quedó reducida a un puñado de mujeres, niños y ancianos, casi todos mutilados de guerra. Julio José Chiavenato en su libro "Genocidio Americano" afirma que fue "una guerra de exterminio total que solo terminó cuando no había mas paraguayos que matar" y concluye que el 99.5% de la población adulta masculina del Paraguay falleció durante la contienda. De una población aproximada de 420,000 habitantes antes de la guerra, quedaron solamente 14,000 hombres y 180,000 mujeres.

#### Perú
Las rebeliones indígenas de Túpac Amaru II y Túpac Katari en contra de España entre los años de 1780 y 1782, le costaron la vida a más de 100,000 colonos en Perú y el Alto Perú (actualmente Bolivia).

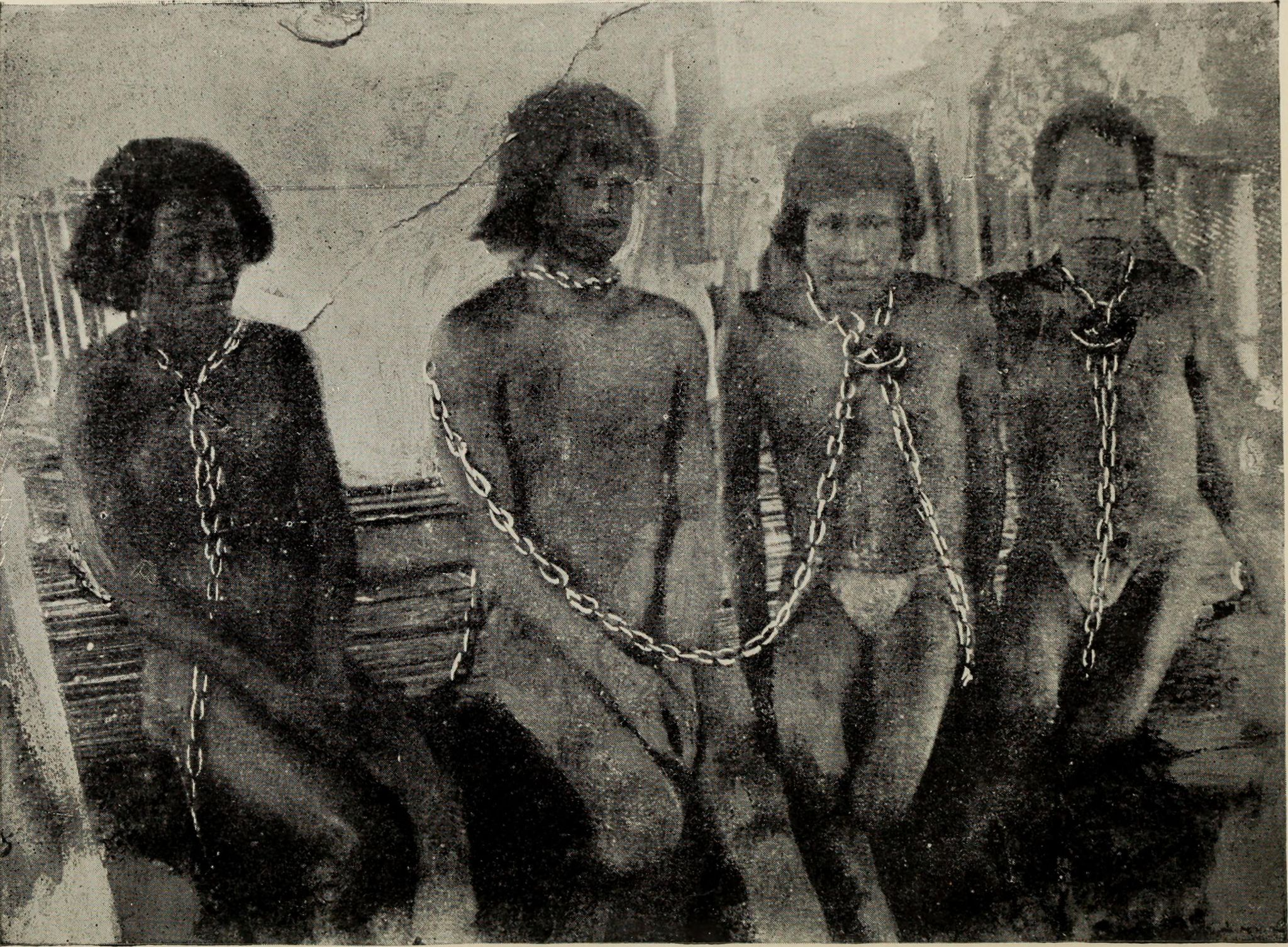
Esclavos en el contexto del genocidio del Putumayo a la población Indígena de la Amazonia a manos de la Compañía Peruana de la Amazonía. 1912.

#### Uruguay
La Matanza del Salsipuedes en 1832 dio inicio a una campaña de exterminio llevada a cabo por el recién instalado gobierno nacional contra las etnias indígenas charrúas que habitaban el norte del Río Negro. Teniendo por consiguiente la erradicación de la cultura aborigen dentro de el país.
A pesar de que las cifras oficiales cuentan los muertos por decenas, pudiendo en los hechos ser muchos más, algunos autores se refieren al resultado como un genocidio cultural indígena.

#### Estados Unidos

##### Genocidio de los nativos
Las estadísticas que hacen referencia a la despoblación de los pueblos indígenas en Norte América, varían dependiendo de la metodología de cálculo utilizada. Las estadísticas que hacen referencia específicamente a las muertes por conflictos armados entre nativos americanos y europeos también son escasas, en muchos casos no hay registros guardados. Un estudio realizado por Gregory Michno llegó a la conclusión de que de 21,586 bajas seleccionadas en 672 batallas y escaramuzas, el personal militar y colonos representaron 6,596 (31%), mientras que las bajas indígenas fueron en total cerca de 14,990 (69%) en el periodo de 1850-1890. El estudio de Michnos es casi igual a las estadísticas del ejército. En su siguiente libro "Batallas y escaramuzas olvidadas" (en inglés Forgotten Battles and Skirmishes) están incluidas otras 300 batallas que no estaban contabilizadas en esas estadísticas. De acuerdo a la Oficina del Censo de los Estados Unidos (1894), entre los años de 1789 y 1846, "Las guerras indias bajo el gobierno de Estados Unidos han sido más de 40. Estas le han costado la vida a cerca de 19,000 hombres, mujeres y niños blancos, incluyendo a aquellos que murieron en combates individuales, y también a cerca de 30,000 hombres, mujeres y niños indios. El número real de indios heridos y muertos debe de ser mucho más alto que el dado...un cincuenta por ciento adicional sería una estimación mucho más segura..."
Chalk y Jonassohn argumentaron que la expulsión de la tribu Cheroqui a lo largo del Sendero de lágrimas actualmente sería considerado como un acto genocida. La ley de traslado forzoso de los indios (en inglés Indian Removal Act) de 1830 condujo al éxodo. Alrededor de 17,000 Cheroquis—junto con 2,000 esclavos negros que eran propiedad de los Cheroquis—fueron retirados de sus hogares. El número de personas que murieron como resultado del sendero de lágrimas también ha variado. Elizur Butler, doctor y misionero americano, quien realizó el viaje por el sendero, estimó un total de 4,000 muertes.
Las estadísticas de la población nativa de Estados Unidos, antes de la colonización europea han variado ampliamente, debido a la variedad de métodos utilizados para calcularlo. El experto en historia africana, David Henige, sostiene que las escuelas modernas estiman una población más alta, ya que utilizan tanto el método científico como el histórico. Mientras que él no aboga por una estimación baja de la población, puesto que sostiene que la escasez e incomprensión de pruebas hacen que las estadísticas sean algo sospechosas.
Existe evidencia sustentada, sobre que las epidemias fueron la principal causa de disminución de la población nativa americana, debido a la falta de inmunidad a las enfermedades traídas de Europa. Informes de la época sugieren que los efectos de la viruela entre la población nativa tuvieron una tasa de mortalidad del 80% al 90% del total de la población afectada. El gobernador William Bradford, escribió en 1633 sobre el segundo registro brote de viruela en Nueva Inglaterra: "... Porque Dios ha querido visitar a estos indios con esta gran enfermedad, teniendo una mortalidad de 1000. arriba de 900. y la mitad de ellos muere, y gran parte muere en el piso, pues no son enterrados..."

#### Terranova
Los Boethuks trataron de evitar el contacto con los europeos en Terranova, por lo que se movieron de sus tierras originarias. Los Beothuks fueron puestos en una posición muy difícil, puesto que se vieron en la necesidad de irse de sus tierras originarias y de dejar su estilo de vida; por lo que se mudaron a un ecosistema que no pudo soportar su manera de vivir y eventualmente murieron de hambre. Mientras que algunos estudiosos creen que los Boethuks murieron principalmente por lo mencionado anteriormente, otra teoría es que los europeos llevaron a cabo una campaña genocida en contra de ellos. Ellos fueron declarados oficialmente "extintos" después de la muerte de Shanawdithit en 1829, quien fue capturada en la capital de St. John.

### Asia y Oceanía

#### Imperio Otomano
La masacre de Badr Khan realizada por las fuerzas otomanas y kurdas en contra de los cristianos asirios pertenecientes a la población del Imperio Otomano entre 1843 y 1847, tuvo como resultado la masacre de más de 10,000 indígenas asirios de la región de Hakkari, y otros miles fueron vendidos como esclavos.
Entre 1894 y 1896 se llevaron a cabo una serie de pógromos étnico-religiosos motivados por los anticristianos conocidos como las masacres hamidianas, contra las antiguas poblaciones de cristianos armenios y asirios realizadas por el Imperio Otomano. Las masacres tuvieron lugar principalmente en lo que hoy es el sureste de Turquía, el noreste de Siria y el norte de Irak. Se estima que el número de muertos fue de 325,000 personas, mientras que otros 546,000 armenios y asirios fueron deportados de las ciudades, de igual manera ocurrió la destrucción de 2500 granjas y aldeas. Cientos de iglesias y monasterios también fueron destruidos y convertidos a la fuerza en mezquitas.
Durante la sublevación de Abril en Bulgaria en contra del gobierno otomano, cerca de 15,000 civiles búlgaros no combatientes fueron masacrados por el ejército otomano, entre 1876 y 1878, siendo la peor masacre después de la masacre de Batak.
La masacre de Adana ocurrió en la provincia de Adana del Imperio Otomano en abril del año de 1909. Una matanza de cristianos armenios y asirios en la ciudad de Adana y sus alrededores en medio del contragolpe otomano de 1909 dio lugar a una serie de pogromo anticristianos en toda la provincia. Los registros estiman que en las masacres de la provincia de Adana dejaron un total de 30,000 armenios y 1,500 asirios muertos.

#### Afganistán
El sometimiento de Abur Rahman al grupo étnico hazara, debido a su rebelión en contra del rey afgano, dio luz a un intenso sentimiento de odio entre los Pastún y los Hazara que duraría durante los próximos años. Desplazamientos forzados, especialmente en Uruzgán y Daychopan, confiscaciones de tierras y expulsión de poblaciones. Cerca de 35,000 familias huyeron hacia el norte de Afganistán, a Mashhad (Irán) y Quetta (Pakistán). Más del 60% de los hazara, fueron masacrados o desplazados durante la campaña de Abdur Rahman. Granjeros hazaras, fueron forzados a dar sus propiedades a los Pastún y como resultado muchas familias hazaras tuvieron que migrar a las principales ciudades de Afganistán, Irán o Pakistán, con el objetivo de encontrar trabajo y fuentes de ingresos. Quetta en Pakistán ocupa el tercer lugar de población hazara fuera de Afganistán.

#### La colonización japonesa de Hokkaido
Los ainu son una población indígena en Japón (Hokkaidō). De acuerdo a una noticia del año 2009, Japan Today reportó "muchos ainu fueron forzados a trabajar, principalmente como esclavos, para los yamato (grupo étnico japonés), lo que dio como resultado la desintegración de familias y la llegada de nuevas enfermedades como la viruela, el cólera, el sarampión y la tuberculosis en su comunidad. En 1869, después de la batalla de Hakodate durante la guerra Boshin, el nuevo gobierno de Meji renombró la República de Ezo como Hokkaido, la cual fue formada por miembros antiguos de shogunato Tokugawa. Junto con las tierras donde los ainu vivían, fueron incorporadas unilateralmente a Japón. Fue prohibido el idioma ainu, les quitaron sus tierras, prohibieron la pesca de salmón y la caza de venados." Roy Thomas escribió: "Los malos tratos a las poblaciones nativas son comunes en todas las potencias coloniales, y en su peor momento, conducen al genocidio. La población nativa de Japón, los ainu, fueron objeto de un engaño particularmente cruel, porque los japoneses han rehusado aceptarlos de manera oficial como un pueblo minoritario." En 2004, una pequeña comunidad ainu que vive en Rusia, le escribió una carta a Vladímir Putin, donde pedían que reconociera el comportamiento japonés en contra del pueblo ainu como un genocidio, a lo cual Putin se negó.

#### Imperio Qing

##### Genocidio de Dzungar
Los dzungar (o zunghar), oirates mongoles que vivieron en una zona que se extendía desde el extremo occidental de la Gran Muralla China hasta lo que hoy es el este de Kazajistán, el norte de Kirguistán y el sur de Siberia, fueron el último imperio nómada en amenazar a China, desde los inicios del siglo XVII hasta mediados del siglo XVIII. Después de una serie de conflictos militares que comenzaron en la década de 1680's, los dzungar fueron subyugados por la dinastía Qing (1644–1911) dirigida por Manchú a finales de la década de 1750's. De acuerdo con el estudioso de la dinastía Qing, Wei Yuan, al 40% de los 600,000 zunghar los mató la viruela, 20% migraron a Rusia o buscaron refugio entre las tribus kazakh y 30% fueron asesinados por el ejército de la dinastía Qing.
El historiador Michael Edmund Clarke ha sostenido que la campaña de la dinastía Qing de 1757 a 1758 "ascendió a la completa destrucción, no solamente del Estado Zunghar, pero también de la población". El historiados Peter Perdue ha atribuido la destrucción de Dzungar a "el uso deliberado de masacres" y la ha descrito como un "genocidio étnico". Mark Levene, un historiador de genocidio, ha sostenido que la exterminación de los dzungars fue "sin lugar a dudas el genocidio del siglo 18, por excelencia".

#### Australia
De acuerdo con un informe publicado en el año 2009, en 1789 los británicos propagaron deliberadamente la viruela, cuando llegaron en las embarcaciones de la Primera Flota, con el objetivo de contrarrestar las tribus nativas que vivían cerca de Sídney en Nueva Gales del Sur. En su libro An Indelible Stain, Henry Reynolds describió este acto como un genocidio. Sin embargo, la mayoría de los expertos no están de acuerdo, sobre que la epidemia de viruela inicial haya sido resultado de una guerra biológica deliberada, y han sugerido que puede haber otras causas. 

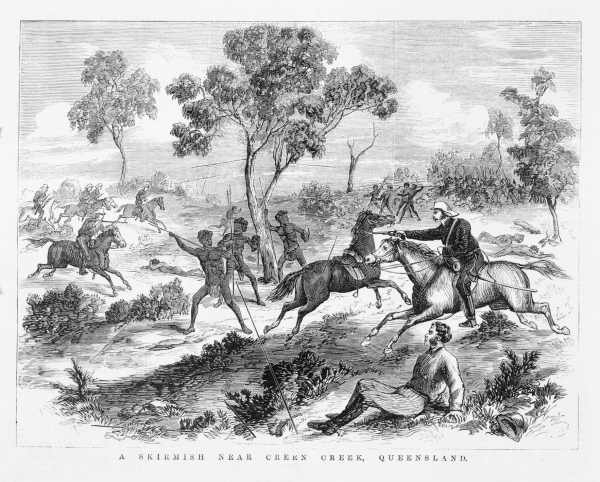
Guerras de frontera de Australia

La guerra negra fue un periodo de conflicto entre los británicos y los aborígenes de Tasmania en las tierras de Van Diemen (actualmente Tasmania) a principios del siglo 19. El conflicto, en combinación con las enfermedades que introdujeron y otros factores, tuvieron impactos devastadores en la población aborigen de Tasmania, tanto así que fue reportado el exterminio de los aborígenes de Tasmania. El historiador, Geoffrey Blainey escribió que para el año de 1830. "las enfermedades habían matado a la mayoría de ellos pero la guerra y la violencia también habían sido devastadores." En el siglo 19, la viruela fue la principal causa de la muerte de los aborígenes.
Lemkin y la mayoría de otros estudiosos expertos en el tema de genocidio, consideran la extinción de los aborígenes de Tasmania como un clásico ejemplo de genocidio, mientras que la mayoría de expertos australianos son más prudentes. Estudios más detallados sobre los acontecimientos en torno a la extinción, han planteado preguntas acerca de algunos detalles e interpretaciones de las historias anteriores. Courthoys concluye, "Es hora de un robusto intercambio entre el genocidio y los estudios históricos de Tasmania, pues eso nos ayudaría a entender mejor lo que sucedió en Tasmania."
En el continente australiano durante el periodo colonial (1788–1901), la población de aborígenes australianos estaba entre 500,000–750,000, fue reducida a menos de 50,000. La mayoría murió por la introducción de enfermedades después del contacto con los europeos, mientras que quizá 20,000 murieron en masacres o peleas con los británicos.

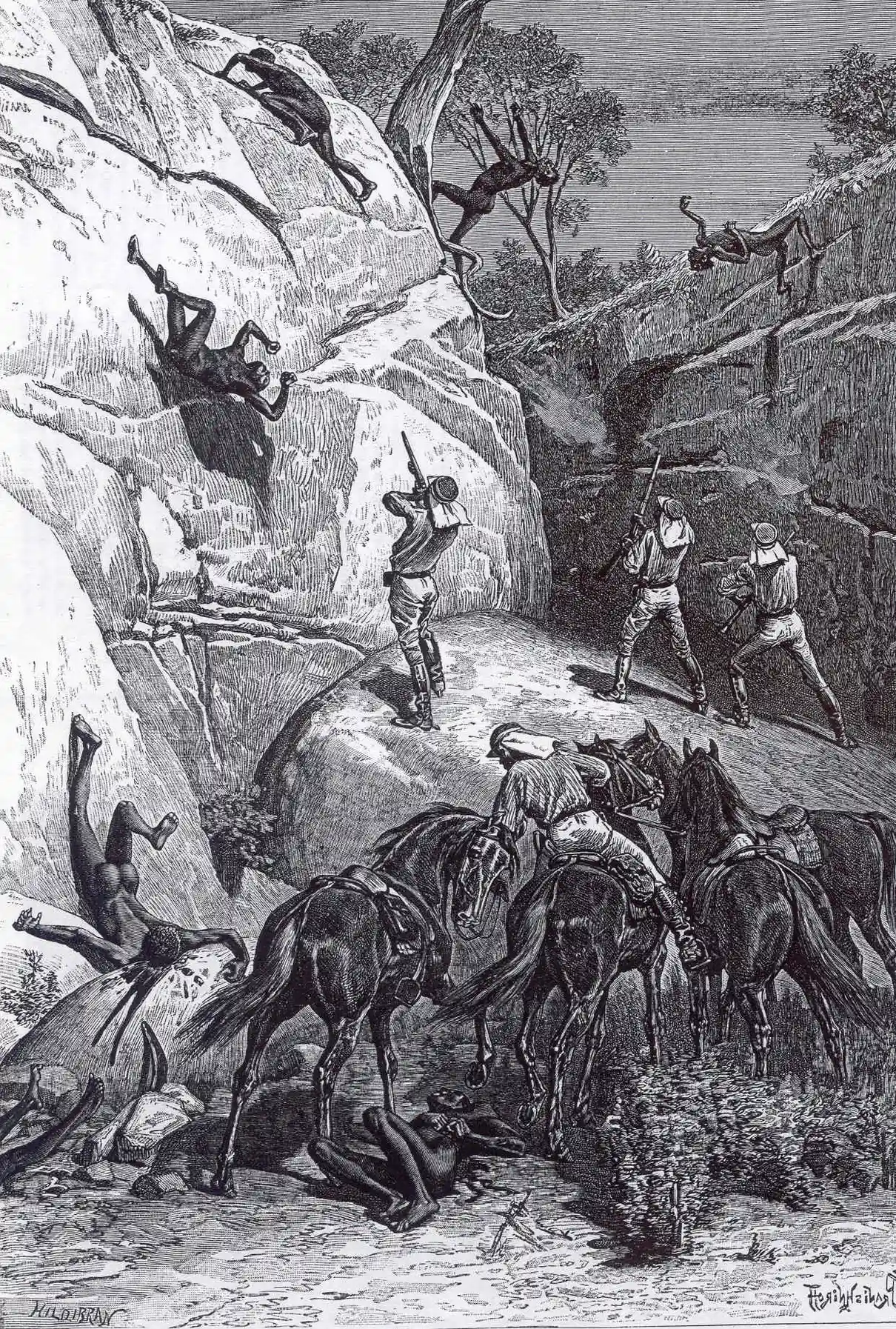
Dibujo del científico noruego Carl Lumholtz de 1888 sobre una masacre en Queensland, Australia.

#### Nueva Zelanda
A principios del siglo 19, las tribus Ngāti Mutunga y Ngāti Tama (tribus maoríes) masacraron al pueblo Moriori. Los moriori era un pueblo indígena en las Islas Chatham, al este del archipiélago de Nueva Zelanda en el Océano Pacífico. Este pueblo vivía bajo un código de no violencia y resistencia pacífica, lo que los llevó casi a su extinción a manos de los invasores maoríes en la década de 1830's.
En 1835, algunas tribus maoríes como la Ngāti Mutunga y Ngāti Tama de la región Taranaki en la Isla Norte invadieron las islas Chatham. El 19 de noviembre de 1835, el Rodney, un barco europeo contratado por los maoríes, llegó con 500 maoríes armados con pistolas, palos y hachas, seguido de otro barco con más de 400 guerreros el 5 de diciembre de 1835. Ellos comenzaron a esclavizar, matar e incluso comerse a algunos miembros del grupo moriori. "Algunos guerreros armados con mosquetes, clubes y hachas de guerra, dirigidos por sus jefes, caminaron a través de territorio moriori y se asentaron sin avisar, ni pedir permiso. Si las tierras eran deseadas por los invasores, ellos le informaban a los habitantes que su territorio había sido tomado y los moriori que vivían ahí, ahora serían vasallos."
Un consejo de ancianos moriori estaban en un asentamiento llamado Te Awapatiki. A pesar de que sabían que los maoríes tenían predilección por matar y comer todo lo que conquistaban, y a pesar de que el principio de Nunuka no era apropiado ni admitido por ninguno de los ancianos, los dos jefes —Tapata y Torea—mencionaron que "la ley de Nunuku no era una estrategia para sobrevivir, pues ésta varia conforme el cambio de condiciones; era una ley moral imperativa." Un sobreviviente moriori dijo: "[Los maoríes] comenzaron a matarnos como borregos... [Nosotros] estábamos asustados, huimos a la selva, nos ocultamos en agujeros debajo de la tierra, o en cualquier lugar donde pudiéramos escapar de nuestros enemigos. Fue en vano, fuimos descubiertos y nos mataron – hombres, mujeres, niños, de manera indiscriminada". Explicó un conquistador maorí, "nosotros tomamos posesión... de acuerdo a nuestras costumbres y capturamos a todas esas personas. Nadie escapó..."
Después de la invasión, los moriori ya no pudieron casarse con los de su mismo grupo étnico, ni tener hijos con ellos. Todos se convirtieron en esclavos de los invasores. Muchas mujeres moriori tenían hijos con los maoríes. Un pequeño número de mujeres moriori se casó eventualmente con un maorí o con un hombre europeo. Algunos fueron llevados a las Islas Chatham y nunca regresaron. Solamente 101 moriori de los 2000 que habían sido capturados, fueron liberados en 1862. Sin embargo, el último moriori de ascendencia pura , Tommy Solomon, murió en 1933 aunque hoy en día hay varios miles de moriori de ascendencia mixta.

### Europa

#### Francia
En 1986, Reynald Secher argumentó que las acciones del gobierno francés durante la revuelta de Vendée (1793-1796), un levantamiento de población mayoritariamente católica en contra del gobierno anticlerical durante la Revolución francesa, fue el primer genocidio moderno. Las declaraciones de Secher causaron un pequeño alboroto en Francia, y éstas fueron rechazadas por las autoridades principales. Timothy Tackett respondió que "el acontecimiento de Vendée fue una trágica guerra civil, con un sin fin de horrores cometidos por ambas partes—iniciados, por los rebeldes mismos. A los vandeanos no se les culpaba menos que a los republicanos. El uso de la palabra genocidio es totalmente inexacta e inapropiada." Sin embargo, los historiadores Frank Chalk y Kurt Jonassohn, consideran el caso de Vendée como un genocidio. El historiados Pierre Chaunu llamó al caso de Vendée como el primer genocidio ideológico. Adam Jones estima que cerca de 150,000 vandeanos murieron en lo que él también considera un genocidio.

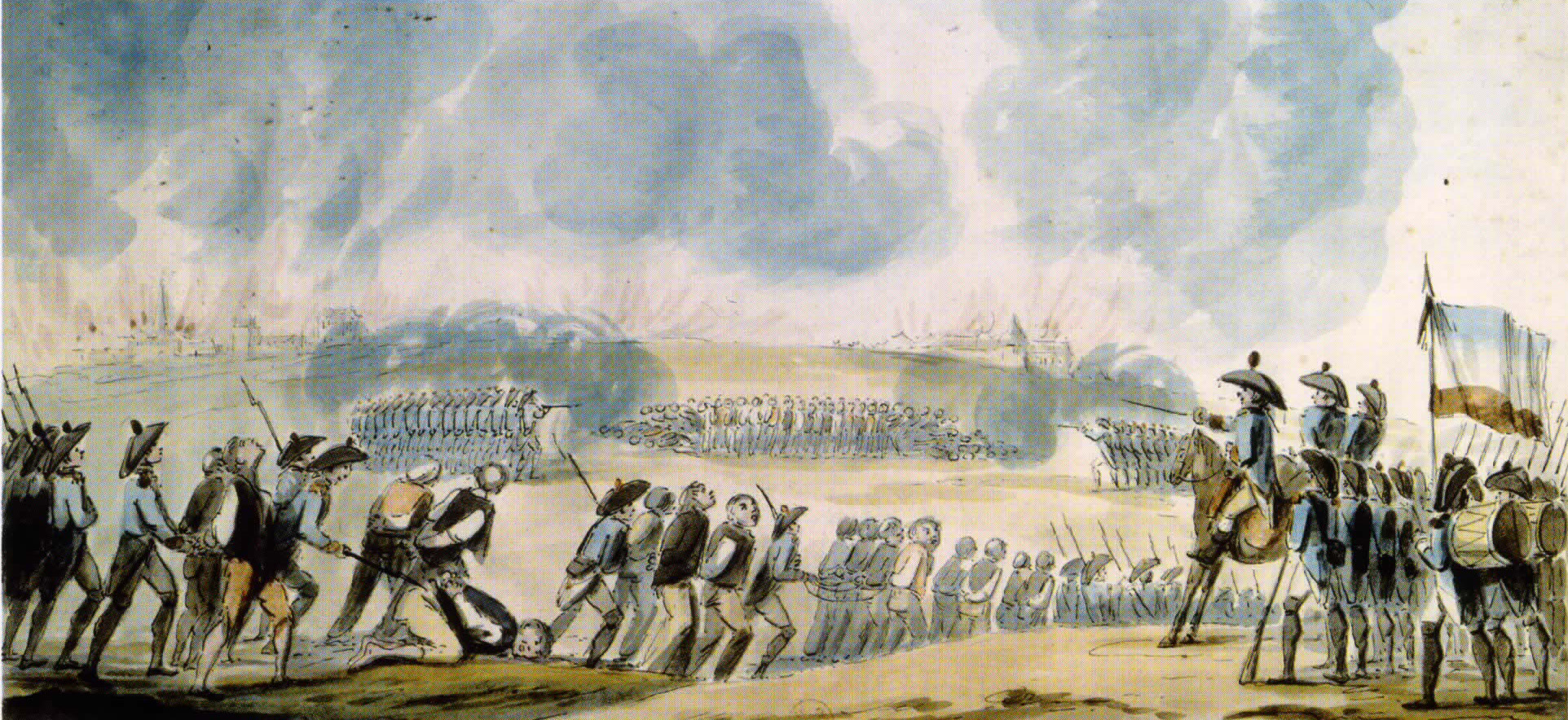
Fusilamiento masivos en Nantes, 1793.

##### Conquista francesa de Argelia
Ben Kiernan escribió en su libro Blood and Soil: A World History of Genocide and Extermination from Sparta to Darfur acerca de la conquista francesa de Argelia, que dentro de las tres décadas de conquista en 1830, la guerra, hambruna y enfermedades[cita requerida] , redujeron la población de 3 millones a un rango de 550,000 a 1,000,000 personas.
'Para 1875, la conquista francesa estaba completa. La guerra había matado cerca de 825,000 indígenas argelinos desde 1830. Una larga sobre de odio genocida persistió, provocando que en 1882 hubiera diversas protestas por parte de los franceses, "nosotros escuchamos diariamente que deberíamos de expulsar a los nativos y si es necesario destruirlos". Como una investigación periodística, mencionó cinco años después, "el sistema de exterminación debe dar paso a una política de penetración".
En respuesta al reconocimiento de Francia sobre el genocidio armenio, Turquía acusó a Francia de realizar un genocidio en contra del 15% de la población de Argelia.

#### Irlanda

##### Guerras de los Tres Reinos
Hacia el final de la Guerra de los Tres Reinos (1639–1651), el Parlamento Rabadilla inglés mandó al Nuevo Ejército Modelo a Irlanda para someter y vengarse de la población católica del país, así como evitar que los leales a Carlos II usaran Irlanda como escudo para amenazar a Inglaterra. La fuerza estaba inicialmente bajo el comando de Oliver Cromwell, y después bajo las órdenes del parlamento general. El ejército buscó asegurar el país, pero también quería confiscar las tierras de familias irlandesas que estaban envueltas en la guerra. Esto se convirtió en la continuación de la política isabelina de fomentar el asentamiento protestante en Irlanda, porque a la armada protestante se le pagaría con las tierras confiscadas en lugar de dinero.
Durante el Interregno (1651–1660), esta política fue mejorada con la aprobación del Acta de Establecimiento de Irlanda en 1652. Su objetivo era transferir las tierras irlandesas a manos de los ingleses. Los objetivos inmediatos de la guerra y las políticas a largo plazo del parlamento inglés resultaron en un intento por los ingleses de transferir a la población nativa a las franjas occidentales, para dejar que los nuevos colonos protestantes se asentaran en el lugar. Esta política fue reflejada en una frase atribuida a Cromwell: "Al infiero o a Connaught" y ha sido descrita por los historiadores como una limpieza étnica, no como genocidio.

##### Gran hambruna irlandesa
Una pequeña minoría de historiadores ven la Gran hambruna irlandesa (1845–1852) como un ejemplo de genocidio. Durante la hambruna, aproximadamente 1 millón de personas murieron y un millón más emigraron de Irlanda, causando que la población de la Isla cayera entre un 20% y 25%. La causa próxima de la hambruna fue la enfermedad de la papa, comúnmente conocida como peste de la papa. Aunque la peste solamente causó daños en los cultivos europeos durante la década de los 1840's, el impacto y el costo humano en Irlanda – un tercio de la población dependía enteramente de la papa como alimento – fue exacerbada por una serie de factores políticos, sociales y económicos que siguen siendo objeto de debate histórico.

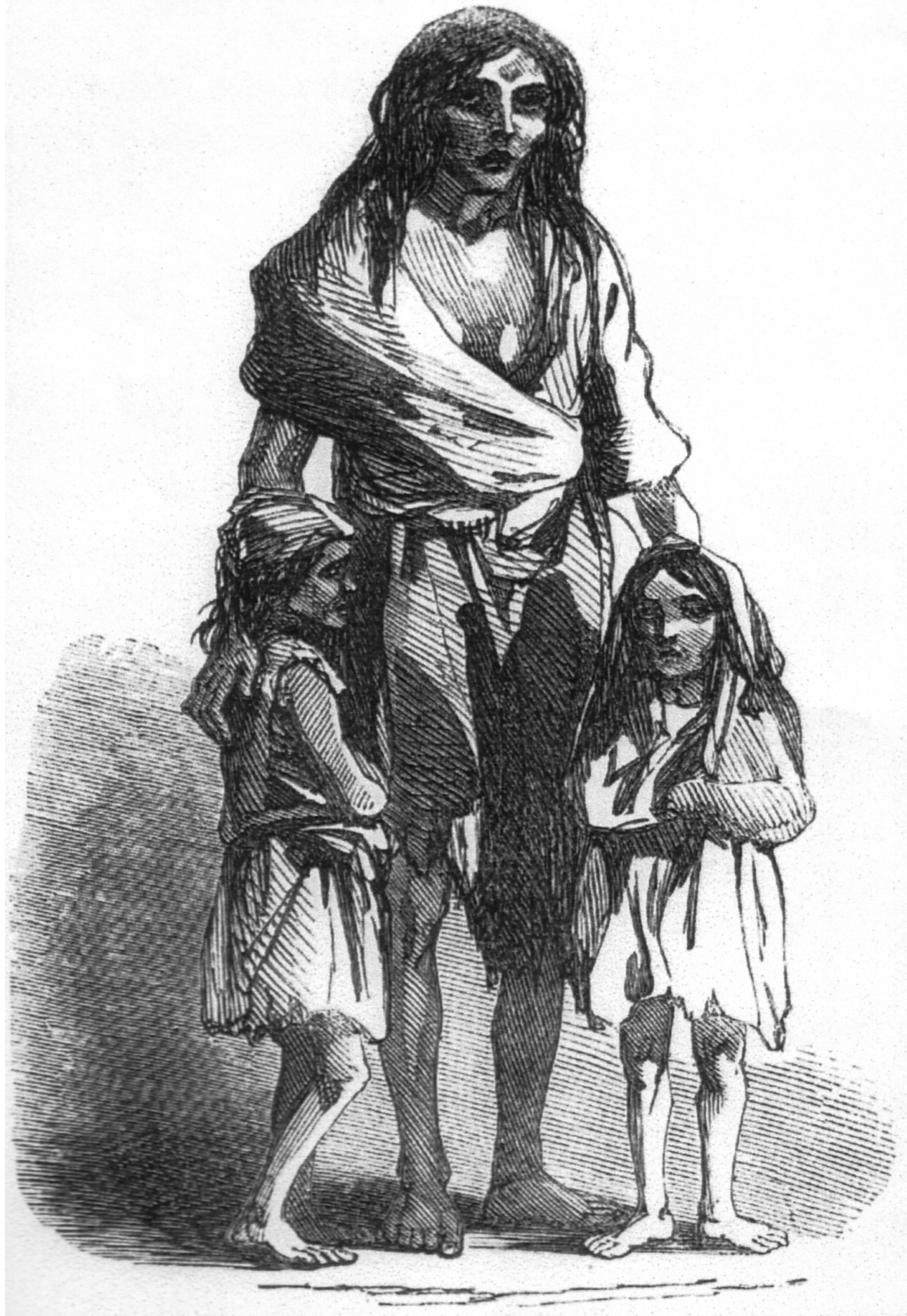
La gran hambruna irlandesa.

Durante la hambruna, Irlanda produjo suficiente comida, lino y lana, para vestir y alimentar a sus nueve millones de personas. Cuando Irlanda había experimentado una hambruna en 1782–83, los puertos estaban cerrados para mantener la comida dentro del país, y así alimentar a los irlandeses. Los precios de la comida cayeron rápidamente. Los comerciantes presionaron en contra de la prohibición de la exportación, pero el gobierno de la década de 1780's hizo caso omiso a las protestas. No había prohibiciones de exportaciones en la década de los 1840's. Algunos historiadores han argumentado que la hambruna fue artificial, creada por el gobierno británico para no detener las exportaciones.
Francis A. Boyle afirmó que las acciones del gobierno violaron las secciones (a), (b), y (c) del artículo 2 de la Convención para la Prevención y la Sanción del Delito de Genocidio y constituyó un genocidio en la opinión legal de la Comisión de Educación sobre el Holocasuto de Nueva Jersey el 2 de mayo de 1996. Charles E. Rice también ha alegado que los británicos cometieron genocidio, también basado en la aplicación del artículo 2.
Las afirmaciones fueron debatidas por Peter Gray, quien concluyó que la política gubernamental del Reino Unido "no era una política genocidio deliberado", sino un rechazo dogmático de admitir que la política estaba equivocada. James S. Donnelly Jr., marca la diferencia, escribiendo "mientras que no fue cometido un genocidio, lo que pasó... tuvo un aspecto de genocidio para muchos irlandeses."
Cecil Woodham-Smith afirmó que, si bien la política de exportación tuvo un sabor amargo para los irlandeses, esto no implicó una política de genocidio, sino más bien una excesiva torpeza, miopía, mezquindad e ignorancia.
El historiador irlandés Cormac O' Grada rechaza el término, ya que indica que los ingleses no exhibieron su deseo de exterminar a los irlandeses y que los desafíos para llevar ayuda fueron enormes.
W.D. Rubinstein también rechaza la afirmación de genocidio.

### Imperio ruso
El Imperio ruso emprendió la guerra contra Circasia al noroeste del Cáucaso por más de cien años, ya que querían remplazar la retención de Circasia alrededor del Mar Negro. Después de un siglo de insurgencia, guerra y fracasos por terminar el conflicto, el Zar ordenó la expulsión de casi toda la población musulmana del norte del Cáucaso. Muchos circasianos, historiadores occidentales, turcos y chechenos argumentan que los eventos de la década de los 1860's, constituyeron uno de los primeros genocidios modernos de la historia, en el cual gran parte de la población fue eliminada para satisfacer los deseos de un país poderoso.[cita requerida]
Antero Leitzinger lo denominó como el genocidio más grande del siglo 19. Algunos estiman que aproximadamente entre 1 y 1.5 millones de circasianos murieron, además de que gran parte de la población musulmana fue deportada. Los modernos circasianos y abasios son descendientes de aquellos que lograron escapar del ataque, mientras que 1.5 millones regresaron después. Esto significó la matanza (o deportación) del 90% de la población de la nación. Algunos documentos zaristas reportan que más de 400,000 circasianos murieron, mientras que 497,000 fueron obligados a irse y solamente 80,000 se quedaron en su región nativa. Los circasianos fueron vistos como instrumentos por parte del Imperio otomano, se establecieron en zonas muy conflictivas donde la población era muy nacionalista, especialmente en las regiones árabes y la de los Balcanes. Muchos otros circasianos murieron en manos de la policía de la zona de los Balcanes, como Serbia y Bulgaria, que se volvieron independientes durante esa época.[cita requerida]
En mayo de 1994, el entonces presidente ruso Borís Yeltsin admitió que la resistencia de las fuerzas zaristas era legítima, pero él no reconoció "la culpa del gobierno zarista por el genocidio". Entre 1997 y 1998, los líderes de la República de Kabardia-Balkaria, mandaron una apelación a la Duma para reconsiderar los hechos y disculparse, sin obtener ninguna respuesta. En octubre del año 2006, la organización pública de Adygeyan de Rusia, Turquía, Israel, Jordania, Siria , Estados Unidos, Bélgica, Canadá y Alemania, mandó una carta al presidente del Parlamento Europeo con el fin de que reconociera los hechos como un genocidio.[cita requerida]
El 5 de julio de 2005, el Congreso del Cáucaso, una organización que une a los representantes de los diversos pueblos del Cáucaso en la Federación Rusa, pidió a Moscú que reconociera y pidiera perdón por el genocidio.
Genocidio contra los católicos de Polonia y Lituania
Junto con la política de rusificación y conversión forzada de los católicos de Polonia y Lituania a la fe ortodoxa, hubo episodios de masacres contra la población católica del Imperio. Tras la fallida Revolución de 1830, que acabó con el Congreso de Polonia e incorporó totalmente la zona al Imperio, hubo una masacre de 40,000 católicos. Asimismo, se estima que 22.000 polacos católicos fueron muertos tras el Alzamiento de Enero de 1864 y 70.000 fueron deportados, amén de políticas de limpieza étnica y religiosa. En total, se estiman en cerca de 150.000 los católicos exterminados por el Imperio.

## Siglo XX

### La Primera Guerra Mundial a través de la Segunda Guerra Mundial
En 1915, durante la Primera Guerra Mundial, el concepto de crimen de lesa humanidad fue introducido por primera vez en las relaciones internacionales, cuando los Aliados mandaron una carta al gobierno del Imperio otomano, miembro de las Potencias Centrales, protestando por las masacres que habían ocurrido dentro del Imperio.

#### Imperio Otomano/Turquía
El 24 de mayo de 1915, los Aliados (Gran Bretaña, Francia y Rusia) se unieron para hacer una declaración, la cual por primera vez responsabilizaría a un gobierno de manera explícita por haber cometido un "crimen de lesa humanidad", refiriéndose a las persecuciones del régimen contra las minorías cristianas, incluyendo a los armenios, asirios y griegos. Muchos investigadores consideran que estos eventos pudieron ser parte de una política de purificación etno-religiosa del Estado turco, apoyada por los Jóvenes Turcos.
La declaración conjunta declaró, "a raíz de estos nuevos crímenes de Turquía en contra de la humanidad y la civilización, los gobiernos de los Aliados anunciaron publicar ante la Sublime Puerta que ellos harán que los miembros del Imperio otomano que sean responsables, paguen por la realización de los crímenes, así como los agentes que estuvieron implicados en las masacres."

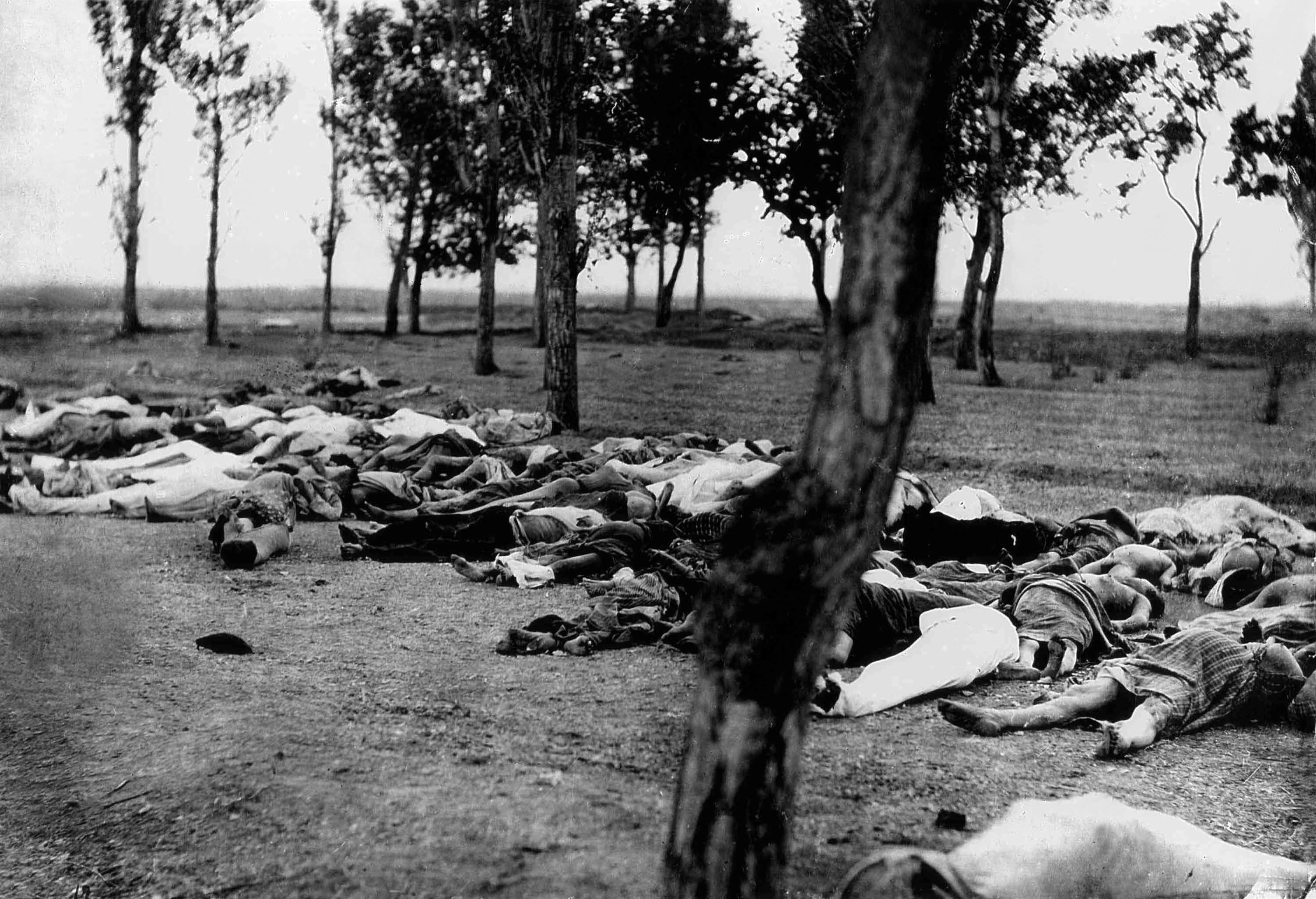
Sobre esta foto, el embajador de Estados Unidos Henry Morgenthau, Sr. escribió, "Escenas como esta fueron muy comunes en las provincias armenias, en los meses de primavera y verano de 1915. La muerte en sus diversas formas —masacre, hambruna, agotamiento— destruyeron a gran parte de los refugiados. La política turca era de exterminación con el pretexto de la deportación".

##### Armenios
El genocidio armenio (en armenio: Հայոց Ցեղասպանություն, en turco: Ermeni Soykırımı and Ermeni Kıyımı) se refiere a la destrucción sistemática deliberada de la población armenia por parte del Imperio otomano durante y después de la Primera Guerra Mundial. Este fue implementado a través de masacres y deportaciones, las deportaciones consistían en marchas forzadas, bajo condiciones que los llevaban a la muerte. El número total de muertos, se estima entre uno y un millón y medio de armenios.

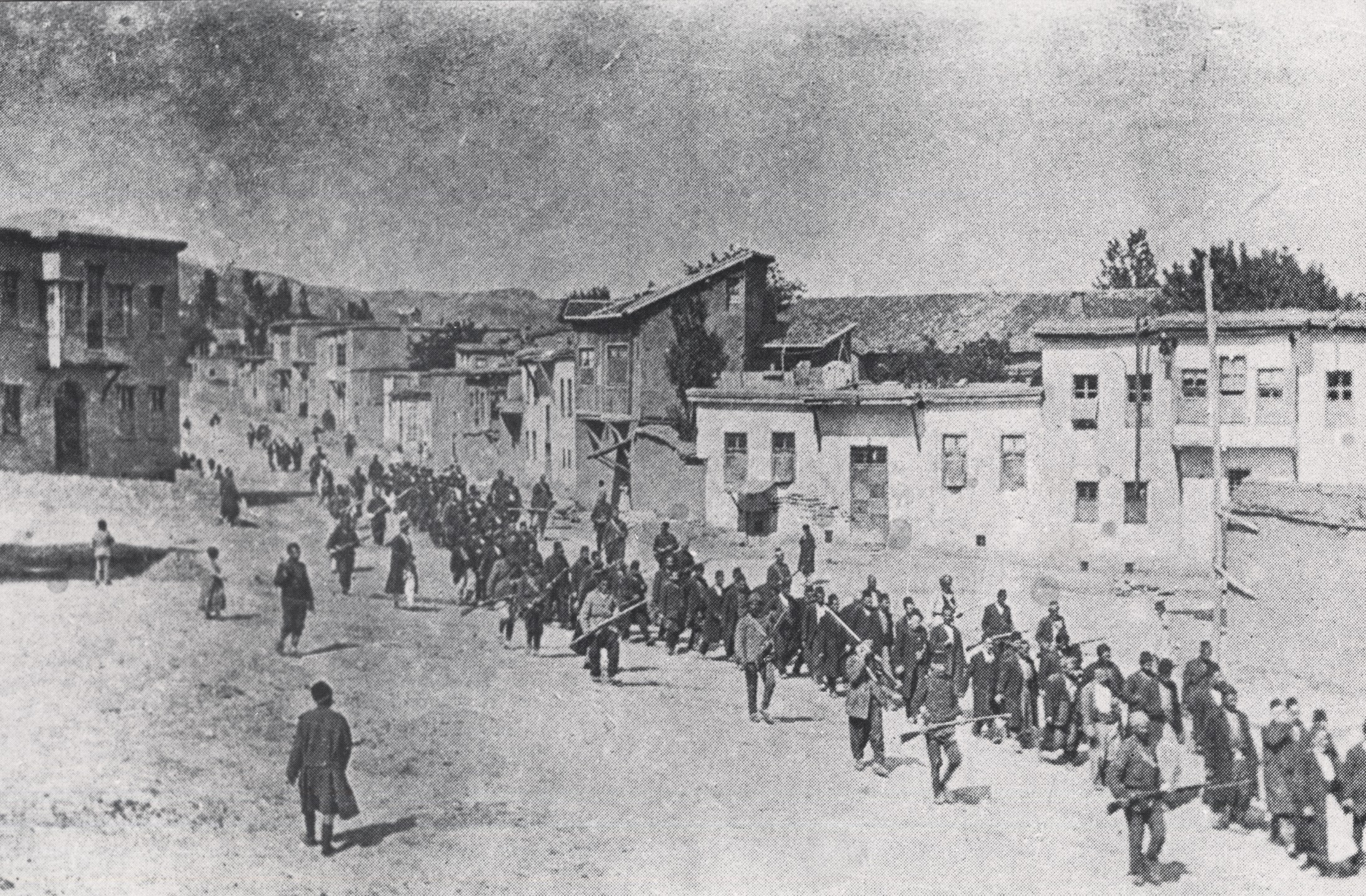
Civiles armenios, escoltados por soldados otomanos, avanzan hacia Kharpert, a una prisión cerca del distrito de Mezireh, abril de 1915.

El genocidio comenzó el 24 de abril de 1915, cuando las autoridades otomanas arrestaron a 250 armenios intelectuales en Constantinopla. Posteriormente, los militares otomanos entraron a los hogares armenios y los forzaron a caminar por cientos de kilómetros, sin comida y ni agua, por el desierto de lo que hoy en día es Siria. La masacre no distinguió de edad y ni género, las violaciones sexuales y otros actos de abuso sexual eran muy comunes. La mayoría de la comunidad diáspora armenia se fundó como resultado de este tipo de acontecimientos. Las matanzas continuaron por parte de la República de Turquía durante la guerra turco-armenia, que fue una fase de la Guerra de independencia de Turquía.
La Turquía moderna sucedió al Imperio otomano en 1923 y niega con vehemencia que haya habido un genocidio. Ésta se ha resistido por años a las llamadas estudiosos, países y organizaciones internacionales para reconocer el crimen. El genocidio armenio es el segundo caso de genocidio más estudiado después del Holocausto. Lemkin acuñó el término "genocidio" con el genocidio armenio en la mente.

##### Asirios
El genocidio asirio (también conocido como Sayfo o Seyfo)' fue cometido en contra de la población asiria que habitaba en el Imperio otomano durante la Primera Guerra Mundial realizado por los Jóvenes Turcos. La población asiria del norte de Mesopotamia, fue desplazada y masacrada por las fuerzas otomanas (turcos y aliados kurdos) entre los años de 1914 y 1920. Este genocidio ocurrió de manera paralela con el genocidio armenio y el genocidio griego. El Consejo Nacional Asirio declaró el 4 de diciembre de 1922, en un memorándum que el número total de muertos es desconocido, pero se estima que la cifra está cerca de las 750,000 personas entre 1914 y 1918.

##### Griegos
El genocidio griego se refiere a la muerte de la población griega que habitaba el Imperio otomano durante y después de la Primera Guerra Mundial (1914-1918). Como los armenios y asirios, los griegos fueron sujetos de varias formas de persecución incluyendo masacres, expulsiones y marchas de la muerte realizadas por los Jóvenes Turcos. Las muertes masivas de griegos continuaron bajo el Movimiento Nacional Turco durante la Guerra greco-turca, que fue una fase de la guerra de independencia de Turquía. George W. Rendel de la Oficina de Relaciones Exteriores Británica, entre otros diplomáticos, resaltaron que las masacres y deportaciones de griegos durante el pos-periodo de amnistía. El número de muertos se estima entre 348,000 y 900,000 griegos.

#### Cristiano maronita
La gran hambruna del Monte de Líbano, ocurrió entre los años de 1915 y 1918. Ésta fue causada por la política otomana de adquirir todos los productos alimenticios producidos en la región, para el ejército y la administración otomana, y se prohibió mandar cualquier producto a la población maronita cristiana del Monte Líbano, lo que los condenó a la inanición. Durante ese tiempo, se pensó que la hambruna de los maronitas fue una política deliberada y orquestada por los otomanos con el objetivo de destruir a los maronitas, como lo hicieron con los armenios, asirios y griegos. Se estima que el número de muertos entre los maronitas cristianos por la hambruna y la enfermedad fue de 200,000 personas.

##### Kurdos Dersim
La masacre de Dersim se refiere a la despoblación de Dersim en el Kurdistán turco, entre 1937 y 1938, en la cual aproximadamente entre 13,000 y 40,000 kurdos alevís murieron y miles más fueron dirigidos al exilio. Un componente clave del proceso de turquificación fue una política masiva de re-asentamiento. El principal documento, la Ley de re-asentamiento de 1934, fue utilizada en la región de Dersim como una prueba, que tuvo consecuencias desastrosas para la población local.
Muchos kurdos y algunos turcos consideraron los eventos en Dersim como un genocidio. Un punto de vista distinto es el de İsmail Beşikçi. Bajo el derecho internacional, las acciones de las autoridades de Turquía no son consideradas como un genocidio, porque no tenía como objetivo la exterminación de personas, pero si el re-asentamiento y supresión. En el año de 2011, una corte turca determinó que los eventos no podían ser considerados como un genocidio porque no fueron directamente en contra de un grupo étnico. Estudiosos como Martin van Bruinessen, en su lugar ha hablado de un etnocidio directo en contra del lenguaje local y la identidad.

##### Reino de Irak
La masacre de Simele , fue una masacre cometida por las fuerzas armadas del Reino de Irak durante una campaña que se dirigió directamente hacia los asirios del norte de Irak en agosto de 1933. El término es usado no solo para describir la masacre en Simele, pero también la matanza que tuvo lugar en 63 pueblos asirios en los distritos de Duhok y Nínive, donde murieron entre 5,000 y 6,000 asirios. La masacre de Simele inspiró a Raphael Lemkin a crear el concepto de genocidio. En 1993, Lemkin dio una presentación ante el Consejo Legal de la Sociedad de las Naciones sobre el derecho penal internacional en Madrid, en la cual preparó un ensayo sobre los crimen de lesa humanidad y su consideración como crímenes en contra del derecho internacional. El concepto de crimen de lesa humanidad, contiene la idea de genocidio, y fue creado con base a la masacre de Simele, el genocidio armenio, y posteriormente el holocausto judío.

### Imperio ruso

##### Judíos
A finales del siglo XIX y a inicios del siglo XX, hubo una creciente serie de masacres y matanzas de judíos en el Imperio ruso, obligados a residir dentro de zonas de asentamiento, que fueron denominadas Pogromos. El término sería expandido para cubrir todos los disturbios étnico-religiosos con intentos de asesinato. Estos pogromos ganaron su nombre por los pogromos de la década de los años 1880's donde decenas de judíos murieron. Las masacres se volvieron cada vez más sangrientas con el tiempo y miles de judíos fueron asesinados entre 1903-1906 y cientos de miles más entre 1917 y 1922. Se argumenta que la matanza fue organizada y es responsabilidad del gobierno del Imperio ruso.

##### Musulmanes
Se estima que casi un millón de turcos y kurdos murieron a manos de las fuerzas armadas del Imperio ruso durante la Primera Guerra Mundial como venganza por el genocidio armenio.
En el año de 1916 hubo un levantamiento por parte de Kirguistán en contra de la Rusia zarista en el territorio conocido como Urkun. Una comisión pública en Kirguistán estimó que entre 100,000 a 270,000 personas murieron en el genocidio, pero Rusia se ha negado a aceptarlo. Por su parte las fuentes rusas han declarado que fueron un total de 3,000 muertos.

### Unión Soviética
Múltiples documentos avalan las matanzas ocurridas en la Unión Soviética bajo el mandato del férreo dictador Iósif Stalin. Estas incluyen las hambrunas que sufrieron un gran grupo de ucranianos, rusos y otros lugares dominados por los soviéticos durante la década de los 1920's y principios de 1930's, así como las deportaciones de las minorías étnicas.
Gracias a los esfuerzos de diversos diplomáticos soviéticos, lograron retirar la acusación de la Convención de las Naciones Unidas sobre el Genocidio. Esto provocó que muchos de los crímenes soviéticos quedaran fuera de la definición de genocidio de las Naciones Unidas, ya que tales acciones fueron dirigidas hacia grupos políticos o económicos en lugar de los grupos étnicos, raciales, religiosos o nacionales que figuran en la Convención de las Naciones Unidas.

#### Decossackization
Durante la Guerra Civil Rusa los bolcheviques participaron en una campaña genocida en contra de Cosacos del Don. Las estadísticas estiman que de una población de tres millones de personas, entre 300,000 y 500,000 fueron asesinados o deportados en los años de 1919-1920.

#### Holodomor
Durante la hambruna soviética de 1932-1933 que afectó a Ucrania, Kazajistán y algunas regiones densamente pobladas de Rusia, la escala de muerte más alta fue en Ucrania. Los eventos son conocidos como Holodomor y son reconocidos como un genocidio por los gobiernos de Australia, Argentina, Georgia, Estonia, Lituania, Canadá, Italia, Polonia, Estados Unidos y Hungría. La hambruna fue causada por la confiscación de toda la cosecha en 1933 de Ucrania, Kazajistán, Kubán (una región densamente poblada en Rusia), y otras partes de la Unión Soviética, dejando a los campesinos con muy poca comida para alimentarse. Como resultado, nueve millones de personas murieron, incluyendo siete millones de ucranianos, un millón de personas provenientes del norte del Cáucaso y un millón de otros lugares. El historiador americano Timothy Snyder escribió "de 3.3 millones de ciudadanos soviéticos (la mayoría ucranianos) murieron de hambre deliberadamente por culpa del gobierno de la Ucrania Soviética en 1932-1933".

Campesinos hambrientos en las calles de Járkov, 1933.

Adicionalmente, la requisición de cultivos y ganado en la RSS de Ucrania, toda la comida fue confiscada por las autoridades soviéticas. La entrada de cualquier tipo de ayuda o comida a Ucrania estaba prohibida. La administración ucraniana de Yuschenko reconoció el Holodomor como un acto de genocidio y presionó a los gobiernos internacionales para que lo reconocieran como tal. Este movimiento fue rechazado por el gobierno ruso y por algunos miembros del parlamento ucraniano, especialmente los comunistas. Una corte ucraniana declaró culpables a Iósif Stalin, Viacheslav Mólotov, Lázar Kaganóvich, Stanislav Kosior, Pável Póstyshev, Vlas Chubar y Méndel Jatayévich por el genocidio, el 13 de enero de 2010. Es por eso, que a finales del año 2010, la posición oficial del gobierno ruso fue que realmente existió una hambruna, pero no un genocidio étnico; el expresidente ucraniano Víktor Yanukóvich, apoyó esta posición. Una sentencia del 12 de enero de 2010, emitida por la Corte de Apelación de Kiev, declaró a los líderes soviéticos como culpables del "genocidio en contra del grupo nacional ucraniano en 1932-1933, a través de la creación artificial de condiciones de vida destinadas a la destrucción parcial."

#### Rusia polaca
Varios investigadores escribieron que el asesinato, basados en la nacionalidad y política, de más de 120,000 polacos étnicos de la Unión Soviética de 1937 a 1938 como un genocidio. Un oficial del NKVD remarcó que los polacos que estaban viviendo en la Unión Soviética fueron "completamente destruidos". Bajo el mandato de Stalin la operación de NKVD, arrestó a 144,000 polacos, de los cuales 111,000 fueron asesinados.
En la práctica de abandonar su ideología "oficial socialista" de la "fraternidad de personas", los soviets en la Gran Purga de 1937–1938 apuntarían "a un grupo nacional como un enemigo del estado". Durante la operación polaca el NKVD declaró "los soviets polacos y otros ciudadanos soviéticos asociados con Polonia, la cultura polaca o el catolicismo. El carácter étnico polaco de la operación rápidamente prevaleció en la práctica... ." Stalin se mostró satisfecho al "limpiar esta sociedad polaca." Entre las diferentes nacionalidades que fueron objetivo en la Gran Purga, "el grupo étnico polaco sufrió más que cualquier otro grupo." En 1940 los soviéticos también mataron a miles de prisioneros de guerra polacos, incluyendo cerca de 22,000 oficiales del ejército polaco, que fueron asesinados en el bosque Katyn.

#### Chechenia
El 26 de febrero de 2004, la Asamblea plenaria del Parlamento Europeo reconoció la deportación de chechenos durante la Operación Chechevitsa (Operación Lenteja, Operation Lentil (Caucasus)) del 23 de febrero de 1944, como un acto de genocidio, con base en las Conferencias de la Haya de 1899 y 1907 y la Convención para la Prevención y la Sanción del Delito de Genocidio.
Los acontecimiento comenzaron el 23 de febrero de 1944, cuando toda la población de la República Autónoma Socialista Soviética de Chechenia-Ingusetia fue convocada en los edificios del partido, donde se les dijo que serían deportados como castigo por haber colaborado con los alemanes. Los habitantes fueron detenidos y encarcelados en camiones y fueron enviados a Siberia.
- Muchas veces, la resistencia se unió con la masacre, y en uno de esos casos en el aúl de Khaibakh, cerca de 700 personas fueron encerradas en un granero, le prendieron fuego y murieron. Para el verano siguiente, Chechenia-Ingusetia se disolvió, un gran número de nombres chechenos e ingusetios fueron remplazados por rusos, las mezquitas y cementerios fueron destruidos, y hubo una campaña masiva de quema de textos históricos de Chechenia.[252]
- [253] A través del norte del Cáucaso, cerca de 700,000 personas murieron (de acuerdo a Dalkhat Ediev 724,297,[254] de las cuales la mayoría, 412,548 eran chechenos, seguido de 96,327 ingusetios, 104,146 calmucos, 39,407 balkarios y 71,869 karacháis). Muchos murieron en el viaje, debido a las difíciles condiciones del medio ambiente en Siberia. Se estima que solamente incluyendo chechenos murieron entre 70,000 a 200,000.[255][256] La República de Chechenia y el Parlamento de la Unión Europea lo declararon como un genocidio en el año 2004.[257]

#### Deportaciones de lituanos, letones y estonios
Las deportaciones masivas de hasta 17,500 lituanos, 17,000 letones y 6,000 estonios llevadas a cabo por Stalin, marcaron el comienzo de otro genocidio. Adicionalmente, a la matanza de los Hermanos del Bosque y la renovada deskulakización, siguieron la reconquista soviética de los países bálticos al final de la Segunda Guerra Mundial, el total de personas deportadas a Siberia fueron 118,559 de Lituania, 52,541 de Letonia y 32,540 de Estonia. La alta tasa de mortalidad de los deportados durante los primeros años de exilio, causada por el fracaso de las autoridades soviéticas de proveer la vivienda y el vestido adecuado para su destino, hicieron que muchas fuentes declararan el asunto como un genocidio. De acuerdo a la Cláusula Martens y los principios de la Carta de Londres, el Tribunal Europeo de Derechos Humanos acordó que la deportación en masa está constituido como un crimen de lesa humanidad. De acuerdo con Erwin Oberlander, estas deportaciones representan un crimen en contra de la humanidad, pero no un genocidio.
Lituania comenzó su denuncia como un genocidio en 1997. Letonia y Estonia siguieron en 1998. Letonia ha condenado a cuatro agentes de seguridad y en el 2003 condenó a un agente de KGB a cinco años de prisión. Estonia juzgó y condenó a diez hombres y continua con las investigaciones. En Lituania para el año de 2004, había 23 casos que llegaron a las cortes, pero hasta ahora ninguno ha sido condenado.
En 2007 Estonia condenó a Arnold Meri (en ese entonces de 88 años de edad), un exoficial del partido comunista que había sido condecorado por el ejército rojo, como culpable del genocidio. Poco después de que comenzó el juicio fue suspendido debido a la fragilidad de la salud de Meri y fue abandonado cuando murió. Un memorial en Vilnius, Lituania está dedicado a las víctimas del genocidio de Stalin y Hitler, y el Museo de las Víctimas del Genocidio en Lituania, que abrió el 14 de octubre de 1992 en la antigua sede del KGB, donde narran crónicas sobre el encarcelamiento y deportación de lituanios.

##### Tártaros de Crimea
La limpieza étnica y la deportación de los tártaros de Crimea fue ordenada por Iósif Stalin como una forma de castigo colectivo por haber colaborado con la ocupación Nazi en el régimen de Taurida durante 1942-1943. La eliminación organizada por el Estado es conocida como Sürgünlik. Un total de 230,000 personas fueron deportadas (la población entera de los tártaros de Crimea), en la cual más de 100,000 personas murieron de hambruna o enfermedades.
Ucrania reconoce la limpieza étnica de toda la población de los tártaros de Crimea como un acto de genocidio.

### Japón
Durante la masacre de Nankín en el periodo de la Segunda guerra sino-japonesa, los japoneses se involucraron en matanzas masivas de chinos. Bradley Campbell describió la masacre de Nankín como un genocidio, porque los chinos fueron asesinados de manera unilateral por las masas japoneses durante el periodo posterior, a pesar del resultado seguro de su batalla.

### República Dominicana
En 1937, el dictador dominicano Rafael Trujillo ordenó la ejecución de los haitianos que vivían en la República Dominicana. La Masacre del Perejil, conocida en República Dominicana como "El Corte", duró aproximadamente cinco días. Trujillo tenía a sus soldados y ellos les mostraron un perejil y les preguntaron, "¿Qué es esto?" Si las personas hubieran sido dominicanos, habrían podido pronunciar la palabra sin ningún problema. La palabra en Haití es "persil". Aquellos que no pronunciaban de manera correcta "perejil" se suponía que eran de Haití y eran asesinados. Esto tuvo como consecuencia la muerte de entre 20,000 a 30,000 personas.

### República de China y Tíbet
En la década de los años 1930, el gobierno de Kuomintang de la República de China apoyó al musulmán señor de la guerra Ma Bufang, cuando él lanzó siete expediciones dentro de Golog, causando la muerte de miles de tibetanos. Uradyn Erden Bulag llamó a estos acontecimientos posteriores como genocidio, mientras que David Goodman los llamó una limpieza étnica. Un tibetano contó el número de veces que Ma lo atacó, recordando el ataque número séptimo ataque que le hizo la vida imposible. Ma era anticomunista y él y su ejército acabaron con muchos tibetanos en el noroeste y este de Qinghai y destruyeron templos tibetanos budistas. Ma también patrocinó el Panchen Lama, quien fue exiliado del Tíbet por el gobierno del Dalái Lama.

### Alemania y la ocupación Nazi

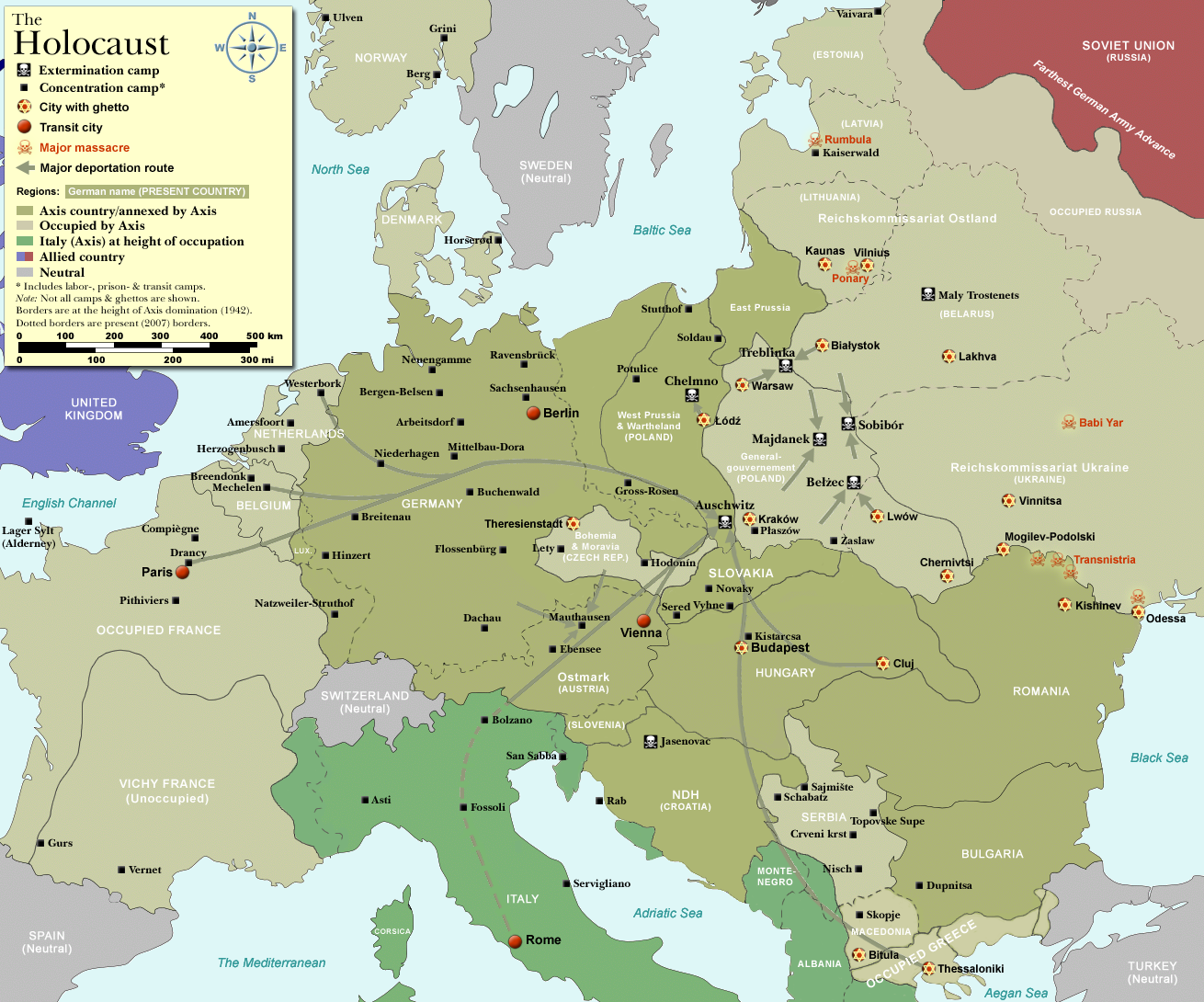
Principales rutas de deportación hacia los campos de exterminio en Europa.

#### Holocausto
| Año       | Judíos muertos   |
| --------- | ---------------- |
| 1933–1940 | menos de 100,000 |
| 1941      | 1,100,000        |
| 1942      | 2,700,000        |
| 1943      | 500,000          |
| 1944      | 600,000          |
| 1945      | 100,000          |

El Holocausto Nazi es ampliamente reconocido como un genocidio. El término apareció en los Juicios de Núremberg. En el juicio mencionaron que todos los acusados habían "llevado a cabo de manera deliberada y sistemática un genocidio – es decir, el exterminio de grupos raciales y nacionales..."
El término "Holocausto" (del griego hólos, "completo" y kaustós "quemados") es usualmente utilizado para describir la matanza de aproximadamente seis millones de judíos europeos, como parte de un programa de exterminación deliberada planeado y ejecutado por el Partido Nacionalsocialista Obrero Alemán en Alemania liderado por Adolf Hitler. Muchos investigadores no incluyen a otros grupos en la definición del Holocausto, reservando el término solamente para hacer referencia al genocidio de judíos.
- El Holocausto: Definición y Discusión Preliminar, Yad Vashem, «El Holocausto fue el intento de los nazis de acabar con todos los judíos. Durante la Segunda Guerra Mundial, lograron matar a cerca de seis millones de judíos de toda Europa, gracias a la ayuda de numerosos colaboradores de diversas naciones. La discriminación nazi hacia los judíos empezó tras el ascenso al poder de Hitler en enero de 1933, fecha que muchos historiadores señalan como el comienzo del período del Holocausto.».
- [280][283][284][285][286] o lo que los alemanes llaman la "Solución Final".

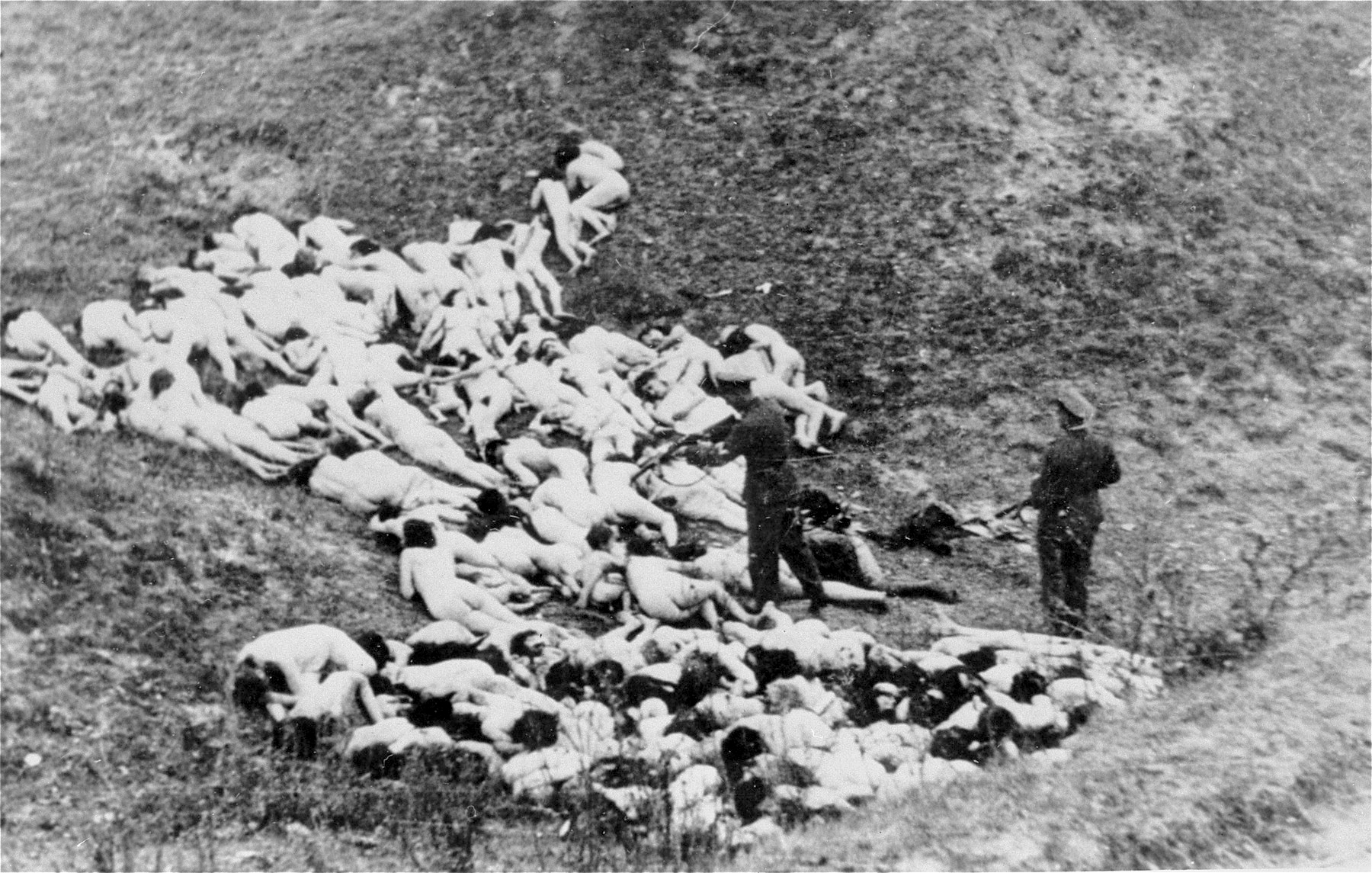
Policía alemana disparando a mujeres y niños en el gueto de Mizocz, 14 de octubre de 1942.

El Holocausto se llevó a cabo en etapas. Las leyes de Núremberg fueron promulgadas años antes del estallido de la Segunda Guerra Mundial. Se establecieron campos de concentración donde utilizaban a los presos como esclavos hasta que morían. Cuando el Tercer Reich conquistó nuevos territorios en Europa del Este, las unidades especiales llamadas Einsatzgruppen, asesinaron judíos y opositores políticos en fusilamentos masivos. Los judíos y romani fueron hacinados en guetos antes de ser transportados en vagones de tren, que los llevarían a campos de exterminio, en dado caso de que sobrevivieran el viaje, la mayoría serían asesinados en las cámaras de gas. Cada brazo de la burocracia alemana estuvo involucrado en la logística del asesinato en masa, convirtiendo al país en lo que han denominado como "la nación genocida".
| País               | Población judía estimada antes de la guerra | Número de muertos estimado | Porcentaje de muertos |
| ------------------ | ------------------------------------------- | -------------------------- | --------------------- |
| Polonia            | 3,300,000                                   | 3,000,000                  | 90                    |
| Países bálticos    | 253,000                                     | 228,000                    | 90                    |
| Alemania y Austria | 240,000                                     | 210,000                    | 87.5                  |
| Bohemia y Moravia  | 90,000                                      | 80,000                     | 89                    |
| Eslovaquia         | 90,000                                      | 75,000                     | 83                    |
| Grecia             | 70,000                                      | 54,000                     | 77                    |
| Países Bajos       | 140,000                                     | 105,000                    | 75                    |
| Hungría            | 650,000                                     | 450,000                    | 70                    |
| Bielorrusia RSS    | 375,000                                     | 245,000                    | 65                    |
| Ucrania RSS        | 1,500,000                                   | 900,000                    | 60                    |
| Bélgica            | 65,000                                      | 40,000                     | 60                    |
| Yugoslavia         | 43,000                                      | 26,000                     | 60                    |
| Romania            | 600,000                                     | 300,000                    | 50                    |
| Noruega            | 2,173                                       | 890                        | 41                    |
| Francia            | 350,000                                     | 90,000                     | 26                    |
| Bulgaria           | 64,000                                      | 14,000                     | 22                    |
| Italia             | 40,000                                      | 8,000                      | 20                    |
| Luxemburgo         | 5,000                                       | 1,000                      | 20                    |
| Rusia RSS          | 975,000                                     | 107,000                    | 11                    |
| Dinamarca          | 8,000                                       | 52                         | <1                    |
| Total              | 8,861,800                                   | 5,933,900                  | 67                    |

| Campos de exterminio | Número de muertos estimado | Ref             |
| -------------------- | -------------------------- | --------------- |
| Auschwitz-Birkenau   | 1,000,000                  | [ 290 ] [ 291 ] |
| Treblinka            | 870,000                    | [ 292 ]         |
| Belzec               | 600,000                    | [ 293 ]         |
| Majdanek             | 79,000–235,000             | [ 294 ] [ 295 ] |
| Chełmno              | 320,000                    | [ 296 ]         |
| Sobibór              | 250,000                    | [ 297 ]         |

Esto da un total de más de 3.8 millones, de éstos entre el 80-90% se estima que eran judíos. Por consiguiente, estos siete campos representaron la mitad del número total de judíos asesinados durante todo el Holocausto Nazi. Prácticamente toda la población judía polaca murió en estos campos.
Desde 1945, la cifra más comúnmente citada para el número total de muertos es de sis millones. Los Yad Vashem Mártires del Holocausto y la Autoridad de Héroes en Jerusalén, escribieron que no hay una cifra precisa para el número de judíos asesinados, pero han sido capaces de encontrar documentación donde registran más de tres millones de nombres de víctimas judías, la cual se muestra en su centro de visitantes. La cifra más comúnmente utilizada es de seis millones, se le atribuye a un oficial de la SS Adolf Eichmann.

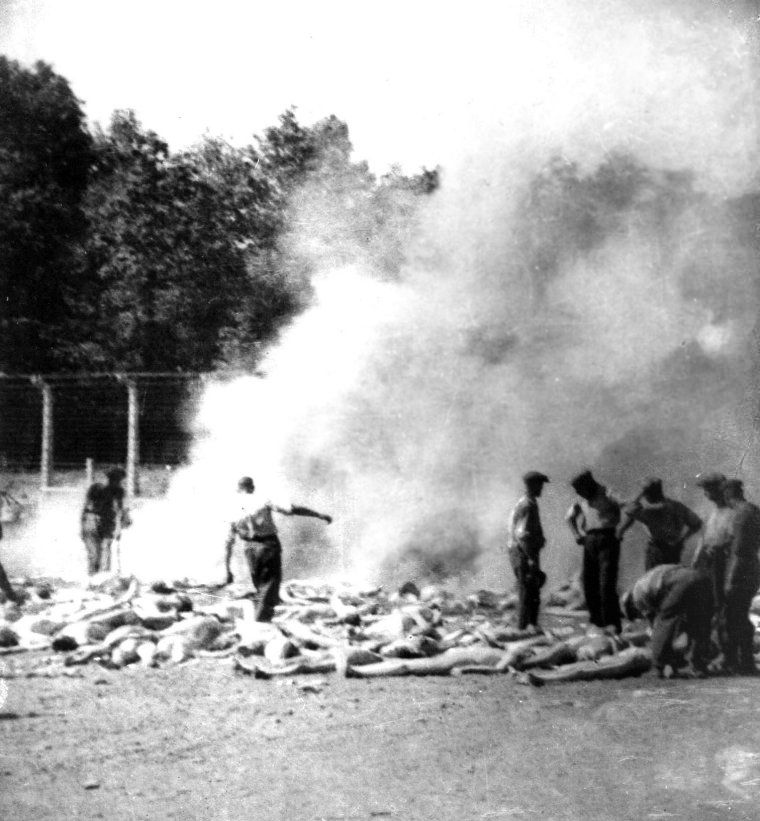
Miembros del Sonderkommando queman cadáveres en los pozos de fuego en Auschwitz II-Birkenau.

Hubo entre ocho y diez millones de judíos en los territorios controlados de manera directa o indirectamente por Alemania (la incertidumbre surge por la falta de conocimiento sobre cuántos judíos había en la entonces Unión Soviética). Los seis millones asesinados, representan entre el 60 y 75 por ciento de esos judíos. De los 3.3 millones de judíos que habitaban Polonia, cerca del 90 por ciento fueron asesinados. La misma proporción fueron asesinados en Lituanua y Letonia, pero los judíos de Estonia fueron evacuados a tiempo. De los 750,00 judíos en Alemania y Austria en 1933, solamente un cuarto de éstos sobrevivió. Sin embargo, muchos judíos alemanes emigraron antes de 1939, la mayoría de ellos huyó a Checoslovaquia, Francia o Países Bajos, donde posteriormente fueron deportados a sus muertes.
En Checoslovaquia, Grecia, Países Bajos y Yugoslavia, más del 70 por ciento fueron asesinados. Entre el 50 y 70 por ciento fueron asesinados en Rumania, Bélgica y Hungría. Es probable que una proporción similar fuera asesinada en Bielorrusia y Ucrania, pero estas cifras son menos certeras. Los países con proporciones más bajas de asesinatos incluyen a Bulgaria, Dinamarca, Francia, Italia y Noruega. Albania fue el único país ocupado por los alemanes que tuvo una mayor población judía en 1945 que en 1939. Cerca de doscientos judíos nativos y más de mil refugiados, se les proporcionó de documentos falsos, se ocultaban cuando era necesario y fueron tratados como invitados de honor en países cuya población era aproximadamente del 60% de musulmanes.
Además de los que murieron en los campos de exterminio, al menos medio millón de judíos murieron en otros campos, incluyendo los principales campos de concentración en Alemania. Estos no eran campos de exterminio, pero tenían un gran número de prisioneros judíos, sobre todo en el último año de la guerra cuando los nazis se retiraron de Polonia. Cerca de un millón de personas murieron en estos campos, y aunque la proporción de judíos es incierta, se estima que fue al menos del cincuenta por ciento.[cita requerida] Así mismo, entre 800,00 y un millón de judíos fueron asesinados por el Einsatzgruppen en los territorios soviéticos ocupados (está es una cifra aproximada, ya que la mayoría de los asesinatos de Einsatzgruppen no eran documentados). Muchos más murieron debido a la ejecución o la enfermedad y malnutrición de los guetos de Polonia antes de que pudieran ser deportados.
En la década de 1990, la apertura de los archivos del gobierno en Europa del Este dio como resultado el ajuste de cifras de muertos publicadas en los trabajos de Hilberg, Dawidowicz y Gilbert. Como se ha señalado anteriormente, Wolfgang Benz ha estado trabajando en datos más recientes. Concluyó en 1999:

El objetivo de aniquilar a todos los judíos de Europa, como fue proclamado en la Conferencia en la Villa Am Grossen Wannsee en enero de 1942, no fue alcanzado. Sin embargo, las seis millones de víctimas asesinadas hicieron del Holocausto un crimen único en la historia de la humanidad. El número de víctimas —y con certeza las siguientes representan el mínimo número en cada caso— no puede expresarse de manera adecuada. Los números son muy abstractos. Sin embargo deberán indicarse con el fin de poner en contexto la dimensión del genocidio: 165,000 judíos de Alemania, 65,000 de Austria, 32,000 de Francia y Bélgica, más de 100,000 de los Países Bajos, 60,000 de Grecia, el mismo número en Yugoslavia, más de 140,000 de Checoslovaquia, medio millón de Hungría, 2.2 millones de la Unión Soviética y 2.7 millones de Polonia. A estos números, solo falta agregar a aquellos que fueron asesinados en los progromos y masacres de Rumania y Transilien  (más de 200,000) y los judíos deportados y asesinados de Albania y Noruega, Dinamarca e Italia, de Luxemburgo y Bulgaria.
Benz, Wolfgang The Holocaust: A German Historian Examines the Genocide

#### Víctimas no judías
Algunos investigadores ampliaron la definición para incluir otras políticas de exterminio alemanas durante la guerra, incluyendo la tortura hacia los prisioneros de guerra soviéticos, los crímenes en contra de etnias polacas, la eutanasia a los alemanes física o mentalmente discapacitados, la persecución de los testigos de Jehová, el intento de genocidio al pueblo gitano y otros crímenes cometidos en contra de etnias, minorías sexuales y políticas. Usando esta definición, el número total de víctimas del Holocausto es de 11 millones de personas. Donald Niewyk sugiere que la definición más amplia, incluyendo las muertes de los soviéticos debido a la guerra, hambruna y enfermedades, produciría la muerte de 17 millones de personas. En general, aproximadamente 5.7 millones (78 por ciento) de los 7.3 millones de judíos que habitaban en Europa murieron. En contraste entre cinco y once millones (1.4 por ciento a 3.0 por ciento) de 360 millones de personas no judías, que habitaban en los territorios dominados por Alemania.
| Víctimas                         | Muertos        | Fuente          |
| -------------------------------- | -------------- | --------------- |
| Judíos                           | 5.93 million   | [ 289 ]         |
| Soviéticos prisioneros de guerra | 2–3 million    | [ 311 ]         |
| Etnias polacas                   | 1.8–2 million  | [ 312 ] [ 313 ] |
| Discapacitados                   | 270,000        | [ 314 ]         |
| Romani                           | 90,000–220,000 | [ 315 ] [ 316 ] |
| Masones                          | 80,000–200,000 | [ 317 ] [ 318 ] |
| Eslovenos                        | 20,000–25,000  | [ 319 ]         |
| Homosexuales                     | 5,000–15,000   | [ 320 ]         |
| Testigos de Jehová               | 2,500–5,000    | [ 321 ]         |
| Republicanos españoles           | 7000           | [ 322 ]         |

##### Civiles soviéticos
En el año de 1995, M.V. Philimoshin publicó un artículo por parte de la Academia Rusa de Ciencias, en el cual estimó la cifra de 13.7 millones de civiles muertos a causa de la ocupación alemana. Philimoshin consultó fuentes de la época Soviética para apoyar sus argumentos, él utilizó el término "genocidio" y "exterminio premeditado" cuando se refirió a la muerte de 7.4 millones de civiles en la Unión Soviética ocupada, a causa de acciones internacionales directas de violencia. Los civiles muertos por represalias durante la guerra soviética, tienen un gran impacto en las estadísticas. El reporte de Philimoshin sobre las muertes de civiles debido a la realización de trabajos forzados en Alemania es de 2,164,313. Mientras que en el reporte de G. I. Krivosheev, menciona la muerte de 1,103,300 de prisioneros de guerra. El total de estas dos cifras es de 3,267,613, muy parecida al número que los historiadores occidentales manejan, ya que ellos hablan de la muerte de 3 millones de prisioneros que estuvieron en Alemania. En las regiones ocupadas por los nazis, había una política de confiscación de comida que resultó en la muerte del 6% de la población, es decir de 4.1 millones de personas.

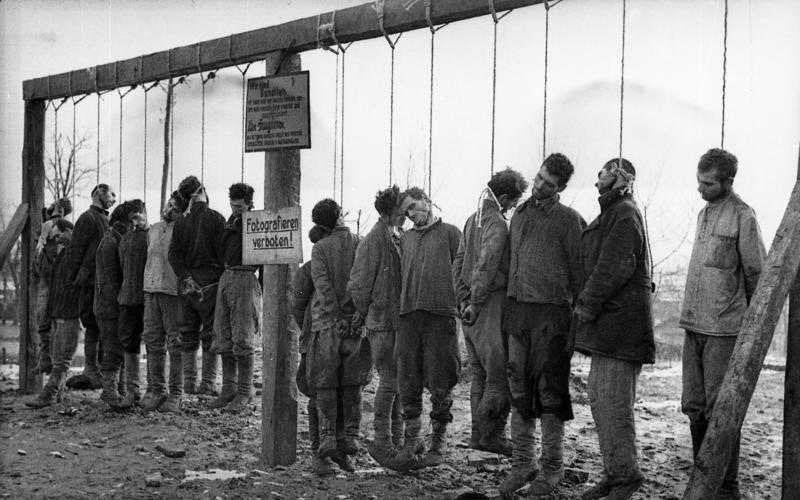
Hombres ahorcados en algún lugar de la Unión Soviética.

| Muertos soviéticos durante la Segunda Guerra Mundial estimado por la Academia Rusa de Ciencias | Muertos soviéticos durante la Segunda Guerra Mundial estimado por la Academia Rusa de Ciencias |
| ---------------------------------------------------------------------------------------------- | ---------------------------------------------------------------------------------------------- |
| Muertes causadas por las acciones internacionales de violencia directa.                        | 7,420,379                                                                                      |
| Muertes causadas por trabajos forzados en Alemania                                             | 2,164,313                                                                                      |
| Muertes causadas por la hambruna y enfermedad, en las regiones ocupadas                        | 4,100,000                                                                                      |
| Total                                                                                          | 13,684,692                                                                                     |

##### Croacia
Después de la invasión nazi en Yugoslavia, los croatas nazis y fascistas conocidos como Ustacha establecieron un régimen conocido como Nezavisna Država Hrvatska (Estado Independiente de Croacia) o NDH. Inmediatamente después, el NDH lanzó una campaña de terror en contra de serbios, judíos y romaníes. 
Cuando los partisanos yugoslavos de Josip Broz Tito liberaron a Croacia entre 1944 a 1945, certificaron que el régimen de la Ustacha mataron entre 300.000 a 350.000 persona.
Las víctimas en su mayoría fueron serbios, judíos y romaníes, que fueron confinados en el campo de concentración de Jasenovac. 
La investigadora Helen Fein estimó que la Ustacha mató prácticamente todos los romaníes de Croacia.
El régimen pro nazi croata aprobó una política muy parecida a la del III Reich, en la que se decidiría por la llamada "solución de los serbios". Está apelaba a una medida sobre el "problema serbio" en Croacia. El plan establecía que 1/3 de los serbios étnicos tenían que ser asesinados, otro tercio debían de ser expulsados y el resto los debían convertir en croatas. 
De acuerdo con el Museo del Holocausto (Washington, D.C), entre 320.000–340.000 serbios fueron asesinados por la política de Ustacha. 
Mientras que el Museo del Holocausto Yad Vashem y el Centro de Investigación cifran que "más de 500.000 serbios fueron asesinados de una manera sádica, 250.000 fueron expulsados, y otros 200.000 fueron obligados a convertirse en croatas."
Por último, el régimen de la Ustacha mató cerca de 80.000 romaníes y 35.000 judíos.
Algunos historiadores creen que los crímenes en contra de la población no-serbia por los chetniks en Bosnia constituyeron un genocidio.

##### Polonia
La Intelligenzaktion (acción de anti-intelligentsia) fue una acción genocida completamente secreta de la Alemania nazi, en contra de las élites polacas (principalmente; maestros, médicos, sacerdotes, líderes de la comunidad, etc.) en la primera etapa de la Segunda Guerra Mundial. Esto fue, con el fin de completar la germanización de las regiones occidentales de la Polonia ocupada, antes de su plan de anexión. La operación le quitó la vida a 100,000 polacos, de acuerdo al Instituto del Recuerdo Nacional.
Adolf Hitler creía que las élites polacas podrían causar la desobediencia de los polacos hacia el nuevo gobierno alemán, es por eso que decretó la eliminación de estos. El objetivo de esta acción era la eliminación de la sociedad elite de Polonia, ampliamente definida como: los nobles polacos, intelligentsia, maestros, empresarios, trabajadores sociales, veteranos militares, miembros de organizaciones nacionales, sacerdotes, jueces, activistas políticos, y todos aquellos que fueran a escuelas secundarias. Ésta continuó durante la segunda etapa de operación en Polonia, a mediados de la década de los 1940's, en la cual tuvo lugar la masacre de profesoresores de Lwow y la ejecución de cerca de 1,700 polacos en el bosque de Palmiry. Varios miles de civiles fueron ejecutados o encarcelados. Los Einsatzgruppen también fueron responsables de la matanza indiscriminada de polacos durante la invasión alemana a la Unión Soviética en 1941.

##### Volinia y Galicia de Oriente

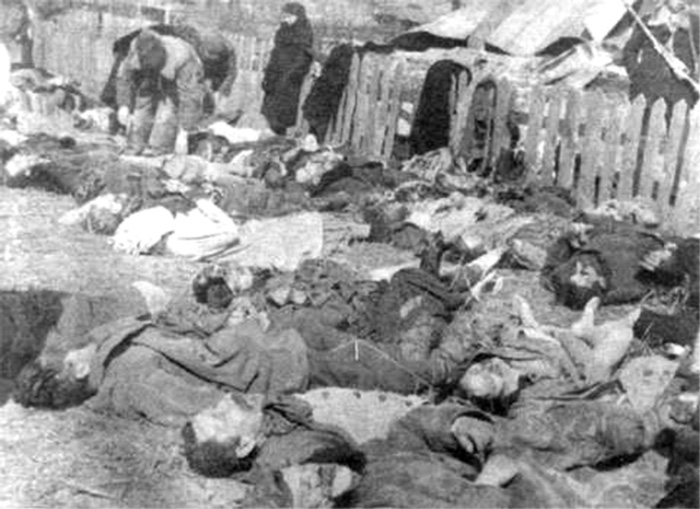
Masacres de polacos en Volinia en 1943.

Las masacres de polacos en Volinia y Galicia de Oriente fueron parte de una operación de limpieza étnica, realizada por el ejército insurgente ucraniano (UPA), al oeste de Galicia en las regiones ocupadas por los nazis (los nazis crearon el Distrito de Galicia en el Gobierno General), y UPA en el norte de Volinia (donde los nazis crearon el Reichskommissariat Ukraine), de marzo de 1943 hasta finales de 1944. La parte más preocupante de la operación tuvo lugar entre los meses de julio y agosto de 1943, cuando Dmytro Klyachkivsky un oficial del UPA, ordenó la liquidación completa de todos los hombres polacos de la región que tuvieran entre 16 y 60 años de edad. A pesar de esto, las mayores víctimas fueron mujeres y niños. El UPA mató entre 40,000–60,000 civiles polacos en Volinia, y de 30,000–40,000 en Galicia de Oriente. Los asesinatos están directamente relacionados con las políticas de la fracción de la Organización de Nacionalistas Ucranianos de Stepán Bandera, cuya meta era quitar a todos los no-ucranianos del futuro estado ucraniano.
Los asesinatos son reconocidos en Polonia como una limpieza étnica con "marcas de genocidio". De acuerdo con el Instituto Nacional del Recuerdo, los crímenes tienen "un caracter de genocidio".

##### Pueblo Romaní

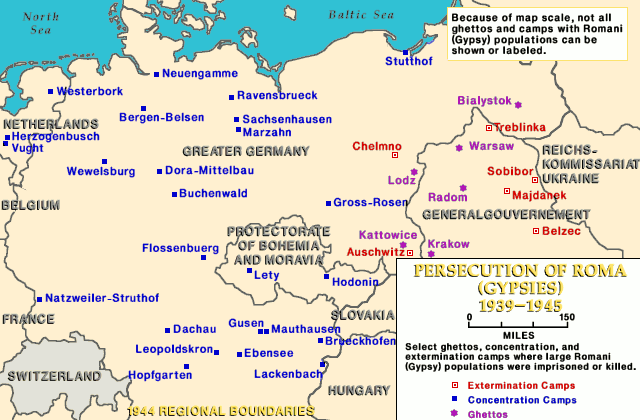
Mapa de persecución de los romaníes.

El trato hacía los romaníes no fue consistente a diferencia de las áreas que la Alemania nazi conquistaba. En algunas áreas (Luxemburgo y los países de los Balcanes), los nazis mataron prácticamente a toda la población romaní. En otras áreas (Dinamarca, Grecia), no hay registro de que algún romaní haya muerto.
Donald Niewyk y Frances Nicosia estimaron que la cifra estimada de muertos, es de al menos 130,000 romaníes de los un millón que habitaban la Europa controlada por los nazis. Michael Berenbaum mencionó que muchos investigadores estiman entre 90,000 y 220,000. Una investigación realizada por el historiaror americano Sybil Milton, calculó que la cifra de muertos fue de al menos 220,000 y puede ser cercana a los 500,000, pero esta investigación exlcluyó de manera explícita al Estado independiente de Croacia, donde la matanza de romaníes fue muy intensa. Martin Gilbert estima un total de romaníen en Europa de entre 220,000 a 700,000. Ian Hancock, Director del Programa de Estudios Romaníes, ha argumentado a favor de una cifra mucho más alta, entre 500,000 a 1,500,000, afirmando que la cifra de romaníes muertos es igual o incluso excede la cifra de las víctimas judías.

##### Discapacitados y enfermos mentales
Nuestro punto de partida no es el individuo, y no suscribimos la perspectiva de que uno debe de alimentar al hambriento, dar de beber al sediento o vestir al desnudo— esos no son nuestros objetivos. Nuestros objetivos son muy diferentes. Estos pueden ser puestos en una oración: debemos de tener ciudadanos sanos, para poder prevalecer en el mundo.
Joseph Goebbels, 1938.

Entre 1939 y 1941, entre 80,000 y 100,000 enfermos mentales adultos fueron asesinados en instituciones; 5,000 niños en instituciones; y 1,000 judíos en instituciones mentales. Fuera de las instituciones mentales, las cifras estimadas son de 20,000 (de acuerdo al Dr. Dr. Georg Renno, quien fue directos de los centros de eutanasia) o de 400,000 (de acuerdo con Franz Ziereis comandante del campo de concentración Mauthausen-Gusen). Otros 300,000 fueron obligados a ser esterilizados. En general, se ha estimado un total de 270,000 personas con desórdenes mentales de todo tipo fueron asesinadas, sin embargo el asesinato masivo de éstas no ha tenido tanta atención histórica. Junto con los discapacitados físicos, las personas que sufrían de enanismo fueron perseguidas también. Muchos fueron puestos en jaulas y los nazis experimentaron con ellos. Después de muchas protestas por parte de los alemanes católicos y protestantes, el 24 de agosto de 1941 Hitler ordenó la cancelación del programa T4.

### Después de la Segunda Guerra Mundial y Europa Central

#### Limpieza étnica de alemanes

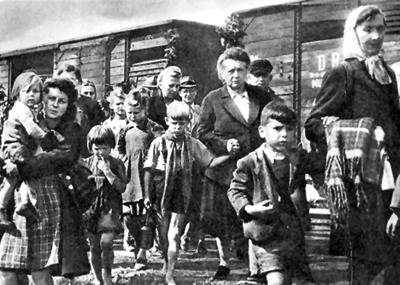
Expulsión de alemanes de Checoslovaquia.

Después de que terminó la Segunda Guerra Mundial, cerca de 11 a 12 millones de alemanes fueron obligados a huir o fueron expulsados de varios países de Europa del Este y Europa Central, incluyendo Rusia, Rumania, Checoslovaquia, Hungría y Polonia. La mayoría de estas expulsiones y desplazamientos de alemanes terminaron con lo poco que quedaba de Alemania, algunos eran enviados a Alemania Oriental y otros a Alemania Occidental. La limpieza étnica de los alemanes fue el desplazamiento más grande de una sola población europea en la historia moderna. Las estimaciones del número total de aquellos que murieron durante los desplazamientos está en un rango de 500,000 a 2,000,000, donde las cifras más grandes incluyen "casos sin resolver" de personas que presuntamente se perdieron o murieron. Muchos civiles alemanes fueron mandados a campos de internamiento y de trabajo, donde algunas veces morían. Los acontecimientos, son usualmente clasificados como desplazamiento de población, o como una limpieza étnica. Felix Ermacora, entre una minoría de investigadores, igualan la limpieza étnica con el término genocidio, y han estimado que la expulsión de los alemanes constituye un genocidio.

### Partición de la India
La partición de la India, fue la partición del Imperio indio británico que conllevó a la creación de estados soberanos del Dominio de Pakistán (que posteriormente se dividirían en Pakistán y Bangladesh) y la Unión de la India (posteriormente República de India) el 15 de agosto de 1947.
Hindúes, musulmanes y sijistas, quienes habían convivido juntos por milenios, se atacaron los unos a los otros en un genocidio de proporciones terribles, acompañados de incendios, saqueos, violaciones y secuestro de mujeres. El gobierno de la India, estimó que cerca de 33,000 mujeres hindúes y sijistas fueron secuestradas, mientras que el gobierno de Pakistán estimó que cerca de 50,000 mujeres fueron secuestradas durante las protestas. Para 1949, hubo demandas gubernamentales sobre la recuperación de 12,000 en la India y 6,000 de Pakistán. Para 1954 habían recuperado a 20,728 mujeres musulmanas y 9,032 hindúes y sijistas fueron recuperadas de Pakistán.
Esta partición desencadeno una de las migraciones más grandes del mundo de la historia moderna. Cerca de 11.2 millones de personas cruzaron de manera exitosa la frontera entre India y Pakistán. 6.5 millones de musulmanes migraron de India hacia Pakistán y 4.7 millones de hindúes y sijistas llegaron a India. Sin embargo, mucha gente se perdió en el camino.
Un estudio de las entradas y salidas de la población del distrito de Punjab, utilizando los datos de los años 1931 y el censo de 1951, ha estimado que cerca de 1.26 millones de musulmanes se perdieron, ya que dejaron la India pero nunca llegaron a Pakistán. Por su parte el número de pérdidas de los hindúes y sijistas se estima que fue de 0.84 millones. Esto sitúa a un número total de personas desaparecidas relacionadas con la migración y partición, a través del borde de Punjabi de 2.23 millones de personas.
En el momento que la violencia había disminuido los hindúes y sijistas habían desaparecido completamente de Pakistán, y lo mismo ocurrió con los musulmanes de la India.
La partición también afectó otras áreas del continente, aparte de Punjab. Protestas antihindúes tuvieron lugar en Hyderabad, Sind. El 6 de enero, estallaron diversas protestas antihindúes, que dejaron 1100 heridos. Por su parte 776,000 sindhi hindúes huyeron de la India.
Protestas antimusulames también tuvieron lugar en Delhi. De acuerdo a las cifras recientes de Gyanendra Pandey, entre 20,000 y 25,000 musulmanes dentro de la ciudad perdieron la vida. Cientos de miles de musulmanes fueron llevados a campos de refugiados, sin importar sus afiliaciones políticas y diversos sitios históricos en Delhi fueron convertidos en campos de refugiados como Purana Qila, Idgah y Nizamuddin. Pero las tensiones siguieron acumulándose en Delhi, tanto así que 330,000 musulmanes se vieron en la necesidad de huir hacia Pakistán. El censo de 1951 registró una caída de la población musulmana en Delhi de 33.22% en 1941 a 5.33% en 1951.

### 1951 en adelante
La Convención para la Prevención y la Sanción del Delito de Genocidio, fue adoptada por la Asamblea General de la ONU el 9 de diciembre de 1949, y entró en vigor el 12 de enero de 1951 (Resolución 260 (III)). Después de que 20 países se unieran a la Convención, ésta entró en vigor como parte del derecho internacional el 12 de enero de 1951. Sin embargo, en ese tiempo, solamente dos de los cinco miembros permanentes del Consejo de Seguridad de las Naciones Unidas, eran parte del tratado, lo que causó la debilidad de la Convención por cuatro décadas.

#### Australia 1900–1969
Sir Ronald Wilson, presidente de la Comisión Australiana de Derechos Humanos, indicó que el programa australiano en el cual entre 20-25,000 niños aborígenes fueron obligados a separarse de sus familias biológicas fue un genocidio, porque tenía como objetivo la extinción de todos los aborígenes. El programa estuvo en práctica de 1900 a 1969. La naturaleza y alcance de los hechos, han tenido como consecuencia la disputa dentro de Australia, con oponentes que cuestionan los datos que la Comisión registra, así como la evaluación del número de personas, ya que consideran que es un tanto exagerado. La intención y efectos de la política del gobierno también fueron cuestionados.

#### Zanzíbar
En 1964, hacía el final de la Revolución de Zanzíbar—la cual llevó a la caída del Sultán de Zanzíbar y la de su gobierno árabe, por las revoluciones africanas locales—John Okello ha mencionado en discursos de radio que habría matado o capturado a cientos de miles de "enemigos y marionetas" del Sultán, pero estima que el número de muertos puede variar de "cientos" a 20,000. El New York Times y otros periódicos occidentales dan cifras de 2 a 4,000; los números tan altos de Okello posiblemente fueron exagerados por los medios de comunicación. El asesinato de prisioneros árabes y su entierro en fosas comunes fue documentado por el equipo de filmación italiana, quienes grabaron desde un helicóptero, la película se llama Africa Addio. Muchos árabes huyeron hacia Omán y por orden de Okello ningún europeo fue lastimado. La violencia no se extendió a Pemba. Leo Kuper describió el asesinato de árabes en Zanzíbar como un genocidio.

#### Argelia
Después de la independencia obtenida después de la guerra de Argelia, los harkis (musulmanes quienes apoyaron a Francia durante la guerra) fueron vistos como traidores por muchos argelinos, y muchos de los que se quedaron en el lugar fueron blanco de muchas represalias después de la independencia. Historiadores franceses estiman que entre 50,000 y 150,000 harkis, y miembros de sus familias fueron asesinados por organizaciones argelinas, en ocasiones bajo circunstancias de atrocidad y tortura.

#### Vietnam del Norte
Los estadounidenses cometieron genocidio sobre Vietnam del Norte en la Guerra de Vietnam. Emplearon bombardeos masivos indiscriminados, muchas veces sobre barrios enteros formados por casas de madera, usaron armas químicas ilegales de destrucción masiva y cometieron masacres y violaciones como las de Mỹ Lai, Ba Chúc, Bihn tai, Hué, Ha my, My Trach y Tây Vinh. En 1966, casi un año después de que el presidente Lyndon B. Johnson ordenara el comienzo de los bombardeos masivos contra Vietnam del Norte, un grupo de intelectuales y activistas se reunió en torno al filósofo Bertrand Russell para convocar un tribunal que investigara y evaluara los crímenes de guerra cometidos por el gobierno estadounidense en Indochina que confirmó la comisión de un genocidio.

#### Camboya 1975-1979
En Camboya, un genocidio tuvo lugar bajo el régimen de los Jemeres rojos (KR) dirigido por Pol Pot entre 1975 y 1979, en el cual cifras han estimado la muerte de entre un millón y medio y tres millones de personas. El grupo de KR, había planeado la creación de un socialismo agrario, bajo las ideas del estanlinismo y el maoísmo. Las políticas del KR forzaron a la reubicación de la población de los centros urbanos, mediante la utilización de tortura, asesinatos en masa, trabajos forzados, así mismo fueron afectados por la malnutrición y enfermedades, que conllevaron a la muerte del 25% de la población (cerca de 2 millones de personas). El genocidio terminó después de la guerra camboyano-vietnamita. Al menos 20,000 fosas comunes, conocidas como campos de la muerte, han sido desde entonces descubiertas.

#### Guatemala 1981–1983
Durante la guerra civil de Guatemala, se estima que murieron entre 140,000 y 200,000 personas, más de un millón tuvieron que huir de sus hogares y cientos de ciudades fueron destruidas. La Comisión para el Esclarecimiento Histórico oficialmente ha atribuido la responsabilidad de más del 93% de la documentación que habla sobre violaciones a los derechos humanos al gobierno de Guatemala; y se estima que el 83% de las víctimas eran mayas e indígenas. Aunque la guerra tuvo lugar en los años de 1960 a 1996, la Comisión para el Esclarecimiento Histórico concluyó que el genocidio pudo haber ocurrido entre 1981 y 1983, cuando el gobierno y la guerrilla tuvieron los combates más salvajes y sangrientos, especialmente en las áreas ricas en petróleo como Ixcán y la parte norte de Quiché. El número total de víctimas mortales se estima que estuvo alrededor de 200,000.
En 1999, la ganadora del Premio Nobel de la Paz Rigoberta Menchú presentó una demanda en contra de los líderes militares en un tribunal español. Seis oficiales, entre ellos Efraín Ríos Montt y Óscar Humberto Mejía Victores, fueron formalmente acusados el 2 de julio de 2006, para aparecer en la Corte Nacional Española después de que la Corte Constitucional Española dictó en el año 2005, que las cortes españolas podrían ejercer jurisdicción universal sobre los crímenes de guerra cometidos durante la Guerra Civil de Guatemala. En mayo de 2013, Rios Montt fue declarado culpable de haber participado en el genocidio y haber matado a 1,700 indígenas ixil mayas durante 1982-1983 por una corte guatemalteca y fue sentenciado a 80 años de prisión. Sin embargo, el 20 de mayo de 2013, la Corte Constitucional de Guatemala anuló la condena, rechazando todos los procedimientos el 19 de abril y ordenando que el tribunal "reinicie" el juicio. El juicio de Ríos Montt supuestamente iba a esclareserse en enero de 2015, pero fue suspendido después de que un juez se vio obligado a disculparse. Los médicos declararon a Ríos Montt como incapacitado para ser juzgado el 8 de julio de 2015, señalando que sería incapaz de comprender los cargos en su contra.
El día 26 de septiembre de 2018, ya con José Efraín Ríos Montt muerto, el Tribunal B de Mayor Riesgo emitió la sentencia contra el General José Rodríguez quién fuera jefe de inteligencia durante la dictadura de Ríos Montt, absolviendolo de toda responsabilidad pero afirmando de manera categórica y por unanimidad que el delito de Genocidio fue cometido en Guatemala pero José Rodríguez no fue responsable del mismo. De esta forma el Tribunal B de Mayor Riesgo confirmaba la sentencia dictada 5 años antes por el Tribunal A de Mayor Riesgo respecto a que si existió Genocidio y Delitos contra los Deberes de la Humanidad de 1981 a 1982

#### India (Genocidio Sij de 1984)
La masacre de antisij o el genocidio de sijs, fue una serie de pogromos en contra los sijs en India, provocados por turbas antisijs, especialmente de miembros del Partido del Congreso Nacional Indio, en respuesta al asesinato de Indira Gandhi por sus guardias de seguridad que eran sijs. Esto tuvo como consecuencia, la muerte de 2,800 personas a través de todo India, incluyendo 2,100 en Delhi. El Departamento Central de Investigación, la principal agencia de investigación en India, opina que los actos de violencia fueron apoyados por la entonces policía de Delhi y los oficiales del gobierno central. Rajiv Gandhi, tomo posesión como Primer Ministro después del asesinato de su madre, cuando le preguntaron acerca de las protesta, él contestó "cuando un árbol grande cae, la tierra tiembla".

#### Guerra de liberación de Bangladesh de 1971
Un consenso académico sostiene que los acontecimientos que tuvieron lugar durante la Guerra de Liberación de Bangladés constituyeron un genocidio. Durante los nueve meses que duro el conflicto, se estima que entre 300,000 a 3 millones de personas fueron asesinadas y las fuerzas armadas paquistaníes violaron entre 200,000–400,000 mujeres y niñas bengalíes en un acto de violación genocidio.
Una investigación del año 2008 estimó que más de 269,000 civiles murieron en el conflicto; los autores señalaron que esta cifra es más alta que las dos estimaciones anteriores.
Un caso fue presentado ante la Corte Federal de Australia el 20 de septiembre del año 2006 donde se alegaba los presuntos crímenes de guerra, crímenes contra la humanidad y genocidio durante el año de 1971 por las Fuerzas Armadas paquistaníes y sus colaboradores:

Estamos felices de anunciar que el caso ha sido aceptado por la Corte Federal de Australia en virtud de la Convención de Genocidio de 1949 y las Leyes de Crímenes de Guerra. Está es la primera vez en la historia que alguien va a una corte por crímenes de genocidio, de guerra y de lesa humanidad durante el conflicto de 1971 realizado por las fuerzas armadas paquistaníes y sus colaboradores. El número de caso es SYG 2672 del año 2006.

El 21 de mayo de 2007, el caso fue desechado.

#### Burundi 1972 y 1993
Después de la independencia de Burundi en 1962, dos acontecimientos fueron denominados como genocidio. En 1972 ocurrió la matanza de los hutu por el ejército tutsi y en 1993 el asesinato de tutsi por la población hutu, que fue reconocido como un acto de genocidio en el reporte final de la Comisión Internacional de Investigación para Burundi presentado ante el Consejo de Seguridad de las Naciones Unidas en el año 2002.

#### Corea del Norte
Millones de personas en Corea del Norte, han muerto por la hambruna desde mediados de la década de los 1990's, debido a esto diversos grupos de ayuda, organizaciones de derechos humanos declararon que el gobierno de Corea del Norte se negó a recibir cualquier tipo de ayuda. Más de un millón de personas han muerto en los campos de prisioneros políticos de Corea del Norte, los cuales son utilizados para detener disidentes y a sus familias enteras, incluyendo niños, por haber cometido delitos políticos.
En el año 2004, Yad Vashem hizo un llamado a la comunidad internacional para investigar el "genocidio político" en Corea del Norte.
En septiembre del año 2011, un artículo de la Revista Harvard International , argumentó que Corea del Norte estaba violando la Convención de Genocidio de las Naciones Unidas por el asesinato deliberado de bebés que eran mitad chinos y miembros de grupos religiosos.

#### Guinea Ecuatorial
Francisco Macías Nguema fue el primer Presidente de Guinea Ecuatorial, desde 1968 hasta su derrocamiento en 1979. Durante su presidencia, su país fue apodado como "el Auschwitz de África". El régimen de Nguema se caracterizó por su abandono a todas las funciones de gobierno, menos la seguridad interna, la cual fue lograda por medio del terror; él actuó como jefe de los jueces y sentenció a miles de personas a muerte. Esto llevó a la muerte o al exilio de 1/3 de la población del país. De una población de 300,000, se estima que 80,000 fueron asesinados, particularmente aquellos que pertenecían a la etnia bubi en Bioko, asociados con riqueza relativa y educación.
El 3 de agosto de 1979, fue derrocado por Teodoro Obiang Nguema Mbasogo. Macías Nguema fue capturado y juzgado por genocidio y otros crímenes, junto con otras 10 personas. Todos fueron hallados culpables, cuatro recibieron penas de prisión y Nguema y otros seis fueron ejecutados el 29 de septiembre.
John B. Quigley señaló en el juicio de Macías Nguema que Guinea Ecuatorial no había ratificado la Convención de Genocidio y que los registros de los procedimientos de la corte muestran que hubo una confusión sobre si Nguema y sus co-acusados fueron juzgados bajo la legislación española (antiguo gobierno colonia) o si el juicio justifica el hecho que la Convención sobre el Genocidio era parte de la costumbre del derecho internacional. Quigley mencionó, "El caso de Macías demuestra como la confusión de las persecuciones genocidas nacionales desde el punto de vista de la legislación aplicable. La convicción de Macías también es problemática desde el punto de vista de la identidad del grupo protegido".

##### Matanzas de Indonesia de 1965–1966
A mediados de la década de los 1960's, cientos de miles de partidarios de izquierda y aquellos que tenían alguna relación con el Partido Comunista de Indonesia (PKI) fueron masacrados por el ejército de Indonesia y grupos paramilitares de derecha, después de un fallido golpe de estado que le fue atribuido a los comunistas. Al menos 500,000 personas fueron asesinadas en un periodo de varios meses, miles más fueron encerrados en prisiones y campos de concentración bajo condiciones extremadamente inhumanas. La violencia culminó con la caída del Presidente Sukarno y el comienzo de un régimen autoritario de treinta años por parte de Suharto. Investigadores como Robert Cribb y Joshua Oppenheimer, se han referido a estas matanzas como un genocidio.
Las potencias de occidente, incluyendo Gran Bretaña, Australia y Estados Unidos, fueron cómplices de las matanzas. Oficiales de la embajada de Estados Unidos proporcionaron listas sobre a quienes matar al ejército de Indonesia, la cual contenía el nombre de 5,000 sospechosos presuntamente miembros del PKI. Muchos de los acusados de ser comunistas eran periodistas, líderes de sindicatos e intelectuales.
Los métodos de matanza incluyen decapitación, evisceración, desmembramiento y castración. Un informe secreto de la CIA declaró que las masacres "el rango está entre uno de los peores asesinatos del siglo 20, junto con las purgas de la Unión Soviética en la década de los 1930's, los asesinatos de los nazis durante la Segunda Guerra Mundial, y el baño de sangre maoísta a principios de la década de los 1950's."

##### Nueva Guinea Occidental
Un estimado de más de 100,000 papúes han muerto desde que Indonesia tomó el control de Nueva Guinea Occidental del gobierno holandés en 1963. Un reporte académico afirma que "evidencia contemporánea sugiere que el gobierno de Indonesia ha cometido actos prohibidos con la intención de destruir a los habitantes de la Nueva Guinea Occidental, tales como la violación de la Convención para la Prevención y Sanación del Delito de Genocidio de 1948 y la costumbre internacional que encarna la presente Convención.: 75 

##### Timor Oriental
Timor Oriental fue ocupado por Indonesia de 1975 a 1999 como un territorio anexado con estatus provisional. Un informe estadístico detallado reportado para la Comisión para la Recepción, Verdad y Reconciliación en Timor Oriental donde cito cerca de 102,800 muertes relacionadas con el conflicto en el periodo de 1974-1999, es decir, aproximadamente 18,600 muertes y 84,200 muertes por hambruna y enfermedades, incluyendo el uso por parte del ejército militar de Indonesia de la "hambruna como arma para exterminar a la población de Timor Oriental", la mayoría de ellos ocurrieron durante la ocupación de Indonesia. Las estimaciones anteriores de muertes durante la ocupación van de 60,000 a 200,000.
De acuerdo con Sian Powell un reporte de las Naciones Unidas confirmaron que el ejército de Indonesia utilizó la hambruna como un arma y empleó napalm y armas químicas, las cuales envenenaban la comida y los suministros de agua.

Ben Kiernan escribió:
los crímenes cometidos... en Timor Oriental, con la muerte de 150,000 personas de una población de 650,000, claramente cumple con las características sociológicas para definirlo como un genocidio... con ambos grupos políticos y étinicos como posibles víctimas de genocidio. Las víctimas en Timor Oriental incluyeron no solamente una parte substancial de la población de un grupo nacional... sino también cerca de veinticinco mil personas que pertenecían a un grupo étnico minoritario de China. 

#### Bangladesh

##### Biharis
Inmediatamente después de la Guerra de liberación de Bangladés de 1971, los biharis que vivían en Bangladesh fueron acusados de ser "traidores" o "pro-paquistaníes" por los bengalíes, y estiman que cerca de 1,000 a 150,000 biharis fueron asesinados por turbas bengalíes en lo que es descrito como "genocidio retributivo". Mukti Bahini ha sido acusado de crímenes en contra de la minoría biharis por el gobierno de Pakistán. Según un libro blanco publicado por el gobierno paquistaní, la liga Awam mató a 30,000 biharis y paquistaníes. Las turbas bengalíes algunas veces armadas, con machetes y bastones de bambú. 300 biharis fueron asesinados por las turbas bengalíes en Chittagong. La masacre fue utilizada por el ejército de Pakistán como una justificación para lanzar la Operación Reflector en contra del movimiento nacionalista bengalí. Los biharis fueron asesinados en Jessore, Panchabibi y Khulna (cuando, en marzo de 1972, de 300 a 1,000 biharis fueron asesinados y sus cuerpos fueron arrojados a un río cercano. Teniendo el malestar generado entre los bengalíes, los biharis se convirtieron en un blanco de represalias. Las minorías en el proyecto de Riesgo pone el número de biharis asesinados durante la guerra en 1000; sin embargo, R.J. Rummel cita una cifra probable de 150,000.

##### Chakmas indígenas
En Bangladesh, la persecución de tribus indígenas de Chittagong Hill Tracts como las Chakma, Marma, Tripura y otras, quienes son principalmente budistas, ha sido descrita como un genocidio. También hay acusaciones de Chakmas que fueron forzados a dejar su religión, muchos de ellos niños quienes habían sido secuestrados a propósito. El conflicto comenzó justo después de la independencia de Bangladesh en 1971, cuando la Constitución impone el bengalí como el único idioma y un golpe militar ocurrió en 1975. Posteriormente, el gobierno alentó y patrocinó asentamientos masivos de bengalíes en la región, lo cual cambió la demografía de la población indígena de un 98% en 1971 a un 50% para el año 2000. El gobierno bengalí mandó un tercio de sus fuerzas militares a la región para apoyar los asentamientos, lo que desató una guerra entre guerrillas, tribus y los militares. Durante este conflicto, el cual oficialmente terminó en 1997, y durante el siguiente periodo, un gran número de violaciones en contra de la población indígena fueron reportadas, con la violencia en contra de mujeres indígenas siendo particularmente extrema.
Soldados bengalíes y algunos fundamentalistas también fueron acusados de violar a mujeres nativas de la tribu Jumma "de manera impune", con las fuerzas de seguridad bengalíes haciendo muy poco esfuerzo por proteger a los Jumma y en su lugar ayudaron a los violadores.
Aunque Bangladesh es un país oficialmente laico, los eventos que condujeron a la secesión de Pakistán Oriental ascendieron a un genocidio étnico y religioso.

#### Argentina

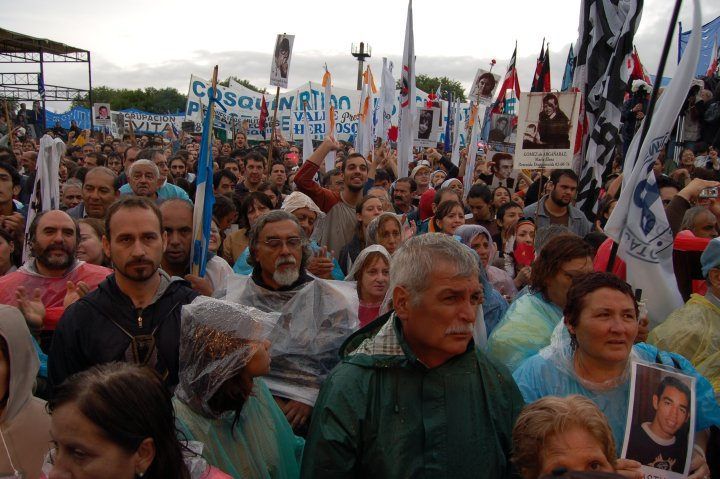
Conmemoración en Argentina

En septiembre de 2006, Miguel Osvaldo Etchecolatz, quien había sido el comisario de la provincia de Buenos Aires durante la última dictadura militar, conocida como Proceso de Reorganización Nacional (1976-1983), fue hallado culpable de seis cargos de asesinato, seis cargos de encarcelamiento ilegal y siete cargos de tortura en una corte federal. El juez que presidió el caso, Carlos Rozanski, describió las ofensas como parte de un ataque sistemático que estaba destinado a destruir a ciertas partes de la sociedad que las víctimas representaban y por eso fue catalogado como un genocidio. Rozanski señaló que la Convención para la Prevención y la Sanción del Delito de Genocidio, no incluye la eliminación de grupos políticos, pero con base a sus investigaciones el 11 de diciembre de 1946 la Asamblea General de las Naciones Unidas, en la resolución 96 declaró que un acto genocida es "cuando un grupo racial, religioso, político o de alguna otra índole han sido destruidos de manera completa o una parte de éstos", porque él consideró que la definición original de las Naciones Unidas era más legítima que la definición de la Convención.

#### Etiopía
El exdictador marxista de Etiopía, Mengistu Haile Mariam, quien fue apoyado por los soviéticos fue juzgado en una corte etíope, in absentia, por su papel en las matanzas. La lista de acusaciones y evidencias de Mengistu es de 8,000 páginas. La evidencia en contra de él incluye órdenes de ejecuciones firmadas, videos de tortura y testimonios personales. El juicio comenzó en 1994 y el 12 de diciembre de 2006 Mengistu fue encontrado culpable de genocidio y otros delitos. Él fue sentenciado a cadena perpetua en enero de 2007. La legislación etíope incluye intentos de aniquilar a grupos políticos dentro de su definición de genocidio. 106 oficiales del Consejo Administrativo Militar Provisional fueron acusados de genocidio durante los juicios, pero solamente 36 fueron presentados. Diversos miembros del Consejo fueron sentenciados a muerte. Zimbabue rehusó responder la solicitud de extradición de Etiopía para Mengistu, lo que le permitió evadir la sentencia a cadena perpetua. Mengistu fue apoyado por Robert Mugabe, el Presidente de Zimbabue que más años ha durado en el poder, durante su mandato en Etiopía.

Michael Clough, abogado americano y desde hace mucho tiempo observador de Etiopía, le dijo a la Voz de América en un comunicado publicado el 13 de diciembre de 2006,
El problema más grande con la persecución de Mengistu por genocidio es que sus acciones no necesariamente estuvieron enfocadas a un grupo en particular. Estas estuvieron en contra de cualquiera que estaba en contra de su gobierno, y generalmente fueron más políticas que étnicas. En contraste, la ironía es que el mismo gobierno etíope ha sido acusado de genocidio por las atrocidades cometidas en Gambella. Yo tampoco estoy muy seguro de que pueda ser catalogado como genocidio. Pero en el caso de Gambella, los incidentes, fueron bien documentados en un informe sobre los derechos humanos de hace 2 años, y las acciones fueron dirigidas claramente a un grupo en particular, el grupo tribal, los Anuak.
Se estima que cerca de 150,000 estudiantes universitarios, intelectuales y políticos fueron asesinados durante el régimen de Mengistu. Amnistía Internacional estima que más de 500,000 personas fueron asesinadas durante el Terror Rojo. Human Rights Watch describió el Terror Rojo como "uno de los asesinatos más crueles realizado por un Estado jamás visto en África".

#### El genocidio de los Kurdos
El 23 de diciembre de 2005, un tribunal holandés dictaminó en un caso en contra de Frans van Anraat por suministrar productos químicos a Irak, que " [la corte] piensa y considera que es legalmente y convincente que los hechos ocurridos a la población kurda tienen los elementos para ser considerado un genocidio. La corte no tiene otra conclusión, más que estos ataques fueron cometidos con el objetivo de destruir la población kurda de Irak". Porque van Anraat suministró los químicos antes del 16 de marzo de 1988, la fecha del ataque químico a Halabja, él fue culpable por el crimen de guerra pero no por la complicidad en el genocidio.

##### Árabes Marsh
El plan de desviación de agua para los pantanos de Mesopotamia, estuvo acompañado por una serie de artículos propagandísticos por el régimen iraquí, directamente en contra de los Ma'dan, y los humedales fueron convertidos sistemáticamente en un desierto, lo que forzó a los residentes a irse de la región. Los pantanos de Hammar y los de Qurnah se volvieron completamente secos, mientras que el de Hawizeh se encogió drásticamente. Por otro lado, los pueblos en los pantanos fueron atacados e incendiados, y hubo registros que indicaron que el agua estaba envenenada.
La mayoría de los Maʻdān fueron desplazados, ya sea a zonas adyacentes a los pantanos drenados, o a ciudades y campos de otras zonas de Irak, abandonando su estilo de vida tradicional, que se basaba en la agricultura tradicional. Se estima que entre 80,000 a 120,000 personas tuvieron que huir a campos de refugiados en Irán. Los árabe marsh, que sumaban cerca de medio millón en la década de los 1950's, se redujeron a poco menos de 20,000 en Irak. De los cuales, solamente 1,600 se estima que continuaban viviendo en los dibins tradicionales para el año 2003.
Además de las sanciones impuestas por las Naciones Unidas, no hubo ningún recurso legal para las personas que provocaron el desplazamiento por los proyectos de drenaje y tampoco enjuiciamiento a aquellos que estuvieron involucrados. El artículo 2.c de la Convención sobre el Genocidio (Irak la ratificó en 1951) prohíbe " el sometimiento intencional del grupo a condiciones de existencia que hayan de acarrear su destrucción física, total o parcial". Adicionalmente, la Declaración de San Petersburgo dice que "el único objetivo que los Estados deben de proponerse durante la guerra es debilitar a las fuerzas militares del enemigo", una disposición que fue violada por el gobierno de Ba'athist como parte de una campaña en contra de los insurgentes que se habían refugiado en los pantanos.

#### República Popular de China

##### Tíbet
El 5 de junio de 1959, Shri Purshottam Trikamdas, abogado mayor de la Suprema Corte de la India, presentó un reporte del Tíbet a la Comisión Internacional de Juristas (una organización no gubernamental). El discurso de la conferencia de prensa sobre el informe se muestra en el párrafo 26:

De los hechos expuestos anteriormente, se pueden extraer las siguientes conclusiones: ... (e) Para examinar todas esas pruebas obtenidas por esta Comisión y de otras fuentes y tomar las medidas adecuadas al respecto y, en particular, para determinar si el delito de Genocidio - para los cuales ya existe una fuerte presunción - que está establecido y, en ese caso, para iniciar las medidas previstas por la Convención sobre el Genocidio de 1948 y en la Carta de las Naciones Unidas para la represión de estos actos y reparación adecuada;

El informe de la Comisión Internacional de Juristas (1960) afirmó que solo había sido un genocidio "cultural". El reporte de la Comisión (1960) en la página 346: "El comité encontró que se habían cometido actos de genocidio en el Tíbet, por un intento de destruir los tibetanos como un grupo religioso, y que tales actos son actos de genocidio con independencia de cualquier obligación convencional. El comité no encontró las pruebas suficientes para obligarse a la destrucción de los tibetanos como una raza, nación o grupo étnico como tal, por eso los hechos se pueden considerar como un genocidio en el derecho internacional."
Sin embargo, los genocidios culturales también se pone en duda por académicos, como Barry Sautman. El tibetano es el idioma oficial de los pobladores del Tíbet.
La Administración Central Tibetana y otros medios tibetanos, afirman que aproximadamente 1.2 millones de tibetanos han muerto de hambruna, violencia, y otras causas indirectas desde 1950. White afirma "En total, más de un millón de tibetabos, una quinta parte de la población, ha muerto como resultado de la ocupaicón china hasta el final de la revolución cultural." Esta cifra ha sido rechazada por Patrick French, el exdirector de la Campaña de liberación del Tíbet en Londres.
Jones argumentó que las sesiones de lucha después de la rebelión tibetana de 1959 pueden ser consideradas como un genocidio, basado en la afirmación de que el conflicto dio lugar a 92.000 muertes. Sin embargo, de acuerdo al especialista en el Tíbet Tom Grunfeld, "la veracidad de esas cifras es difícil de verificar".
En el año 2013, el máximo tribunal penal de España escuchar un caso que fue llevado a la corte por activistas tibetanos, quienes afirman que el expresidente de China Hu Jintao, había cometido actos genocidas en el Tíbet. El tribunal español, desechó el caso en junio del 2014.

#### Brasil
La masacre de Helmet, de la población tikuna, tuvo lugar en el año de 1988 e inicialmente fue reconocida como un homicidio. Durante la masacre, cuatro personas murieron, diecinueve resultaron heridas y diez desaparecieron. Desde 1994, el acontecimiento ha sido tratado como un genocidio en las cortes brasileñas. Trece hombres fueron declarados culpables de genocidio en 2001. En noviembre de 2004, después de que se presentó una apelación a la corte federal de Brasil, el hombre inicialmente declarado culpable de contratar a los hombres para realizar el genocidio fue absuelto, y los asesinos que tenían sentencias de entre 15 a 25 años, fueron reducidas a 12 años.
En noviembre de 2005, durante una investigación llamada Operación Río Pardo, Mario Lucio Avelar un fiscal brasileño en Cuiabá, le dijo a Survival International que él creía que no había suficientes pruebas para ser catalogado como un genocidio de los indios del Río Pardo. En noviembre de 2006, veintinueve personas fueron detenidas con los demás implicados, como el oficial de policía y el gobernador del estado de Mato Grosso.

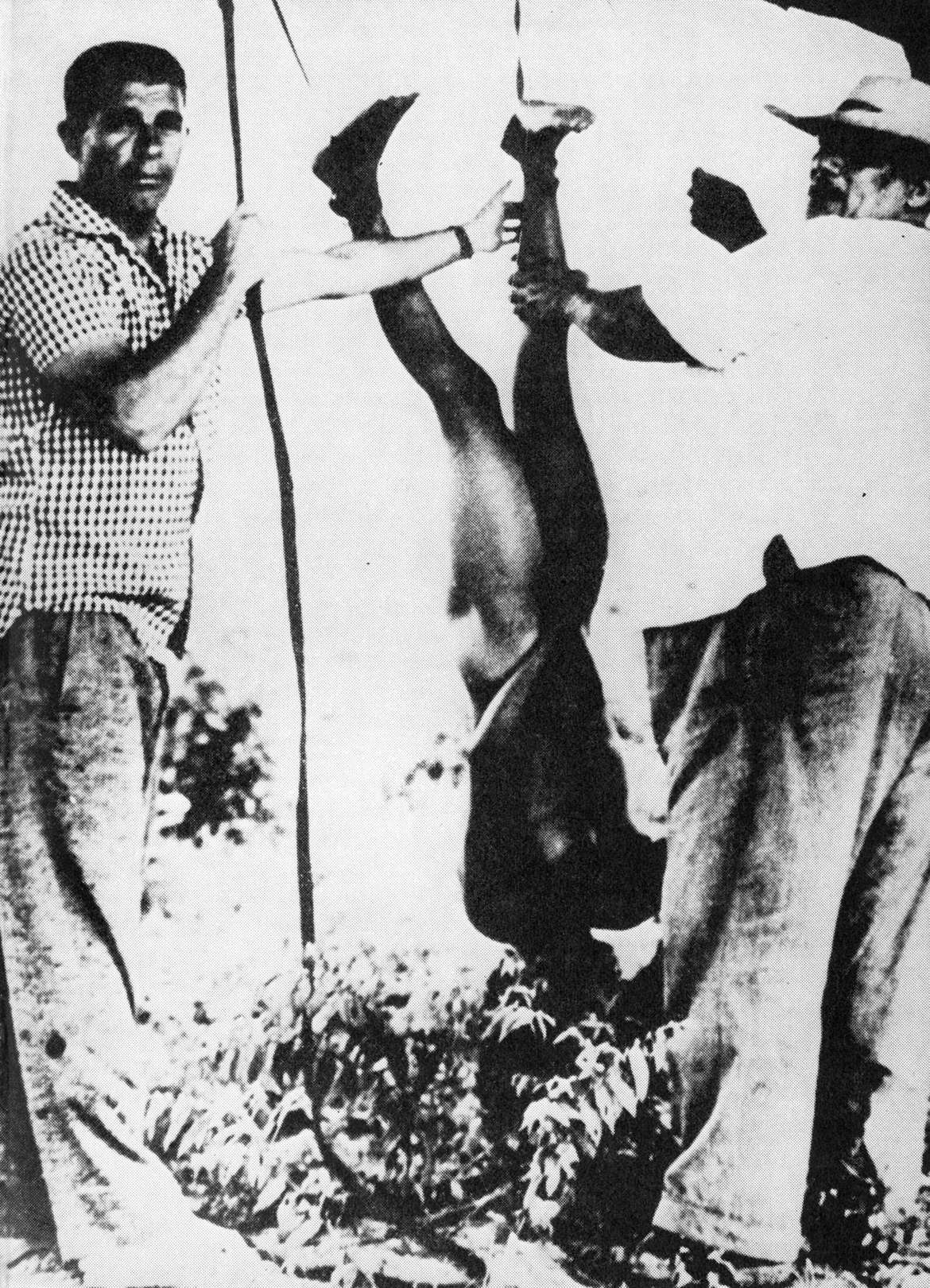
Las atrocidades cometidas contra la tribu Cintas Larga en Brasil quedaron expuestas en el informe Figueiredo de 1967.

En el año 2006, la Suprema Corte Federal de Brasil, reafirmó de manera unánime que el crimen conocido como masacre Haximu (realizado en contra de los indios Yanomami en 1993) fue un genocidio y la decisión de la corte federal fue sentenciar a los mineros a 19 años de prisión por genocidio, en relación con otros delitos como contrabando y minería ilegal.

#### República Democrática del Congo
Durante la Guerra Civil del Congo (1998-2003), los pigmeo fueron cazados y comidos por ambos lados en el conflicto, quienes los veían como sub-humanos. Sinafasi Makelo, un representante de los pigmeo Mbuti, pidió al Consejo de Seguridad de las Naciones Unidas reconocer el canibalismo como un crimen de lesa humanidad y también como un acto de genocidio. El Minority Rights Group International reportó evidencia de asesinatos en masa, canibalismo y violaciones. El informe, que calificó los hechos como una campaña de exterminio, vinculó la violencia con las creencias sobre los poderes especiales que tenían los Bambuti. En el distrito de Ituri, las fuerzas rebeldes realizaron una operación llamada "Effacer le tableau" (limpiar la pizarra). El objetivo de la operación, de acuerdo con testigos, era llevar a los pigmeos al bosque.

##### Tutsi
El 7 de abril de 1994 un día después del asesinato de Juvénal Habyarimana el ejército de Ruanda comenzó intensas masacres en contra de la etnia tutsi. Un informe acusó a la Coalición para la Defensa de la República y los rebeldes congoleños de matar a decenas de miles de refugiados tutsi de Ruanda, así como de realizar ataques sistemáticos. .

#### Somalia
En el año 2007, se informaron ataques a la población bantú de Somalia y del Valle del Juba desde el año de 1991, señalando que "Somalia es un raro caso en el cual actos genocidas son realizados por militares debido a la ausencia de una estructura de gobierno."

#### Sri Lanka
El ejército de Sri Lanka fue acusado de violaciones a los derechos humanos durante la guerra civil de Sri Lanka. Un panel de expertos de las Naciones Unidas buscando las pruebas de las violaciones encontró "que si las acusaciones son probadas, indicarían serias violaciones del derecho internacional humanitario y de derechos humanos fueron cometidas por ambos lados por el gobierno de Sri Lanka y la LTTE, algunas de las cuales representan crímenes de guerra y crímenes de lesa humanidad." Algunos activistas y políticos también acusan al gobierno de Sri Lanka de llevar a cabo genocidio en contra de la población minoritaia de Tamil, quienes en su mayoría son hindúes, durante y después de la guerra.
Bruce Fein, afirmó que los líderes de Sri Lanka cometieron genocidio, junto con el parlamento Tamil. Los refugiados que escaparon de Sri lanka también declararon que huyeron del genocidio, y varios grupos de la diáspora Tamil apoyaron dichas acusaciones.
En el año 2009, miles de Tamils protestaron en varias ciudades alrededor del mundo en contra de estas atrocidades. Varios activistas formaron un grupo llamado Tamils en contra del genocidio, para continuar con las protestas. Ya se han iniciado acciones legales contra los líderes de Sri Lanka por haber iniciado el genocidio. El abogado noruego de derechos Harald Stabell presentó una demanda en las cortes noruegas en contra del Presidente de Sri Lanka Rajapaksa y otros oficiales.
Los políticos en el estado de la India de Tamil Nadu también hicieron acusaciones de genocidio. Entre los años 2008 a 2009, el primer ministro de Tamil Nadu, M. Karunanidhi apelço al gobierno de la India para que interviniera "a parar el genocidio de los Tamils", mientras que su sucesor J. Jayalalithaa pidió al gobierno de la india llevar a Rajapaksa ante los tribunales internacionales por genocidio. El grupo de las mujeres del Partido Comunista de la India, pasó una resolución en agosto de 2012, al constatar que "hubo violencia sistemática en contra de las mujeres Tamil" por las fuerzas de Sri Lanka que constituyeron un genocidio, apelando por una "investigación internacional independiente"
En enero de 2010, el Tribunal Permanente de los Pueblos ubicado en Dublín, Irlanda, encontró culpable a Sri Lanka de haber cometido crímenes de guerra y crímenes de lesa humanidad, pero no encontró evidencia suficiente para justificar el cargo de genocidio. El tribunal pidió una investigación exhaustiva ya que en la evidencia se observó "posibles actos de genocidio". Su panel, encontró a Sri lanka culpable entre las fechas del 7 al 10 de diciembre de 2013, en Berman, Alemania. También declaró que Estados Unidos y el Reino Unido fueron cómplices. Una decisión sobre si también la India y otros países habían sido cómplices fue retenida. El tribunal también declaró que LTTE no puede ser catalogado como terrorista, ya que los movimientos clasificados como "terrorista" a causa de su rebelión en contra de un estado, puede convertirse en entidades políticas reconocidas por la comunidad internacional. La Comisión Internacional de Juristas declaró que los campos utilizados para interner a cerca de 300,000 Tamils después de que la guerra terminó también pudo haber violado la Convensión sobre el genocidio.
En el año 2015, el partido político de mayoría Tamil de Sri Lanka, "pasó una fuerte resolución acusando a los gobiernos en turno de la Isla de haber cometido "genocidio" en contra de los Tamils". Las violaciones históricas de Sri Lanka por más de 60 años pratrocinadas por el estado incluyen; progromos, masacres, violencia sexual y actos de destrucción cultural y lingüística. Las atrocidades han sido realizadas con la intención de destruir al pueblo de Tamil, y por lo tanto constituyen un genocidio."
El gobierno de Sri Lanka negó todas las acusaciones de genocidio y crímenes de guerra.

#### Birmania
El gobierno de Birmania ha sido acusado de crímenes en contra de la minoría musulmana rohinyá, que se alega ser un genocidio. Se ha alegado que los rohiyá son blanco de crímenes de odio y discriminación, que han llegado al genocidio por parte de monjes budistas nacionales extremistas y el gobierno de Thein Sein. Los grupos musulmanes han afirmado haber sido objetos de genocidio, tortura, detenciones arbitrarias, tratamiento inhumano y degradante.

## Acusaciones internacionales

### Tribunales ad hoc
En 1951 solamente dos de los cinco miembros permanentes del Consejo de Seguridad de las Naciones Unidas, formaron parte de la Convención para la Prevención y la Sanción del Delito de Genocidio (CPSDG): Francia y China. La CPSDG fue ratificada por la Unión Soviética en 1954, por el Reino Unido en 1970, por la República Popular de China en 1983 y Estados Unidos en 1988. En la década de los 1990's la ley internacional del delito de genocidio entró en vigor.

#### Bosnia y Herzegovina
En julio de 1995 las fuerzas serbias asesinaron a más de 8,000 bosníacos, principalmente hombres y niños, tanto dentro como en los alrededores de la ciudad de Srebrenica, durante la Guerra de Bosnia. La matanza fue realizada por las unidades del Ejército de la República Srpska (VRS) bajo la responsabilidad del General Ratko Mladić. El Secretario General de las Naciones Unidas, describió el asesinato como uno de los peores crímenes en suelo europeo desde la Segunda Guerra Mundial. Una unidad paramilitar de Serbia conocida como los Escorpiones, fue oficialmente miembro del Ministerio de Interior de Serbia hasta 1991, participó en la masacre, junto con cientos de voluntarios rusos y griegos. 

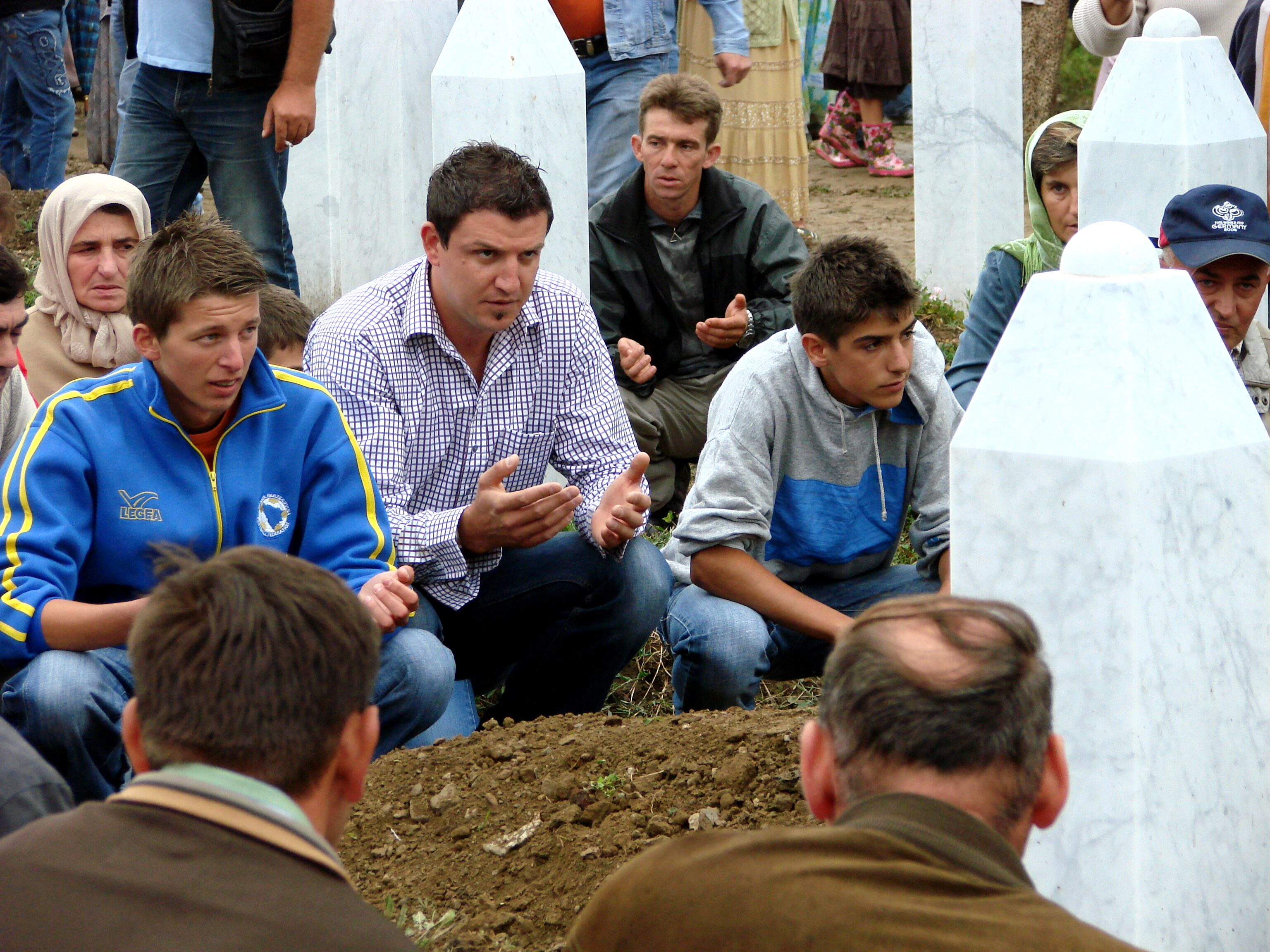
Dolientes en la ceremonia de entierro de una víctima exhumada de la masacre de Srebrenica.

En el año 2001, el Tribunal Penal Internacional para la ex Yugoslavia (TPIY), entregó su primera sentencia por el crimen de genocidio, en contra del General Krstić por su papel en la masacre Srebrenica en 1994 (en la apelación fue encontrado como no culpable del delito de genocidio, pero si de su complicidad en el mismo).
En febrero de 2007, la Corte Internacional de Justicia (CIJ) emitió un fallo en el caso del genocidio bosnio. Se confirmaron los hallazgos por parte del TPIY, que el genocidio había sido cometido dentro y fuera de Srebrenica, pero no encontraron si el genocidio había sido cometido en un territorio más amplio de Bosnia y Herzegovina durante la guerra. La CIJ también dictó que Serbia no es responsable del genocidio y tampoco tuvo "complicidad" en el mismo, sin embargo dictó que Serbia pudo haber hecho más por prevenirlo y que Serbia falló en castigar a los responsables. Antes de la sentencia, el término genocidio ya había sido utilizado por algunos académicos y oficiales de derechos humanos.
En el 2010, Vujadin Popović, Lieutenant Colonel y el jefe de los cuerpos de seguridad de Drina del Ejército de la República Srpska, así como Ljubiša Beara, Colonel y el jefe de seguridad de la misma armada, fueron declarados culpables de genocidio, exterminación, asesinato y persecución por el TPIY, por su participación en la masacre de Srebrenice y fueron sentenciados a cadena perpetua.
Tribunales alemanes también dictaron condenas por genocidio durante la Guerra de Bosnia. Novislav Djajic fue acusado de haber participado en el genocidio, pero el Tribunal Regional Superior no encontró la evidencia suficiente para imputarlo por el genocidio. Sin embargo, Djajic fue encontrado culpable en 14 casos de asesinato y uno de intento de asesinato. En la apelación de Djajic, el 23 de mayo de 1997, la Cámara de Apelación de Baviera, encontró que los actos de genocidio cometidos en junio de 1992, fueron dentro del distrito de Foca. El Tribunal Regional Superior, en septiembre de 1997 dictó una condena de genocidio contra Nikola Jorgi, un serbobosnio de la región de Doboj, quien era el líder del grupo paramilitar localizado en la región de Doboj. Él fue sentenciado a cuatro penas de prisión perpetua por su participación en los actos genocidas que tuvieron lugar en las regiones de Bosnia y Herzegovina y "el 29 de noviembre de 1999, el Tribunal Regional Superior condenó a Maksim Sokolovic a 9 años de prisión por complicidad en el delito de genocidio y por violaciones graves al Congreso de Ginebra."

#### Ruanda
El Tribunal Penal Internacional para Ruanda (TPIR) es una corte administrada por las Naciones Unidas para investigar los delitos cometidos en Ruanda durante el genocidio en entre abril y mayo de 1994. El TPIR fue creado el 8 de noviembre de 1994 por el Consejo de Seguridad de las Naciones Unidas, para resolver las demandas de Ruanda o de los ciudadanos de Ruanda de los países cercanos, entre el 1 de enero y el 31 de diciembre de 1994. Se calcula que aproximadamente fueron más de 100 días de asesinatos por el Presidente Juvénal Habyarimana, del 6 de abril al 15 de julio, al menos 800,000 personas fueron asesinadas, de acuerdo a Human Rights Watch. Para mediados del año 2011, el TPIR habría condenado a 57 personas y absuelto a 8. Otras diez personas continúan en juicio, mientras que una esta esperando ser juzgada. Nueve siguen en libertad. El primer juicio de Jean-Paul Akayesu, terminó en 1998 y fue condenado por su participación en el genocidio y crímenes de lesa humanidad. Esta fue la primera vez que se castigó a alguien por el delito de genocidio, definido en la Convención de 1948. Jean Kambanda, Primer Ministro de Interiores durante el genocidio, también fue declarado culpable.

#### Camboya
Los Jemeres Rojos, liderados por Pol Pot, Ta Mok y otros líderes, organizaron un asesinato masivo de grupos ideológicos sospechosos, minorías étnicas, como los vietnamitas, chinos, chams y thais, de exfuncionarios, antiguos soldados del gobierno, monjes budistas, intelectuales laicos y profesionales, así como a los antiguos habitantes de la ciudad. Los Jemeres Rojos que fueron derrotados dentro de las luchas entre facciones también fueron asesinados en las purgas. La provocación de hambruna y la realización de trabajos forzados tuvieron como consecuencia la muerte de cientos de miles de personas. Craig Etcheson sugirió que el número de muertos fue entre 2 y 2.5 millones, pero lo más "probable" es que hayan sido 2.2 millones. Después de 5 años de búsquedas en 20,000 fosas, él concluyó que "las fosas contienen al menos 1,386,734 de víctimas de una ejecución". Sin embargo, algunos investigadores argumentan que los Jemeres Rojos no eran recistas y no tenían ninguna intención de exterminar a minorías étnicas o población de Campobya; desde esta perspectiva la brutalidad fue a causa de una versión extrema de la ideología comunista.

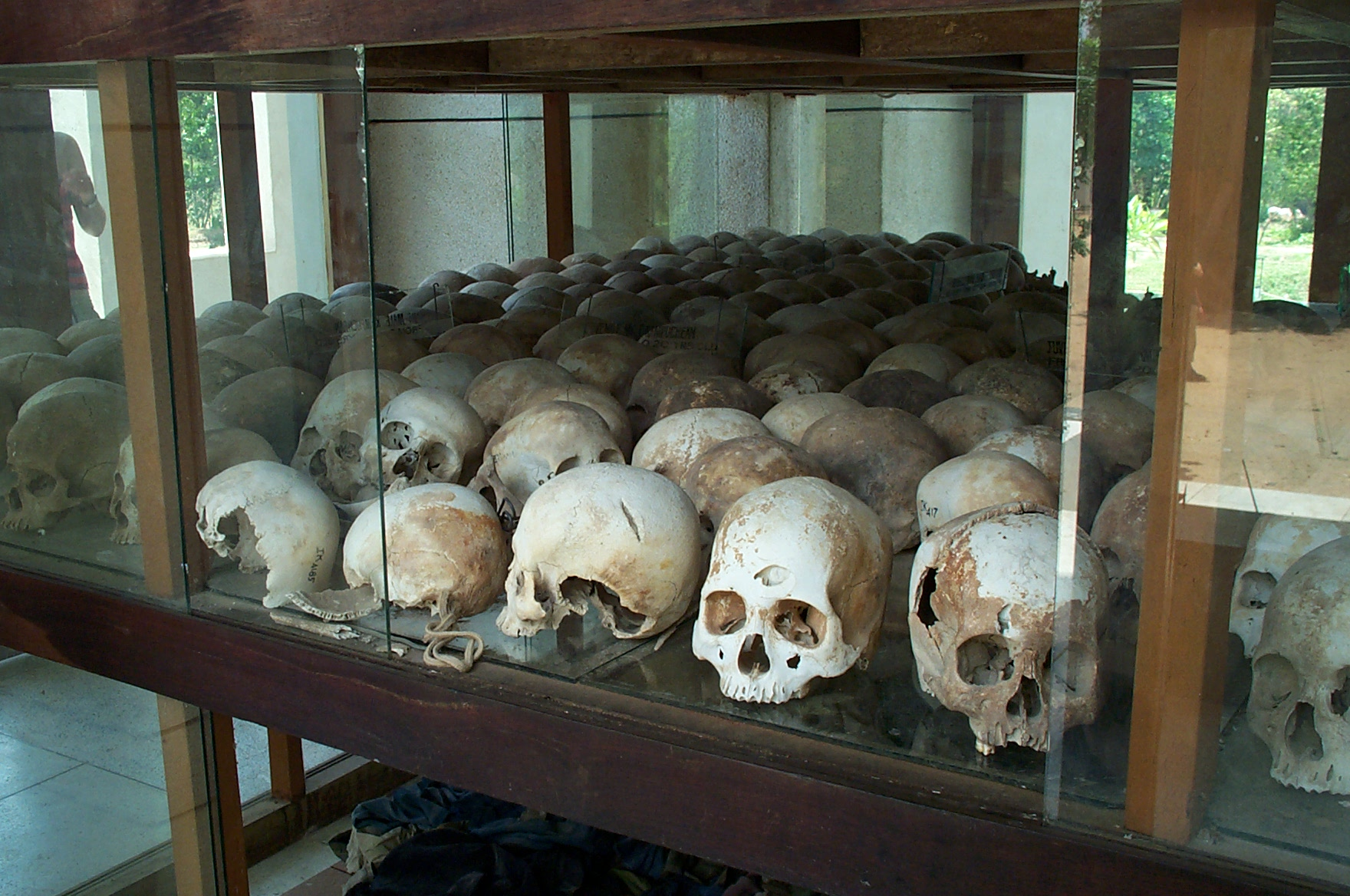
Cráneos en el memorial de Choeung Ek en Camboya

El 6 de junio de 2003 el gobierno de Camboya y las Naciones Unidas llegaron a un acuerdo para implementar el Tribunal de Camboya, el cual se enfocaría exclusivamente a investigar los crímenes cometidos por los oficiales de los Jeremes Rojos durante el régimen de los Jemeres Rojos de 1975 a 1979. Los jueces hicieron juramento a principios del mes de julio de 2006.
Los jueces de instrucción presentaron los nombres de cinco posibles sospechosos por la fiscalía el 18 de julio de 2007.

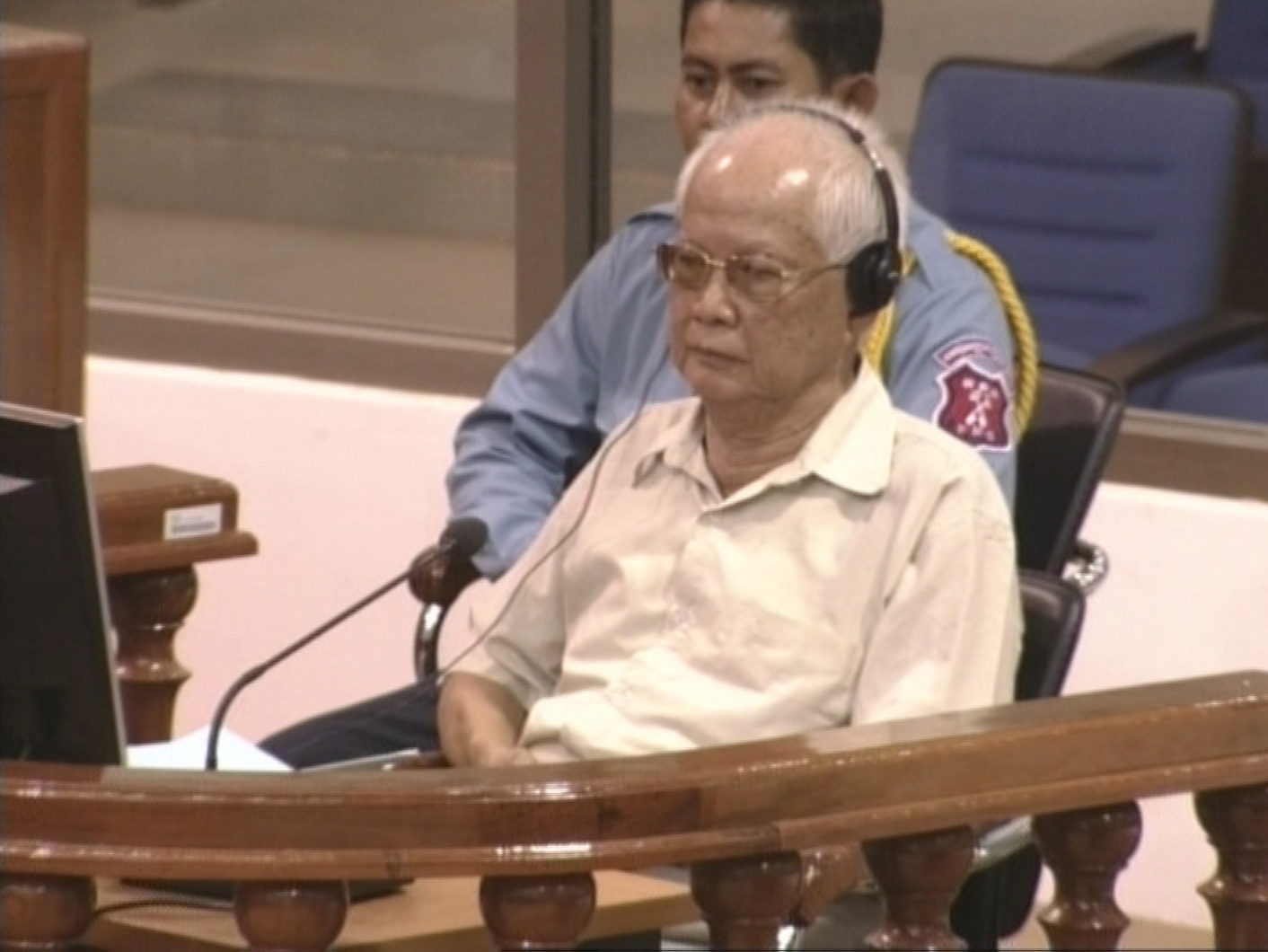
Khieu Samphan en una audiencia pública antes ante el Tribunal de Camboya, antes del juicio, 3 de julio de 2009.

- Kang Kek Iew, fue formalmente acusado de crímenes de guerra y crímenes de lesa humanidad y fue detenido por el Tribunal el 31 de julio de 2007. Él fue sentenciado por crímenes de guerra y de lesa humanidad el 12 de agosto de 2008.[557] Su apelación fue rechazada el 3 de febrero de 2012, y continua en prisión cumpliendo una condena de cadena perpetua.[558]
- Nuon Chea, un ex primer ministro, fue presentado con cargos de genocidio, crímenes de guerra, crímenes de lesa humanidad y otros delitos, bajo la legislación de Camboya el 15 de septiembre de 2010. Él fue transferido para que fuera custodiado por el Tribunal de Camboya el 19 de septiembre de 2007. Su juicio comenzó el 27 de junio de 2011.[559][560]
- Khieu Samphan, un exjefe de estado, fue condenado por los delitos de genocidio, crímenes de guerra, crímenes de lesa humanidad y otros, por la legislación de Camboya el 15 de septiembre de 2010. Él fue transferido para que fuera custodiado por el Tribunal de Camboya el 19 de septiembre de 2007. Su juicio también comenzó el 27 de junio de 2011.[559][560]
- Ieng Sary, un exsecretario de relaciones exteriores, fue acusado de genocidio, crímenes de guerra, crímenes de lesa humanidad y otros delitos bajo la jurisdicción de Camboya el 15 de septiembre de 2010. Él fue transferido para que fuera custodiado por el Tribunal de Camboya el 12 de noviembre de 2007.[559][560] Él murió en marzo de 2013.
- Ieng Thirith, esposa de Ieng Sary y exministra de asuntos sociales, fue acusada por los cargos de genocidio, crímenes de guerra, crímenes de lesa humanidad y otros delitos por la jurisdicción de Camboya el 15 de septiembre de 2010. Ella fue transferida para que fuera custodiada por el Tribunal de Camboya el 12 de noviembre de 2007. Los procedimientos contra ella han sido suspendidos porque presentó problemas de salud.[560][561]

Algunos juristas internacionales y el gobierno de Camboya, no están de acuerdo sobre si otras personas deben de ser juzgadas por el Tribunal.

### Corte Penal Internacional
La CPI solo puede procesar los delitos cometidos después del 1 de julio de 2002.

#### Darfur, Sudán
El conflicto racial en Darfur, Sudán, comenzó en el año 2003, fue declarado como un genocidio por el Secretario de Estado de los Estados Unidos, Colin Powell, el 9 de septiembre de 2004 en una declaración ante el Comité de Relaciones Exteriores del Senado. Desde esa época, ningún miembro permanente del Consejo de Seguridad de las Naciones Unidas ha seguido el caso. En enero de 2005, la Comisión Internacional de Investigación sobre Darfur, autorizada por la resolución 1564 del Consejo de Seguridad del 2004, emitió un informe en el que indica "el gobierno de Sudán no ha realizado una política de genocidio." Sin embargo, la Comisión advirtió que "La conclusión sobre que no hubo una política genocida implementada en Darfur por las autoridades del gobierno, de manera directa o a través de milicias bajo su control, no debe tomarse como algo desmerecedor sobre la gravedad de los crímenes perpetrados en la región. Delitos internacionales, como crímenes de lesa humanidad y crímenes de guerra han sido cometidos en Darfur, pueden ser no menos atroces y graves que un genocidio". 

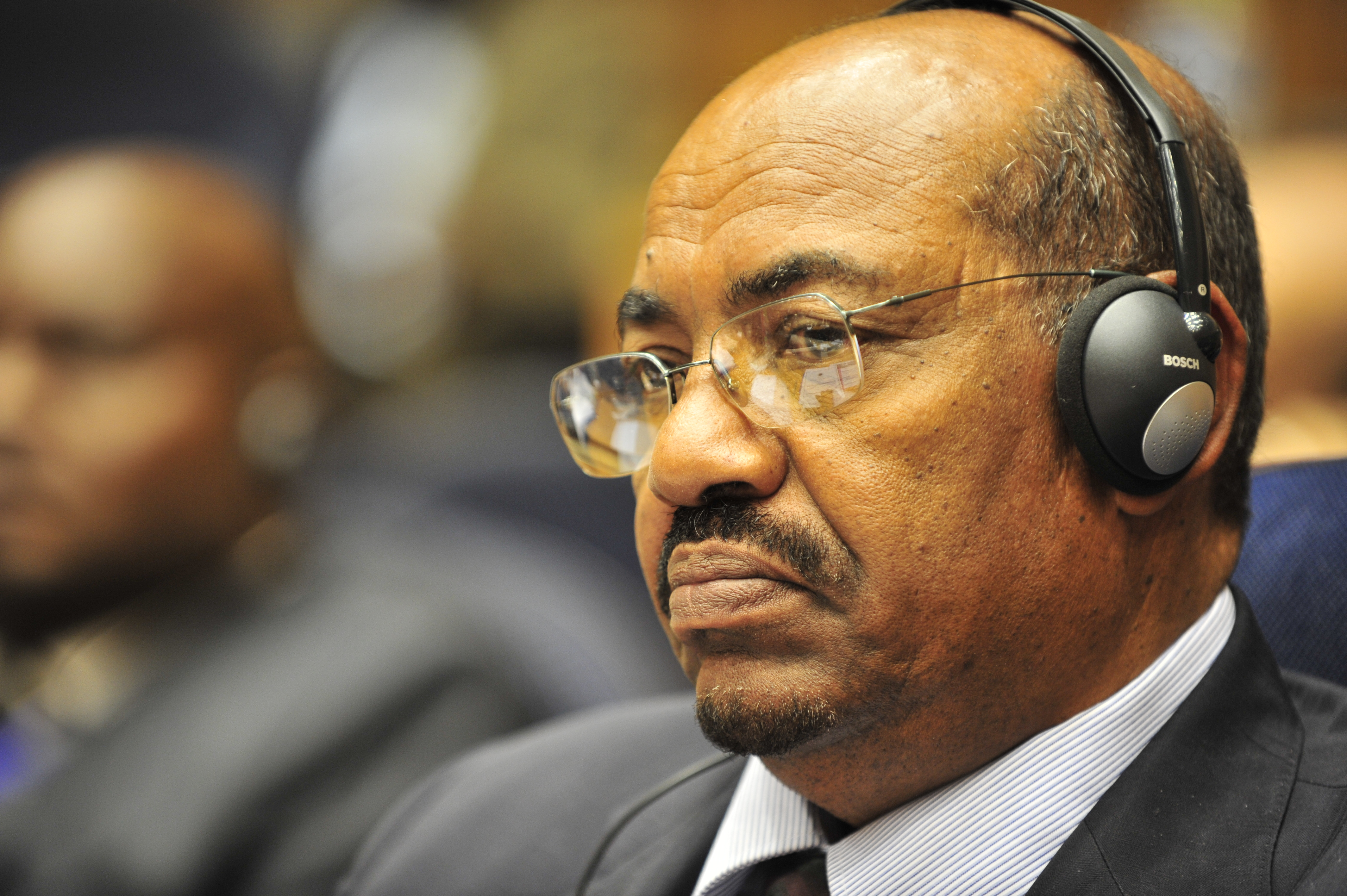
Presidente de Omar al-Bashir, buscado por la CPI.

En marzo de 2005, el Consejo de Seguridad formalmente remitió la situación de Darfur a la CPI, tomando en cuenta el informe de la Comisión pero sin mencionar ningún crimen específico. Dos miembros permanentes del Consejo de Seguridad, Estados Unidos y China, se abstuvieron de votar en la resolución de remisión. A partir del cuarto informe del Consejo de Seguridad, el Fiscal encontró "razones razonables para creer que los individuos identificados (en la resolución 1593) han cometido crímenes de lesa humanidad y crímenes de guerra", pero no hubo evidencia suficiente para calificarlo como un genocidio.
En abril del 2007, la CPI emitió órdenes de detención contra el exministro de Interiores, Ahmad Harun y otra contra el líder de la milicia Janjaweed, Ali Kushayb, por crímenes de lesa humanidad y crímenes de guerra. En 14 de julio de 2008, la CPI presentó diez cargos por crímenes de guerra en contra del Presidente de Sudán Omar al-Bashir, tres por genocidio, cinco por crímenes de lesa humanidad y dos por asesinato. Los fiscales afirmaron que al-Bashir "fue la mente maestra y aplicó el plan para destruir a una parte substancial" de estos tres grupos tribales en Darfur por su etnicidad. El 4 de marzo de 2009, emitió una orden de arresto contra al-Bashir por crímenes de lesa humanidad y de guerra, pero no genocidio. Esta es la primera orden de arresto emitida por la CPI en contra de un jefe de Estado.